# ADO Den Haag in het seizoen 2024/25 (mannen)
Het seizoen 2024/25 is het 120e jaar in het bestaan van de Haagse voetbalclub ADO Den Haag. De Haagse ploeg kwam voor het vierde opeenvolgende seizoen uit in de Keuken Kampioen Divisie. De mannenselectie werd net als het voorgaande seizoen geleid door hoofdtrainer Darije Kalezić, met Regillio Vrede en Levi Schwiebbe als assistenten. ADO Den Haag eindigde het seizoen op de vierde plaats, maar wist via de play-offs geen promotie naar de Eredivisie te bewerkstelligen. De grootste competitieoverwinning dit seizoen boekte ADO op VVV-Venlo: 2-7. Dit seizoen behaalde de Hagenezen een KKD-record tijdens de competitiewedstrijd tegen MVV Maastricht. Niet eerder in de Eerste Divisie wist een ploeg binnen de eerste 5 minuten driemaal te scoren. Daryl van Mieghem, Jari Vlak en Luka Reischl gingen met hun goals de geschiedenisboeken in.

## Samenvatting seizoen

### Voorafgaand aan het seizoen
- De aflopende contracten van verschillende spelers uit het voorgaande seizoen werden niet verlengd. Hierdoor vertrokken onder andere Amir Absalem, Dhoraso Moreo Klas, Sacha Komljenovic, Nick Marsman en Malik Sellouki transfervrij uit Den Haag. Bart van Hintum beëindigde zijn profcarrière. Huurlingen Justin Che, Henri Koudossou en Henk Veerman keerden terug naar hun ploegen.
- In de staf waren er weinig veranderingen ten opzichte van het voorgaande seizoen. Fysiotherapeut Gino Zwirs vertrok naar FC Utrecht. Keeperstrainer Raymond Mulder vertrok naar Beerschot Voetbalclub Antwerpen.

### Juli 2024
- Op maandag 1 juli vond de eerste training van het nieuwe seizoen van ADO Den Haag plaats. Vanuit de Onder 21 trainden de volgende spelers mee: Ronald Boakye, Issac Dijkhuizen, Keanu Does, Sky Heesen, Thijmen de Koning, Devyn Payne en Sinan Özen. Ook Onder 19-speler Özder Özcan mocht aantreden.
- Op woensdag 3 juli werd het aflopende contract van David van de Riet met een seizoen verlengd. De doelman lag hierdoor tot de zomer van 2025 vast in Den Haag.
- Op zaterdag 6 juli werd de eerste aanwinst van het nieuwe seizoen gepresenteerd. Verdediger Steven van der Sloot kwam transfervrij over van FC Schalke 04. De 22-jarige rechtsback, die als jeugdspeler al voor ADO Den Haag uitkwam, tekende een contract tot de zomer van 2026. Diezelfde dag vond de eerste oefenwedstrijd van het seizoen plaats. Het Haagse HVV Laakkwartier werd met 0-9 verslagen.
- Op dinsdag 8 juli vertrok Tyrese Asante bij ADO Den Haag. De verdediger, die 98 officiële wedstrijden in het Haagse shirt speelde en nog een jaar onder contract in Den Haag stond, vertrok naar Maccabi Tel Aviv. ADO kreeg voor deze transfer €600.000.
- Op woensdag 10 juli wist ADO Den Haag met 1-3 te winnen in de oefenwedstrijd tegen het 'Westlands Elftal'.
- Op vrijdag 12 juli verlengde Tim Coremans zijn contract bij ADO Den Haag. De doelman verlengde zijn contract met een seizoen en voegde zich weer bij de selectie.
- Op zaterdag 13 juli speelde ADO Den Haag knap gelijk tegen Eredivisionist Sparta Rotterdam. Het derde oefenduel deze voorbereiding eindigde in 1-1.
- Op zaterdag 20 juli verloor ADO Den Haag de oefenwedstrijd tegen Patro Eisden Maasmechelen: 1-2.
- Op maandag 22 juli begon ADO Den Haag aan een zesdaags trainingskamp in het Zeeuwse Burgh-Haamstede.
- Op woensdag 24 juli werd Jos Kortekaas toegevoegd aan de Haagse staf. Kortekaas was ruim 22 jaar in dienst als fysiotherapeut bij Vitesse, maar moest vertrekken na de degradatie van de Arnhemse club. In Den Haag werd hij coördinator van de medische staf van de A-selectie. Diezelfde dag verloor ADO Den Haag de oefenwedstrijd tegen SV Zulte Waregem: 0-1.
- Op donderdag 25 juli vertrok middenvelder Jort van der Sande naar het Schotse Dundee United FC. Van der Sande vertrok voor zijn eerste buitenlandse avontuur al na een seizoen uit Den Haag. In 39 wedstrijden scoorde hij 13 keer. Over de hoogte van de transfersom werd geen mededeling gedaan.
- Op zaterdag 27 juli speelde ADO Den Haag gelijk in het oefenduel tegen KMSK Deinze: 1-1.

### Augustus 2024
- Op donderdag 1 augustus werd de tweede versterking verwelkomt. De linksbenige centrale verdediger Milan Hokke werd voor een seizoen gehuurd van Feyenoord, met een optie tot koop. In het voorgaande seizoen werd Hokke met Feyenoord Onder 21 beloftenkampioen en bekerwinnaar.
- Op vrijdag 2 augustus verloor ADO Den Haag met een uitgedunde selectie de laatste oefenwedstrijd voor de start van de competitie. Tegen Jong AZ werd het 1-2. De gehele oefenperiode won de Haagse club geen een wedstrijd tegen een profclub.
- Op maandag 5 augustus tekende Juho Kilo een contract in Den Haag. De Finse middenvelder kwam over van FC Haka Valkeakoski en tekende een contract tot de zomer van 2026, met een optie op nog een seizoen. Voor Kilo werd een kleine transfersom betaald.
- Op donderdag 8 augustus werd ADO dubbel versterkt. De 25-jarige linksback Sekou Sylla tekende voor één seizoen met een optie op nog een jaargang, nadat zijn contract bij SC Cambuur was afgelopen. De 20-jarige spits Dano Lourens, die een Eredivisiewedstrijd op zijn naam zette voor Sparta Rotterdam, kwam over van Jong Sparta Rotterdam en tekende eveneens voor één seizoen met een optie op nog een seizoen.
- Op zaterdag 10 augustus begon het competitieseizoen voor ADO Den Haag. Tegen VVV-Venlo leek geen vuiltje aan de lucht na de openingstreffer van Daryl van Mieghem, maar door de rode kaart van debutant Steven van der Sloot kantelde de wedstrijd en eindigde het duel in 1-1.
- Op maandag 12 augustus tekende Lee Bonis bij ADO Den Haag. De 25-jarige spits kwam, na wekenlang wachten op onder andere een paspoort en werkvergunning, over van Larne FC. De Noord-Ierse club werd mede dankzij zijn 16 doelpunten in het voorgaande competitieseizoen kampioen. Bonis tekende een contract tot de zomer van 2026 in Den Haag.
- Op zaterdag 17 augustus speelde ADO Den Haag opnieuw gelijk. Tegen FC Dordrecht werd het 1-1, ondanks een tumultueuze slotfase met grote kansen aan beide kanten.
- Op vrijdag 23 augustus won ADO Den Haag de eerste wedstrijd van het seizoen. Degradant FC Volendam werd met 2-1 verslagen.
- Op vrijdag 30 augustus ging ADO Den Haag hard onderuit tegen een andere degradant. Ondanks een sterk begin braken de persoonlijke fouten de Hagenezen op, waardoor Excelsior Rotterdam met 0-5 won.

### September 2024
- Op maandag 2 september, alias 'Transfer Deadline Day', contracteerde ADO Den Haag twee nieuwe spelers. Aanvaller Elias Mohammad kwam over van Hammarby IF. De 21-jarige Zweed met Afghaanse roots tekende een contract voor twee seizoenen, met een optie voor nog een seizoen. Verdediger Diogo Tomas kwam over van HJK Helsinki, waar hij kwalificatiewedstrijden voor de Conference League speelde. De 27-jarige viervoudig Fins international tekende eveneens een contract voor twee seizoenen in Den Haag.
- Op woensdag 4 september won ADO Den Haag een oefenwedstrijd tijdens de interlandperiode. Eredivisionist Almere City FC werd met 2-1 verslagen, dankzij twee goals van nieuwkomer Elias Mohammad.
- Op vrijdag 13 september verloor ADO Den Haag wederom een competitiewedstrijd. Tegen FC Den Bosch werd het 2-0, waardoor ADO wegzakte naar de 17e plaats op de ranglijst. Dezelfde dag werd bekend dat middenvelder Calvin Gustina werd verhuurd aan KMSK Deinze. Gustina speelde 5 officiële wedstrijden voor ADO Den Haag, maar was al enige tijd teruggezet naar het beloftenelftal.
- Op maandag 16 september wist ADO Den Haag weer niet te winnen. Tegen Jong PSV kregen de Hagenezen een late gelijkmaker te verwerken: 2-2. Diezelfde dag werd het vertrek van aanvaller Rafael Struick aangekondigd. De Indonesische international vertrok transfervrij naar het Australische Brisbane Roar.
- Op vrijdag 20 september eindigde wederom een wedstrijd in een gelijkspel. Telstar werd in Den Haag niet verslagen: 1-1.
- Op vrijdag 27 september speelde ADO Den Haag voor de derde wedstrijd op rij gelijk. De 1-1 eindstand tegen hekkensluiter Jong FC Utrecht was teleurstellend te noemen.

### Oktober 2024
- Op woensdag 2 oktober werd bekendgemaakt dat Martijn van Opstal per 1 november de nieuwe commercieel directeur werd. Hij was de opvolger van Jesper van den Bosch.
- Op vrijdag 4 oktober speelde ADO Den Haag een sterke wedstrijd. TOP Oss werd met maar liefst 1-5 verslagen. Shona Shukrula was de arbiter, de eerste vrouwelijke scheidsrechter in het betaalde mannenvoetbal.
- Op donderdag 10 oktober verloor ADO Den Haag het oefenduel tegen Eredivisionist NAC Breda tijdens de interlandperiode: 0-2.
- Op vrijdag 18 oktober won ADO Den Haag wederom een competitiewedstrijd. Roda JC Kerkrade werd in Den Haag met 3-0 weggezet.
- Op maandag 21 oktober wist ADO Den Haag niet te winnen van Jong Ajax. Ondanks een vroege rode kaart van Steven van der Sloot, die een paar dagen later werd geseponeerd, wisten de Hagenezen een punt over te houden aan het duel: 0-0.
- Op vrijdag 25 oktober wist ADO Den Haag in eigen huis geen punten te behalen tegen De Graafschap: 1-2.
- Op dinsdag 29 oktober stelde Darije Kalezić een B-elftal op in de bekerwedstrijd tegen SC Cambuur. Dit pakte niet goed uit. De Hagenezen verlieten het KNVB Bekertoernooi al na de eerste wedstrijd door een 1-4 nederlaag.

### November 2024
- Op vrijdag 1 november haalde ADO Den Haag fors uit in de uitwedstrijd tegen FC Eindhoven: 0-4.
- Op vrijdag 8 november wist ADO Den Haag af te rekenen met hekkensluiter Vitesse: 0-2.
- Op woensdag 13 november verloor ADO Den Haag tijdens de interlandweek de oefenwedstrijd tegen Eredivisionist RKC Waalwijk: 4-3.
- Op vrijdag 22 november verspeelde ADO Den Haag op dramatische wijze belangrijke punten tegen laagvlieger Jong AZ. Ondanks een 0-3 voorsprong met de rust eindigde de wedstrijd in 3-3.
- Op maandag 25 november liet ADO Den Haag een voorsprong tegen Helmond Sport uit handen glippen. Ondanks een voorsprong met de rust werd, mede door een late en makkelijk gegeven strafschop, met 2-1 verloren.
- Op vrijdag 29 november wisten de Hagenezen weer eens te winnen. Alex Schalk zorgde met zijn twee doelpunten voor een knappe 2-1 overwinning op FC Emmen, tot dan toe derde in de competitiestand.

### December 2024
- Op vrijdag 6 december werd bekendgemaakt dat twee oud-profs zich aansloten bij ADO Den Haag als stagiair. Eljero Elia sloot zich aan bij Frans Danen in de Onder 17. Henk de Zeeuw kreeg bij de Onder 19 versterking van Leonardo Vitor Santiago.
- Op zaterdag 7 december speelde ADO Den Haag een uitwedstrijd tegen SC Cambuur. Op de dag dat in Den Haag een aanslag werd gepleegd, leden de Hagenezen ook in Friesland een nederlaag: 2-1.
- Op donderdag 12 december tekende Lorenzo Maasland zijn eerste profcontract bij ADO Den Haag. De aanvaller lag hierdoor tot de zomer van 2026 vast in de Hofstad.
- Op vrijdag 13 december wist ADO Den Haag te winnen. In Den Haag werd MVV Maastricht met 2-0 verslagen, dankzij twee doelpunten van Joel Ideho.
- Op zaterdag 14 december werd de eerste wintertransfer van ADO Den Haag bekendgemaakt. De Finse verdediger Taneli Hämäläinen kwam transfervrij over van Kuopion Palloseura. Met KuPS speelde hij in het voorgaande half jaar wedstrijden in de UEFA Conference League, werd hij bekerwinnaar en landskampioen. Hämäläinen tekende een contract tot de zomer van 2026, met een optie op nog een seizoen.
- Op zondag 22 december wist ADO Den Haag op het nippertje te winnen van laagvlieger TOP Oss. Verdediger Matteo Waem kopte in blessuretijd het enige doelpunt van de wedstrijd binnen: 1-0.
- Op zaterdag 28 december werd bekendgemaakt dat het aflopende contract van Daniel Granli al in deze winterperiode werd ontbonden. De periode van de Noorse verdediger in Den Haag werd anderhalf jaar gekend door blessureleed. Mede hierdoor kwam Granli maar tot 18 officiële wedstrijd in het shirt van ADO Den Haag, waarvan 9 duels dit seizoen.

### Januari 2025
- Op zaterdag 4 januari speelde ADO Den Haag tijdens de winterstop een oefenwedstrijd tegen Telstar. De 24 spelers aan Haagse kant wisten in Noord-Holland niet te winnen: 2-1.
- Op vrijdag 10 januari werd de eerste competitiewedstrijd na de winterstop tegen De Graafschap afgelast, vanwege de winterse omstandigheden.
- Op maandag 13 januari speelde ADO Den Haag een ingelaste oefenwedstrijd tegen SC Cambuur. Ook deze ging verloren: 0-1.
- Op dinsdag 14 januari werd spits Luka Reischl gepresenteerd als nieuwe ADO-speler. De Oostenrijkse jeugdinternational werd voor een half jaar gehuurd van FC Liefering, dat optreedt als de belofteploeg van Red Bull Salzburg, met een optie tot koop.
- Op vrijdag 17 januari wist ADO Den Haag de eerste wedstrijd na de winterstop winnend af te sluiten. Ondanks een vroege rode kaart voor Diogo Tomas wonnen de Hagenezen met 3-1, mede dankzij twee goals van Jari Vlak.
- Op maandag 20 januari werd bekendgemaakt dat het contract van middenvelder Silvinho Esajas was ontbonden. Esajas scoorde viermaal in 64 wedstrijden. De middenvelder tekende dezelfde week bij FC Volendam.
- Op zondag 26 januari wist ADO Den Haag geen punten te pakken tegen Excelsior Rotterdam. Dankzij een late tegentreffer werd het 1-0.
- Op vrijdag 31 januari werd Cameron Peupion gepresenteerd als nieuwe aanwinst. De Australisch-Franse aanvaller kwam over van Brighton & Hove Albion FC. Peupion tekende een contract tot de zomer van 2027 in Den Haag. Diezelfde avond wist ADO Den Haag in blessuretijd te winnen van FC Eindhoven: 2-1. De wedstrijd stond in het teken van het 120-jarig bestaan van de club.

### Februari 2025
- Op maandag 3 februari wist ADO Den Haag te winnen van een directe concurrent. In het inhaalduel uit bij De Graafschap wisten de Hagenezen te punten mee naar huis te nemen: 1-2.
- Op dinsdag 4 februari, 'Transfer Deadline Day', had ADO Den Haag een drukke dag. Het contract van Lasse Vigen Christensen werd verscheurd. De Deense middenvelder kreeg in zijn periode van anderhalf jaar te maken met veel blessures. Hierdoor kwam Vigen tot 32 wedstrijden (waarvan maar 8 in dit seizoen) en 2 doelpunten. Ook aanvaller Joel Ideho vertrok. Voor een transfersom die niet is bekendgemaakt, verkaste de vleugelaanvaller naar Eredivisionist Sparta Rotterdam. Ideho speelde 53 wedstrijden in anderhalf jaar Haagse dienst, waarin hij 9 keer scoorde. Daartegenover stond de terugkeer van Evan Rottier in Den Haag. De aanvaller kwam voor een kleine transfersom over van FC Eindhoven en tekende een contract tot de zomer van 2027 in de Hofstad.
- Op vrijdag 7 februari wist ADO Den Haag knap de koploper van de Keuken Kampioen Divisie te verslaan. Voor de tweede maal dit seizoen ging FC Volendam over de knie: 1-2.
- Op vrijdag 14 februari behaalde ADO Den Haag wederom drie punten. In eigen huis werd Jong Ajax verslagen met 1-0, dankzij een treffer van Luka Reischl.
- Op zondag 23 februari verpulverde ADO Den Haag een record uit de Keuken Kampioen Divisie. Nog nooit eerder scoorde een club driemaal in de eerste vijf minuten. Dankzij deze bliksemstart versloegen de Hagenezen MVV Maastricht met 1-4.

### Maart 2025
- Op zondag 2 maart wist ADO Den Haag opnieuw te winnen. Ditmaal werd FC Den Bosch met 2-1 verslagen.
- Op donderdag 6 maart verlengde Kilian Nikiema zijn aflopende contract bij ADO Den Haag. De doelman, uitkomend voor Burkina Faso, tekende een contract tot de zomer van 2027.
- Op vrijdag 7 maart behaalde ADO Den Haag de periodetitel in de derde periode van de Keuken Kampioen Divisie. FC Emmen werd met 0-1 verslagen, dankzij de eerste seizoenstreffer van de teruggekeerde Evan Rottier. ADO won voor de zevende keer op rij en voor de tiende keer in elf wedstrijden. Een puntenaantal van 27 punten dankzij negen overwinningen in een periode was een record. Nog nooit eerder won een club negenmaal in een KKD-periode. Dankzij deze prestatie werd in elke categorie een ADO-man genomineerd: Jari Vlak ('Beste speler'), Kilian Nikiema ('Beste doelman'), Luka Reischl ('Beste talent') en Darije Kalezić ('Beste trainer').
- Op dinsdag 11 maart had ADO Den Haag een complete off-day tegen de talenten van Jong AZ: 0-3.
- Op woensdag 12 maart tekende Illaijh de Ruijter zijn eerste profcontract. De 18-jarige verdediger die zich dit seizoen opwerkte van de Onder 19 tot het eerste elftal bleef hiermee tot de zomer van 2027 in Den Haag.
- Op vrijdag 14 maart behaalde ADO Den Haag een zwaarbevochten, maar verdiende zege. Vitesse werd met 0-1 verslagen, dankzij een treffer van Alex Schalk.
- Op zaterdag 15 maart werd bekendgemaakt dat Jari Vlak en Darije Kalezić de winnaars waren van de Bronzen Stier voor beste speler/trainer van de derde periode in de Keuken Kampioen Divisie.
- Op woensdag 19 maart verloor ADO Den Haag een oefenwedstrijd van Sparta Rotterdam: 0-2.
- Op zondag 30 maart won ADO Den Haag in extremis van directe concurrent FC Dordrecht. Dankzij een rake penalty in blessuretijd van Jari Vlak bleven de Hagenezen op de tweede plaats in de competitieranglijst staan.

### April 2025
- Op woensdag 2 april werd bekendgemaakt bij welke spelers het aflopende contract wel/niet werd verlengd. Het contract van verdediger Sekou Sylla werd automatisch verlengd tot de zomer van 2026. De eenzijdige optie in de aflopende contracten van Tim Coremans, Dano Lourens, David van de Riet, Alex Schalk, Kürsad Sürmeli en Hugo Wentges werden niet gelicht.
- Op maandag 7 april blameerde ADO Den Haag zich. Voor de tweede keer dit seizoen werd hekkensluiter Jong FC Utrecht niet verslagen: 1-1. Opnieuw lieten de Hagenezen punten liggen tegen een 'Jong-ploeg'.
- Op donderdag 10 april werd bekendgemaakt dat Ervin Lee aan het eind van dit seizoen zou vertrekken als trainer van ADO Den Haag Onder 21.
- Op vrijdag 11 april liet ADO Den Haag wederom dure punten liggen. Ook tegen Telstar eindigde de wedstrijd in 1-1, waardoor plek 2 op de ranglijst uit het zicht verdween.
- Op zaterdag 19 april werd bekendgemaakt dat Luka Reischl een contract tekende bij ADO Den Haag. De 21-jarige Oostenrijkse spits, die als een wervelwind tijdens de winterstop binnenkwam met zijn vele goals en werd gehuurd van FC Liefering, tekende een contract tot de zomer van 2028 in de Hofstad. Over de hoogte van de transfersom werd geen uitspraak gedaan.
- Op zondag 20 april, Eerste Paasdag, wist ADO Den Haag eindelijk weer te winnen: Jong PSV werd met 3-2 verslagen.
- Op maandag 21 april werd bekendgemaakt dat verdediger Ronald Boakye aan het eind van dit seizoen zou vertrekken naar K.v.v. Quick Boys.
- Op donderdag 24 april liet ADO Den Haag een van de laatste kansen op directe promotie naar de Eredivisie varen door opnieuw gelijk te spelen tegen een veel lager geklasseerd team. Diep in blessuretijd wist Roda JC Kerkrade in eigen huis langszij te komen: 1-1.
- Op maandag 28 april werd bekendgemaakt dat doelman David van de Riet aan het eind van dit seizoen zou vertrekken naar FC Rijnvogels.

### Mei 2025
- Op vrijdag 2 mei was de kans op directe promotie definitief vervlogen. SC Cambuur was met 3-4 te sterk, waardoor het over ADO heen ging op de ranglijst. Na afloop van het duel kregen Jari Vlak (Beste speler) en Illaijh de Ruijter (Beste Talent) de Karel Jansen-trofeeën uitgereikt. Later kreeg Lee Bonis de Karel Jansen-trofee voor Topscorer van dit seizoen.
- Op vrijdag 9 mei gaf ADO Den Haag gas in de laatste reguliere competitiewedstrijd van het seizoen. VVV-Venlo werd in eigen huis met maar liefst 2-7 verslagen.
- Op dinsdag 13 mei verloor ADO Den Haag de eerste kwartfinale van de play-offs om promotie naar de Eredivisie. Het lagergeklasseerde elftal van Telstar wist thuis met 2-0 te winnen.
- Op zaterdag 17 mei was het seizoen voor ADO Den Haag ten einde. Ook in Den Haag werd verloren van Telstar (0-1), de latere winnaar van de play-offs.

## Selectie en staf ADO Den Haag

### Selectie ADO Den Haag 2024/25
| #  | Naam                 | Land          | Positie      | Bij ADO sinds  | Contract tot | Opt.   | C. | Voetbal | Kreeg geel | Weggestuurd | B. | Voetbal | Kreeg geel | Weggestuurd | P. | Voetbal | Kreeg geel | Weggestuurd | T. | Voetbal | Kreeg geel | Weggestuurd |
| -- | -------------------- | ------------- | ------------ | -------------- | ------------ | ------ | -- | ------- | ---------- | ----------- | -- | ------- | ---------- | ----------- | -- | ------- | ---------- | ----------- | -- | ------- | ---------- | ----------- |
| 1  | Hugo Wentges         | Nederland     | Doelman      | Zomer 2021     | Zomer 2025   |        | 1  | 0       | 0          | 0           | 1  | 0       | 0          | 0           | 0  | 0       | 0          | 0           | 2  | 0       | 0          | 0           |
| 2  | Steven van der Sloot | Nederland     | Verdediger   | Zomer 2024     | Zomer 2026   |        | 36 | 0       | 2          | 2           | 1  | 0       | 0          | 0           | 1  | 0       | 0          | 0           | 38 | 0       | 1          | 2           |
| 4  | Matteo Waem          | België        | Verdediger   | Zomer 2023     | Zomer 2026   |        | 32 | 3       | 5          | 1           | 1  | 0       | 0          | 0           | 2  | 0       | 1          | 0           | 35 | 3       | 6          | 1           |
| 5  | Sekou Sylla          | Guinee        | Verdediger   | Zomer 2024     | Zomer 2026   |        | 33 | 2       | 5          | 0           | 1  | 0       | 0          | 0           | 2  | 0       | 0          | 0           | 36 | 2       | 5          | 0           |
| 6  | Kürşad Sürmeli       | Nederland     | Middenvelder | Zomer 2023     | Zomer 2025   | (+1)   | 10 | 0       | 0          | 1           | 1  | 0       | 0          | 0           | 0  | 0       | 0          | 0           | 11 | 0       | 0          | 1           |
| 7  | Daryl van Mieghem    | Nederland     | Aanvaller    | Zomer 2023     | Zomer 2025   |        | 34 | 10      | 5          | 0           | 1  | 0       | 0          | 0           | 2  | 0       | 0          | 0           | 37 | 10      | 5          | 0           |
| 8  | Jari Vlak            | Nederland     | Middenvelder | Winter 2023/24 | Zomer 2027   |        | 38 | 10      | 5          | 0           | 1  | 0       | 0          | 0           | 2  | 0       | 0          | 0           | 41 | 10      | 5          | 0           |
| 9  | Lee Bonis            | Noord-Ierland | Aanvaller    | Zomer 2024     | Zomer 2026   |        | 35 | 11      | 8          | 0           | 1  | 1       | 0          | 0           | 2  | 0       | 0          | 0           | 38 | 12      | 8          | 0           |
| 10 | Alex Schalk          | Nederland     | Middenvelder | Winter 2023/24 | Zomer 2025   |        | 24 | 10      | 1          | 0           | 0  | 0       | 0          | 0           | 2  | 0       | 0          | 0           | 26 | 10      | 1          | 0           |
| 11 | Evan Rottier         | Nederland     | Aanvaller    | Winter 2024/25 | Zomer 2027   |        | 13 | 3       | 0          | 0           | 0  | 0       | 0          | 0           | 2  | 0       | 0          | 0           | 15 | 3       | 0          | 0           |
| 12 | Taneli Hämäläinen    | Finland       | Verdediger   | Winter 2024/25 | Zomer 2026   | (+1)   | 11 | 0       | 1          | 0           | 0  | 0       | 0          | 0           | 0  | 0       | 0          | 0           | 11 | 0       | 1          | 0           |
| 15 | Milan Hokke          | Nederland     | Verdediger   | Zomer 2024     | Zomer 2025   | (koop) | 6  | 0       | 1          | 0           | 0  | 0       | 0          | 0           | 1  | 0       | 1          | 0           | 7  | 0       | 2          | 0           |
| 16 | Finn de Bruin        | Nederland     | Middenvelder | Winter 2023/24 | Zomer 2026   |        | 21 | 1       | 3          | 0           | 1  | 0       | 0          | 0           | 0  | 0       | 0          | 0           | 22 | 1       | 3          | 0           |
| 17 | Elias Mohammad       | Zweden        | Aanvaller    | Zomer 2024     | Zomer 2026   | (+1)   | 10 | 0       | 0          | 0           | 1  | 0       | 0          | 0           | 0  | 0       | 0          | 0           | 11 | 0       | 0          | 0           |
| 18 | Cameron Peupion      | Australië     | Aanvaller    | Winter 2024/25 | Zomer 2027   |        | 15 | 0       | 0          | 1           | 0  | 0       | 0          | 0           | 2  | 0       | 0          | 0           | 17 | 0       | 0          | 1           |
| 19 | Luka Reischl         | Oostenrijk    | Aanvaller    | Winter 2024/25 | Zomer 2028   |        | 8  | 5       | 0          | 0           | 0  | 0       | 0          | 0           | 2  | 0       | 0          | 0           | 10 | 5       | 0          | 0           |
| 22 | Dano Lourens         | Nederland     | Aanvaller    | Zomer 2024     | Zomer 2025   | (+1)   | 20 | 3       | 0          | 0           | 1  | 0       | 0          | 0           | 0  | 0       | 0          | 0           | 21 | 3       | 0          | 0           |
| 23 | Kilian Nikiema       | Burkina Faso  | Doelman      | Winter 2021/22 | Zomer 2027   |        | 32 | 0       | 1          | 1           | 0  | 0       | 0          | 0           | 2  | 0       | 0          | 0           | 34 | 0       | 1          | 1           |
| 24 | Sky Heesen           | Nederland     | Verdediger   | Winter 2024/25 | Zomer 2025   |        | 1  | 0       | 0          | 0           | 0  | 0       | 0          | 0           | 0  | 0       | 0          | 0           | 1  | 0       | 0          | 0           |
| 25 | Juho Kilo            | Finland       | Middenvelder | Zomer 2024     | Zomer 2026   | (+1)   | 37 | 3       | 7          | 0           | 0  | 0       | 0          | 0           | 2  | 0       | 1          | 0           | 39 | 3       | 8          | 0           |
| 26 | Illaijh de Ruijter   | Nederland     | Verdediger   | Zomer 2024     | Zomer 2027   |        | 19 | 0       | 1          | 0           | 0  | 0       | 0          | 0           | 2  | 0       | 0          | 0           | 21 | 0       | 1          | 0           |
| 28 | Tim Coremans         | Nederland     | Doelman      | Zomer 2023     | Zomer 2025   |        | 6  | 0       | 1          | 0           | 0  | 0       | 0          | 0           | 0  | 0       | 0          | 0           | 6  | 0       | 1          | 0           |
| 29 | David van de Riet    | Nederland     | Doelman      | Zomer 2022     | Zomer 2025   |        | 0  | 0       | 0          | 0           | 0  | 0       | 0          | 0           | 0  | 0       | 0          | 0           | 0  | 0       | 0          | 0           |
| 30 | Joey Brandt          | Nederland     | Middenvelder | Zomer 2024     | Zomer 2026   |        | 2  | 0       | 0          | 0           | 0  | 0       | 0          | 0           | 0  | 0       | 0          | 0           | 2  | 0       | 0          | 0           |
| 31 | Jaynilson Geoffery   | Nederland     | Aanvaller    | Zomer 2024     | Zomer 2025   |        | 4  | 0       | 0          | 0           | 0  | 0       | 0          | 0           | 0  | 0       | 0          | 0           | 4  | 0       | 0          | 0           |
| 32 | Maikey Houwaart      | Nederland     | Aanvaller    | Winter 2023/24 | Zomer 2025   |        | 5  | 0       | 0          | 0           | 0  | 0       | 0          | 0           | 0  | 0       | 0          | 0           | 5  | 0       | 0          | 0           |
| 33 | Issac Dijkhuizen     | Nederland     | Aanvaller    | Zomer 2024     | Zomer 2025   |        | 5  | 0       | 1          | 0           | 0  | 0       | 0          | 0           | 0  | 0       | 0          | 0           | 5  | 0       | 1          | 0           |
| 35 | Lorenzo Maasland     | Nederland     | Aanvaller    | Zomer 2024     | Zomer 2026   |        | 14 | 0       | 1          | 0           | 0  | 0       | 0          | 0           | 0  | 0       | 0          | 0           | 14 | 0       | 1          | 0           |
| 36 | Ronald Boakye        | Nederland     | Verdediger   | Zomer 2024     | Zomer 2025   |        | 7  | 0       | 1          | 0           | 1  | 0       | 0          | 0           | 0  | 0       | 0          | 0           | 8  | 0       | 1          | 0           |
| 45 | Diogo Tomas          | Finland       | Verdediger   | Zomer 2024     | Zomer 2026   |        | 32 | 2       | 8          | 1           | 1  | 0       | 1          | 0           | 2  | 0       | 0          | 0           | 35 | 2       | 9          | 1           |

### Tussentijds vertrokken spelers
| #  | Naam                    | Land       | Positie      | Bij ADO sinds  | Contract tot | Opt. | C. | Voetbal | Kreeg geel | Weggestuurd | B. | Voetbal | Kreeg geel | Weggestuurd | T. | Voetbal | Kreeg geel | Weggestuurd |
| -- | ----------------------- | ---------- | ------------ | -------------- | ------------ | ---- | -- | ------- | ---------- | ----------- | -- | ------- | ---------- | ----------- | -- | ------- | ---------- | ----------- |
| 27 | Rafael Struick          | Indonesië  | Aanvaller    | Winter 2021/22 | Zomer 2025   |      | 3  | 0       | 0          | 0           | 0  | 0       | 0          | 0           | 3  | 0       | 0          | 0           |
| 3  | Daniel Granli           | Noorwegen  | Verdediger   | Zomer 2023     | Zomer 2025   |      | 9  | 0       | 0          | 0           | 0  | 0       | 0          | 0           | 9  | 0       | 0          | 0           |
| 18 | Silvinho Esajas         | Suriname   | Middenvelder | Winter 2020/21 | Zomer 2025   |      | 8  | 0       | 2          | 0           | 1  | 0       | 1          | 0           | 9  | 0       | 3          | 0           |
| 21 | Lasse Vigen Christensen | Denemarken | Middenvelder | Zomer 2023     | Zomer 2025   |      | 7  | 0       | 0          | 0           | 1  | 0       | 1          | 0           | 8  | 0       | 1          | 0           |
| 11 | Joel Ideho              | Nederland  | Aanvaller    | Zomer 2023     | Zomer 2025   |      | 21 | 4       | 3          | 0           | 1  | 0       | 0          | 0           | 22 | 4       | 3          | 0           |

### Spelers per positie
| Naam                 | Geboortedatum     | Doelman | Verdediging | Verdediging | Verdediging | Middenveld | Middenveld | Aanval | Aanval | Aanval |
| Naam                 | Geboortedatum     | GK      | RA          | CV          | LA          | VM         | AM         | RV     | LV     | SP     |
| -------------------- | ----------------- | ------- | ----------- | ----------- | ----------- | ---------- | ---------- | ------ | ------ | ------ |
| Kilian Nikiema       | 22 juni 2003      | x       |             |             |             |            |            |        |        |        |
| Hugo Wentges         | 11 februari 2002  | x       |             |             |             |            |            |        |        |        |
| Tim Coremans         | 10 april 1991     | x       |             |             |             |            |            |        |        |        |
| David van de Riet    | 6 februari 2002   | x       |             |             |             |            |            |        |        |        |
| Steven van der Sloot | 6 juli 2002       |         | x           |             |             |            |            |        |        |        |
| Illaijh de Ruijter   | 14 september 2006 |         | x           |             | x           |            |            |        |        |        |
| Diogo Tomas          | 31 juli 1997      |         |             | x           |             |            |            |        |        |        |
| Matteo Waem          | 1 juni 2000       |         |             | x           | x           |            |            |        |        |        |
| Taneli Hämäläinen    | 16 april 2001     |         | x           | x           | x           |            |            |        |        |        |
| Milan Hokke          | 11 oktober 2003   |         |             | x           |             |            |            |        |        |        |
| Sky Heesen           | 6 juni 2006       |         |             | x           |             |            |            |        |        |        |
| Sekou Sylla          | 9 januari 1999    |         |             |             | x           |            |            |        |        |        |
| Ronald Boakye        | 12 januari 2004   |         |             |             | x           |            |            |        |        |        |
| Jari Vlak            | 15 augustus 1998  |         |             |             |             | x          | x          |        |        |        |
| Juho Kilo            | 23 juni 2002      |         | x           |             |             | x          | x          |        |        |        |
| Kürşad Sürmeli       | 14 augustus 1995  |         |             | x           |             | x          |            |        |        |        |
| Finn de Bruin        | 5 april 2004      |         |             |             |             | x          | x          |        |        |        |
| Alex Schalk          | 7 augustus 1992   |         |             |             |             |            | x          |        | x      | x      |
| Daryl van Mieghem    | 5 december 1989   |         |             |             |             |            |            | x      | x      |        |
| Lorenzo Maasland     | 25 februari 2005  |         |             |             |             |            |            | x      | x      |        |
| Issac Dijkhuizen     | 14 november 2003  |         |             |             |             |            |            | x      | x      |        |
| Cameron Peupion      | 23 september 2002 |         |             |             |             |            |            | x      | x      |        |
| Elias Mohammad       | 24 mei 2003       |         |             |             |             |            |            | x      | x      |        |
| Jaynilson Geoffery   | 1 december 2005   |         |             |             |             |            |            | x      | x      |        |
| Lee Bonis            | 3 augustus 1999   |         |             |             |             |            |            |        |        | x      |
| Evan Rottier         | 11 februari 2002  |         |             |             |             |            | x          | x      | x      | x      |
| Luka Reischl         | 10 januari 2004   |         |             |             |             |            | x          |        |        | x      |
| Dano Lourens         | 4 maart 2004      |         |             |             |             |            | x          |        |        | x      |
| Maikey Houwaart      | 27 januari 2006   |         |             |             |             |            |            |        |        | x      |

### Transfers
Zomer 2024 - aangetrokken:
- Ronald Boakye → eigen gelederen
- Lee Bonis → Larne FC (€250.000)
- Joey Brandt → eigen gelederen
- Issac Dijkhuizen → eigen gelederen
- Jaynilson Geoffery → eigen gelederen (daarvoor clubloos)
- Milan Hokke → Feyenoord (gehuurd)
- Juho Kilo → FC Haka Valkeakoski (€?)
- Dano Lourens → Sparta Rotterdam
- Lorenzo Maasland → eigen gelederen
- Elias Mohammad → Hammarby IF (€?)
- Illaijh de Ruijter → eigen gelederen
- Steven van der Sloot → FC Schalke 04
- Sekou Sylla → SC Cambuur
- Diogo Tomas → HJK Helsinki (€?)

Zomer 2024 - vertrokken:
- Amir Absalem → Helmond Sport
- Tyrese Asante → Maccabi Tel Aviv (€600.000)
- Justin Che → Brøndby IF (was gehuurd)
- Timothy Derijck → gestopt
- Robyn Esajas → Fortuna Sittard (doorverhuurd aan MVV Maastricht)
- Calvin Gustina → KMSK Deinze (verhuurd)
- Mohamed Hamdaoui → Telstar
- Bart van Hintum → Alcmaria Victrix
- Dhoraso Moreo Klas → KMSK Deinze
- Sacha Komljenovic → FC Baník Ostrava
- Henri Koudossou → FC Augsburg (was gehuurd)
- Nick Marsman → Roda JC Kerkrade
- Nigel Owusu → FC Lisse
- Jort van der Sande → Dundee United FC
- Malik Sellouki → Stade Lavallois
- Gylermo Siereveld → Terrassa FC
- Rafael Struick → Brisbane Roar
- Henk Veerman → FC Volendam (was gehuurd)
- Daryl Werker → nnb.
- Jerry van Wolfgang → nnb.

Winter 2024/25 - aangetrokken:
- Calvin Gustina → KMSK Deinze (was verhuurd)
- Taneli Hämäläinen → Kuopion Palloseura
- Sky Heesen → eigen gelederen
- Cameron Peupion → Brighton & Hove Albion FC (€?)
- Luka Reischl → FC Liefering (gehuurd)
- Evan Rottier → FC Eindhoven (€?)

Winter 2024/25 - vertrokken:
- Silvinho Esajas → FC Volendam
- Daniel Granli → IF Elfsborg
- Joel Ideho → Sparta Rotterdam (€?)
- Lasse Vigen Christensen  → Esbjerg fB

### Technische staf
| Functie                   | Naam                  | Bij ADO sinds   | Contract tot |
| ------------------------- | --------------------- | --------------- | ------------ |
| Hoofdtrainer              | Darije Kalezić        | Zomer 2023      | Zomer 2025   |
| Assistent-trainer         | Regillio Vrede        | Zomer 2023      | Zomer 2025   |
| Assistent-trainer         | Levi Schwiebbe        | Zomer 2023      |              |
| Keeperstrainer            | Kawa Hisso            | Zomer 2024      |              |
| Coördinator medische staf | Jos Kortekaas         | Zomer 2024      |              |
| Loop- en hersteltrainer   | John Nieuwenburg      | Zomer 2016      |              |
| Materiaalman              | Rob Ravestein         |                 |              |
| Teammanager               | Falco van den Eijnden | Zomer 2023      |              |
| Fysiotherapeut            | Edwin Coret           | Zomer 2003      |              |
| Fysiotherapeut            | Thom van der Spek     | Winter 2014/15* |              |
| Sporttherapeut            | Erwin Lemmers         | Winter 2023/24  |              |
| Clubarts                  | Daan van de Pol       | Zomer 2022      |              |
| Masseur                   | Ton Goris             | Zomer 2022      |              |
| Video-analist             | Jim Smit              | Zomer 2023      |              |
| Data-analist              | Theodore Kastanidis   | Zomer 2022      |              |
| Spelersbegeleider         | Philip Nijgh          | Zomer 2009      |              |
| Persvoorlichter           | Jill Verreijdt        | Zomer 2014*     |              |
| Stadionspeaker            | Wietze Smid           | Zomer 1997      |              |

### Directie
| Functie                       | Naam                           | Bij ADO sinds | Contract tot |
| ----------------------------- | ------------------------------ | ------------- | ------------ |
| Eigenaar                      | David Blitzer                  | Februari 2022 |              |
| Algemeen directeur            | Natascha van Grinsven-Admiraal | Zomer 2023    | Zomer 2026   |
| Technisch directeur           | Joris Mathijsen                | Zomer 2023    | Zomer 2026   |
| Commercieel directeur         | Martijn van Opstal             | November 2024 |              |
| Veiligheidsmanager            | ?                              |               |              |
| Leden Raad van Commissarissen | Sander Schouten                | Zomer 2022    |              |
| Leden Raad van Commissarissen | Johannes Ruppert               | Zomer 2022    |              |

## Statistieken ADO Den Haag in het seizoen 2024/25

### Clubtopscorers 2024/25
| #   | Naam                        | Doelpunten              | Doelpunten | Doelpunten | Assists                 | Assists    | Assists |
| #   | Naam                        | Keuken Kampioen Divisie | KNVB Beker | Totaal     | Keuken Kampioen Divisie | KNVB Beker | Totaal  |
| --- | --------------------------- | ----------------------- | ---------- | ---------- | ----------------------- | ---------- | ------- |
| 1.  | Lee Bonis                   | 11                      | 1          | 12         | 3                       | 0          | 3       |
| 2.  | Daryl van Mieghem           | 10                      | 0          | 10         | 11                      | 0          | 11      |
| 3.  | Jari Vlak                   | 10                      | 0          | 10         | 4                       | 0          | 4       |
| 4.  | Alex Schalk                 | 10                      | 0          | 10         | 2                       | 0          | 2       |
| 5.  | Luka Reischl                | 5                       | 0          | 5          | 3                       | 0          | 3       |
| 6.  | Joel Ideho                  | 4                       | 0          | 4          | 3                       | 0          | 3       |
| 7.  | Juho Kilo                   | 3                       | 0          | 3          | 3                       | 0          | 3       |
| 8.  | Dano Lourens                | 3                       | 0          | 3          | 1                       | 0          | 1       |
| 9.  | Evan Rottier                | 3                       | 0          | 3          | 1                       | 0          | 1       |
| 10. | Matteo Waem                 | 3                       | 0          | 3          | 1                       | 0          | 1       |
| 11. | Sekou Sylla                 | 2                       | 0          | 2          | 1                       | 0          | 1       |
| 12. | Diogo Tomas                 | 2                       | 0          | 2          | 1                       | 0          | 1       |
| 13. | Finn de Bruin               | 1                       | 0          | 1          | 1                       | 0          | 1       |
| 14. | Steven van der Sloot        | 0                       | 0          | 0          | 6                       | 0          | 6       |
| 15. | Taneli Hämäläinen           | 0                       | 0          | 0          | 1                       | 0          | 1       |
| 16. | Kilian Nikiema              | 0                       | 0          | 0          | 1                       | 0          | 1       |
| 17. | Cameron Peupion             | 0                       | 0          | 0          | 1                       | 0          | 1       |
| 18. | Illaijh de Ruijter          | 0                       | 0          | 0          | 1                       | 0          | 1       |
| 19. | eigen doelpunt tegenstander | 2                       | 0          | 2          | /                       | /          | /       |

### Doelmannen 2024/25
| #  | Naam              | Keuken Kampioen Divisie | Keuken Kampioen Divisie | Keuken Kampioen Divisie | Keuken Kampioen Divisie | KNVB Beker | KNVB Beker  | KNVB Beker | KNVB Beker              | Play-offs | Play-offs   | Play-offs | Play-offs               |
| #  | Naam              | Duels                   | Goals tegen             | 'De nul'                | Strafschop niet in doel | Duels      | Goals tegen | 'De nul'   | Strafschop niet in doel | Duels     | Goals tegen | 'De nul'  | Strafschop niet in doel |
| -- | ----------------- | ----------------------- | ----------------------- | ----------------------- | ----------------------- | ---------- | ----------- | ---------- | ----------------------- | --------- | ----------- | --------- | ----------------------- |
| 1. | Kilian Nikiema    | 32                      | 34                      | 9x                      | 0/5                     | 0          | 0           | 0×         | 0/0                     | 2         | 3           | 0×        | 0/0                     |
| 2. | Tim Coremans      | 6                       | 11                      | 0x                      | 0/0                     | 0          | 0           | 0×         | 0/0                     | 0         | 0           | 0×        | 0/0                     |
| 3. | Hugo Wentges      | 1                       | 2                       | 0x                      | 0/1                     | 1          | 4           | 0×         | 0/0                     | 0         | 0           | 0×        | 0/0                     |
| 4. | David van de Riet | 0                       | 0                       | 0x                      | 0/0                     | 0          | 0           | 0×         | 0/0                     | 0         | 0           | 0×        | 0/0                     |

### Eindstand ADO Den Haag in Keuken Kampioen Divisie 2024/25
| Stand | Gespeeld | Gewonnen | Gelijk | Verloren | Punten | Doelpunten voor | Doelpunten tegen | Gele kaarten | 2× Geel > Rood | Rode kaarten |
| ----- | -------- | -------- | ------ | -------- | ------ | --------------- | ---------------- | ------------ | -------------- | ------------ |
| 4e    | 38       | 20       | 10     | 8        | 70     | 69              | 47               | 62           | 2              | 5            |

### Stand, punten en doelpunten per speelronde 2024/25
| Speelronde | 1              | 2              | 3              | 4              | 5              | 6              | 7              | 8              | 9              | 10             | 11             | 12             | 13             | 14             | 15             | 16             | 17             | 18             | 19             | 20             | 22*            | 23*            | 24*            | 21*            | 25             | 26             | 27             | 28             | 29             | 30             | 31             | 32             | 33             | 34             | 35             | 36             | 37             | 38             |
| ---------- | -------------- | -------------- | -------------- | -------------- | -------------- | -------------- | -------------- | -------------- | -------------- | -------------- | -------------- | -------------- | -------------- | -------------- | -------------- | -------------- | -------------- | -------------- | -------------- | -------------- | -------------- | -------------- | -------------- | -------------- | -------------- | -------------- | -------------- | -------------- | -------------- | -------------- | -------------- | -------------- | -------------- | -------------- | -------------- | -------------- | -------------- | -------------- |
| Trainer    | Darije Kalezić | Darije Kalezić | Darije Kalezić | Darije Kalezić | Darije Kalezić | Darije Kalezić | Darije Kalezić | Darije Kalezić | Darije Kalezić | Darije Kalezić | Darije Kalezić | Darije Kalezić | Darije Kalezić | Darije Kalezić | Darije Kalezić | Darije Kalezić | Darije Kalezić | Darije Kalezić | Darije Kalezić | Darije Kalezić | Darije Kalezić | Darije Kalezić | Darije Kalezić | Darije Kalezić | Darije Kalezić | Darije Kalezić | Darije Kalezić | Darije Kalezić | Darije Kalezić | Darije Kalezić | Darije Kalezić | Darije Kalezić | Darije Kalezić | Darije Kalezić | Darije Kalezić | Darije Kalezić | Darije Kalezić | Darije Kalezić |
| Punten     | 1              | 1              | 3              | 0              | 0              | 1              | 1              | 1              | 3              | 3              | 1              | 0              | 3              | 3              | 1              | 0              | 3              | 0              | 3              | 3              | 3              | 0              | 3              | 3              | 3              | 3              | 3              | 3              | 3              | 0              | 3              | 3              | 1              | 1              | 3              | 1              | 0              | 3              |
| Totaal     | 1              | 2              | 5              | 5              | 5              | 6              | 7              | 8              | 11             | 14             | 15             | 15             | 18             | 21             | 22             | 22             | 25             | 25             | 28             | 31             | 34             | 34             | 37             | 40             | 43             | 46             | 49             | 52             | 55             | 55             | 58             | 61             | 62             | 63             | 66             | 67             | 67             | 70             |
| Stand      | 10e            | 14e            | 6e             | 14e            | 17e            | 15e            | 15e            | 15e            | 13e            | 10e            | 9e             | 11e            | 10e            | 9e             | 10e            | 10e            | 10e            | 10e            | 10e            | 8e             | 6e             | 8e             | 7e             | 6e             | 5e             | 4e             | 4e             | 3e             | 2e             | 3e             | 2e             | 2e             | 3e             | 3e             | 3e             | 3e             | 4e             | 4e             |
| Goals      | 1              | 1              | 2              | 0              | 0              | 2              | 1              | 1              | 5              | 3              | 0              | 1              | 4              | 2              | 3              | 1              | 2              | 1              | 2              | 1              | 3              | 0              | 2              | 2              | 2              | 1              | 4              | 2              | 1              | 0              | 1              | 2              | 1              | 1              | 3              | 1              | 3              | 7              |
| Totaal     | 1              | 2              | 4              | 4              | 4              | 6              | 7              | 8              | 13             | 16             | 16             | 17             | 21             | 23             | 26             | 27             | 29             | 30             | 32             | 33             | 36             | 36             | 38             | 40             | 42             | 43             | 47             | 49             | 50             | 50             | 51             | 53             | 54             | 55             | 58             | 59             | 62             | 69             |
| Doelsaldo  | +0             | +0             | +1             | -4             | -6             | -6             | -6             | -6             | -2             | +1             | +1             | +0             | +4             | +6             | +6             | +5             | +6             | +5             | +7             | +8             | +10            | +9             | +10            | +11            | +12            | +13            | +16            | +17            | +18            | +15            | +16            | +17            | +17            | +17            | +18            | +18            | +17            | +22            |

### Thuis/uit-verhouding 2024/25
| Tegenstander | SC Cambuur (3e) | FC Den Bosch (9e) | FC Dordrecht (5e) | FC Eindhoven (11e) | FC Emmen (8e) | Excelsior Rotterdam · (2e) | De Graafschap (6e) | Helmond Sport (13e) | Jong Ajax (17e) | Jong AZ (10e) | Jong PSV (18e) | Jong FC Utrecht (19e) | MVV Maastricht (15e) | Roda JC Kerkrade (12e) | Telstar · (7e) | TOP Oss (16e) | Vitesse (20e) | FC Volendam · (1e) | VVV-Venlo (14e) | Punten totaal (4e) |
| ------------ | --------------- | ----------------- | ----------------- | ------------------ | ------------- | -------------------------- | ------------------ | ------------------- | --------------- | ------------- | -------------- | --------------------- | -------------------- | ---------------------- | -------------- | ------------- | ------------- | ------------------ | --------------- | ------------------ |
| ADO thuis    | 3 - 4           | 2 - 1             | 2 - 1             | 2 - 1              | 2 - 1         | 0 - 5                      | 1 - 2              | 3 - 1               | 1 - 0           | 0 - 3         | 3 - 2          | 1 - 1                 | 2 - 0                | 3 - 0                  | 1 - 1          | 1 - 0         | 2 - 0         | 2 - 1              | 1 - 1           | 39                 |
| ADO uit      | 2 - 1           | 2 - 0             | 1 - 1             | 0 - 4              | 0 - 1         | 1 - 0                      | 1 - 2              | 2 - 1               | 0 - 0           | 3 - 3         | 2 - 2          | 1 - 1                 | 1 - 4                | 1 - 1                  | 1 - 1          | 1 - 5         | 0 - 1         | 1 - 2              | 2 - 7           | 31                 |
| Punten       | 0               | 3                 | 4                 | 6                  | 6             | 0                          | 3                  | 3                   | 4               | 1             | 4              | 2                     | 6                    | 4                      | 2              | 6             | 6             | 6                  | 4               | 70                 |

### Toeschouwersaantallen 2024/25
| Tegenstander | SC Cambuur   | FC Den Bosch | FC Dordrecht | FC Eindhoven | FC Emmen    | Excelsior Rotterdam | De Graafschap | Helmond Sport | Jong Ajax  | Jong AZ   | Jong PSV   | Jong FC Utrecht | MVV Maastricht | Roda JC Kerkrade | Telstar     | TOP Oss     | Vitesse      | FC Volendam | VVV-Venlo   | Totaal |
| ------------ | ------------ | ------------ | ------------ | ------------ | ----------- | ------------------- | ------------- | ------------- | ---------- | --------- | ---------- | --------------- | -------------- | ---------------- | ----------- | ----------- | ------------ | ----------- | ----------- | ------ |
| ADO thuis    | 11.277 (455) | 10.398 (133) | 13.532 (237) | 14.015 (94)  | 7.378 (152) | 8.356 (275)         | 7.675 (54)    | 7.245 (155)   | 8.235 (0*) | 6.980 (9) | 11.852 (3) | 6.187 (6)       | 7.122 (247)    | 7.165 (367)      | 6.437 (180) | 7.473 (?)   | 8.230 (500)  | 6.905 (152) | 5.758 (135) | 8.538  |
| ADO uit      | 12.384 (253) | 5.409 (0*)   | 2.800 (250)  | 2.691 (200)  | 7.855 (325) | 3.268 (0*)          | 7.512 (200)   | 2.034 (152)   | 618 (0*)   | 603 (160) | 700 (125)  | 752 (225)       | 5.874 (207)    | 6.754 (213)      | 3.404 (350) | 2.175 (304) | 16.225 (467) | 6.623 (306) | 6.242 (180) | -      |

(*: Bij deze wedstrijden mochten er geen (uit)supporters aanwezig zijn.)

### Kaarten per speelronde 2024/25
| Speelronde     | 1   | 2   | 3   | 4   | 5   | 6   | 7   | 8   | 9   | 10  | 11  | 12  | 13  | 14  | 15  | 16  | 17  | 18  | 19  | 20  | 22* | 23* | 24* | 21* | 25  | 26  | 27  | 28  | 29  | 30  | 31  | 32  | 33  | 34  | 35  | 36  | 37  | 38  |
| -------------- | --- | --- | --- | --- | --- | --- | --- | --- | --- | --- | --- | --- | --- | --- | --- | --- | --- | --- | --- | --- | --- | --- | --- | --- | --- | --- | --- | --- | --- | --- | --- | --- | --- | --- | --- | --- | --- | --- |
| Gele kaart     | 2   | 2   | 2   | 2   | 2   | 2   | 2   | 1   | 0   | 1   | 3   | 2   | 2   | 0   | 1   | 4   | 1   | 2   | 2   | 2   | 1   | 1   | 1   | 2   | 3   | 5   | 1   | 1   | 2   | 1   | 1   | 2   | 1   | 1   | 2   | 2   | 0   | 0   |
| Totaal geel    | 2   | 4   | 6   | 8   | 10  | 12  | 14  | 15  | 15  | 16  | 19  | 21  | 23  | 23  | 24  | 28  | 29  | 31  | 33  | 35  | 36  | 37  | 38  | 40  | 43  | 48  | 49  | 50  | 52  | 53  | 54  | 56  | 57  | 58  | 60  | 62  | 62  | 62  |
| Rode kaart     | 1   | 0   | 0   | 0   | 0   | 0   | 0   | 0   | 0   | 0   | 1   | 0   | 0   | 0   | 1   | 0   | 0   | 0   | 0   | 0   | 1   | 0   | 0   | 0   | 1   | 0   | 1   | 0   | 0   | 0   | 0   | 0   | 1   | 0   | 0   | 0   | 0   | 0   |
| Totaal rood    | 1   | 1   | 1   | 1   | 1   | 1   | 1   | 1   | 1   | 1   | 2   | 2   | 2   | 2   | 3   | 3   | 3   | 3   | 3   | 3   | 4   | 4   | 4   | 4   | 5   | 5   | 6   | 6   | 6   | 6   | 6   | 6   | 7   | 7   | 7   | 7   | 7   | 7   |
| Scheidsrechter | Oos | Nag | Put | Teu | Die | Rup | Bla | Wie | Shu | Ver | Put | Oos | Hen | Nij | Per | Oos | Vos | Ker | Bla | Per | Hen | Nij | Teu | Vos | Laa | Bla | Nij | Man | Die | Ger | Bos | Lin | Vos | Nij | Teu | Koo | Man | Hen |

[2× geel wordt in dit schema gezien als één rode kaart.]

### Keuken Kampioen Divisie-doelpunten per kwartier 2024/25
| Minuut       | 0-15 | 16-30 | 31-45 | 46-60 | 61-75 | 76-90 Haags Kwartiertje | Totaal |
| ------------ | ---- | ----- | ----- | ----- | ----- | ----------------------- | ------ |
| ADO          | 12   | 13    | 15    | 14    | 7     | 8                       | 69     |
| Tegenstander | 4    | 9     | 4     | 8     | 11    | 11                      | 47     |
| Totaal       | 16   | 22    | 19    | 22    | 18    | 19                      | 116    |

### Strafschoppen 2024/25
| Penalty's    | Gescoord | Gemist | Totaal | Gescoord door: | Gemist door: (Gepakt door:)                                          |
| ------------ | -------- | ------ | ------ | --- | -------------------------------------------------------------------- |
| ADO Den Haag | 3        | 2      | 5      | 2: Lee Bonis (waaronder 1x in beker), 1: Jari Vlak                                                                                             | 1: Alex Schalk (Mike Havekotte, TOP), Lee Bonis (Paul Reverson, JAJ) |
| Tegenstander | 6        | 0      | 6      | 1: Anthony van den Hurk (HEL), Michael de Leeuw (CAM), Tristan van Gilst (GRA), Ro-Zangelo Daal (JAZ), Noah Ohio (JUT), Jeredy Hilterman (CAM) | /                                                                    |

### Bekertoernooi 2024/25
| Ronde   | Eerste kwalificatieronde | Tweede kwalificatieronde | Eerste ronde | Tweede ronde | Achtste finale | Kwartfinale | Halve finale | Finale |
| ------- | ------------------------ | ------------------------ | ------------ | ------------ | -------------- | ----------- | ------------ | ------ |
| Thuis   | nvt.                     | nvt.                     | ADO Den Haag | /            | /              | /           | /            | /      |
| Uit     | nvt.                     | nvt.                     | SC Cambuur   | /            | /              | /           | /            | /      |
| Uitslag | nvt.                     | nvt.                     | 1 - 4        | /            | /              | /           | /            | /      |

### Play-offs promotie/degradatie 2024/25
|  | Kwartfinales          | Kwartfinales | Kwartfinales | Kwartfinales |                 |   | Halve finales | Halve finales | Halve finales | Halve finales |  |  | Finale | Finale | Finale | Finale |
|  |                       |              |              |              |                 |   |               |               |               |               |  |  |        |        |        |        |
|  | 12 + 16 mei           |              |              |              |                 |   |               |               |               |               |  |  |        |        |        |        |
|  |                       |              |              |              |                 |   |               |               |               |               |  |  |        |        |        |        |
|  | (KKD 9) FC Den Bosch  | 1            | 1            | 2            |                 |   |               |               |               |               |  |  |        |        |        |        |
|  | (KKD 9) FC Den Bosch  | 1            | 1            | 2            | 20 + 23 mei     |   |               |               |               |               |  |  |        |        |        |        |
|  | (KKD 3) SC Cambuur    | 0            | 1            | 1            |                 |   |               |               |               |               |  |  |        |        |        |        |
|  | (KKD 3) SC Cambuur    | 0            | 1            | 1            | FC Den Bosch    | 0 | 1             | 1             |               |               |  |  |        |        |        |        |
|  | 13 + 17 mei           |              |              |              | FC Den Bosch    | 0 | 1             | 1             |               |               |  |  |        |        |        |        |
|  |                       | Telstar      | 0            | 2            | 2               |   |               |               |               |               |  |  |        |        |        |        |
|  | (KKD 7) Telstar       | Telstar      | 0            | 2            | 2               | 2 | 1             | 3             |               |               |  |  |        |        |        |        |
|  | (KKD 7) Telstar       |              |              |              | 29 mei + 1 juni | 2 | 1             | 3             |               |               |  |  |        |        |        |        |
|  | (KKD 4) ADO Den Haag  | 0            | 0            | 0            |                 |   |               |               |               |               |  |  |        |        |        |        |
|  | (KKD 4) ADO Den Haag  | 0            | 0            | 0            | Telstar         | 2 | 3             | 5             |               |               |  |  |        |        |        |        |
|  | 13 + 17 mei           |              |              |              | Telstar         | 2 | 3             | 5             |               |               |  |  |        |        |        |        |
|  |                       | Willem II    | 2            | 1            | 3               |   |               |               |               |               |  |  |        |        |        |        |
|  | (KKD 6) De Graafschap | Willem II    | 2            | 1            | 3               | 0 | 0             | 0             |               |               |  |  |        |        |        |        |
|  | (KKD 6) De Graafschap | 21 + 24 mei  |              |              |                 | 0 | 0             | 0             |               |               |  |  |        |        |        |        |
|  | (KKD 5) FC Dordrecht  | 0            | 2            | 2            |                 |   |               |               |               |               |  |  |        |        |        |        |
|  | (KKD 5) FC Dordrecht  | 0            | 2            | 2            | FC Dordrecht    | 2 | 2             | 4             |               |               |  |  |        |        |        |        |
|  |                       |              |              |              | FC Dordrecht    | 2 | 2             | 4             |               |               |  |  |        |        |        |        |
|  |                       | Willem II    | 1            | 3*           | 4               |   |               |               |               |               |  |  |        |        |        |        |
|  | (ERE 16) Willem II    | Willem II    | 1            | 3*           | 4               |   |               |               |               |               |  |  |        |        |        |        |
|  |                       |              |              |              |                 |   |               |               |               |               |  |  |        |        |        |        |
|  |                       |              |              |              |                 |   |               |               |               |               |  |  |        |        |        |        |
|  |                       |              |              |              |                 |   |               |               |               |               |  |  |        |        |        |        |

### Statistieken aller tijden voor ADO (huidige selectie)
| #   | Naam                   | Wedstrijden | Wedstrijden | Wedstrijden | Wedstrijden | Wedstrijden | Doelpunten | Doelpunten | Doelpunten | Doelpunten | Doelpunten |
| #   | Naam                   | Competitie  | Beker       | Play-offs   | Europa      | Totaal      | Competitie | Beker      | Play-offs  | Europa     | Totaal     |
| --- | ---------------------- | ----------- | ----------- | ----------- | ----------- | ----------- | ---------- | ---------- | ---------- | ---------- | ---------- |
| 1.  | Daryl van Mieghem      | 70          | 5           | 6           | 0           | 81          | 18         | 1          | 1          | 0          | 20         |
| 2.  | / Matteo Waem          | 67          | 5           | 6           | 0           | 78          | 6          | 0          | 0          | 0          | 6          |
| 3.  | Jari Vlak              | 50          | 2           | 6           | 0           | 58          | 11         | 0          | 0          | 0          | 11         |
| 4.  | / Kürşad Sürmeli       | 42          | 5           | 3           | 0           | 50          | 1          | 0          | 0          | 0          | 1          |
| 5.  | / Kilian Nikiema       | 45          | 0           | 2           | 0           | 47          | 0          | 0          | 0          | 0          | 0          |
| 6.  | Alex Schalk            | 41          | 1           | 4           | 0           | 46          | 13         | 0          | 3          | 0          | 16         |
| 7.  | Juho Kilo              | 37          | 0           | 2           | 0           | 39          | 3          | 0          | 0          | 0          | 3          |
| 8.  | Hugo Wentges           | 33          | 1           | 5           | 0           | 39          | 0          | 0          | 0          | 0          | 0          |
| 9.  | Lee Bonis              | 35          | 1           | 2           | 0           | 38          | 11         | 1          | 0          | 0          | 12         |
| 10. | / Steven van der Sloot | 36          | 1           | 1           | 0           | 38          | 0          | 0          | 0          | 0          | 0          |
| 11. | / Sekou Sylla          | 33          | 1           | 2           | 0           | 36          | 2          | 0          | 0          | 0          | 2          |
| 12. | Diogo Tomas            | 32          | 1           | 2           | 0           | 35          | 2          | 0          | 0          | 0          | 2          |
| 13. | Finn de Bruin          | 25          | 2           | 4           | 0           | 31          | 1          | 0          | 0          | 0          | 1          |
| 14. | Evan Rottier           | 23          | 2           | 2           | 0           | 27          | 3          | 1          | 0          | 0          | 4          |
| 15. | Dano Lourens           | 19          | 1           | 0           | 0           | 20          | 2          | 0          | 0          | 0          | 2          |
| 16. | Illaijh de Ruijter     | 18          | 0           | 2           | 0           | 20          | 0          | 0          | 0          | 0          | 0          |
| 17. | / Cameron Peupion      | 14          | 0           | 2           | 0           | 16          | 0          | 0          | 0          | 0          | 0          |
| 18. | Tim Coremans           | 12          | 2           | 0           | 0           | 14          | 0          | 0          | 0          | 0          | 0          |
| 19. | Lorenzo Maasland       | 14          | 0           | 0           | 0           | 14          | 0          | 0          | 0          | 0          | 0          |
| 20. | Taneli Hämäläinen      | 11          | 0           | 0           | 0           | 11          | 0          | 0          | 0          | 0          | 0          |
| 21. | / Elias Mohammad       | 10          | 1           | 0           | 0           | 11          | 0          | 0          | 0          | 0          | 0          |
| 22. | Luka Reischl           | 8           | 0           | 2           | 0           | 10          | 5          | 0          | 0          | 0          | 5          |
| 23. | Maikey Houwaart        | 8           | 2           | 0           | 0           | 10          | 0          | 0          | 0          | 0          | 0          |
| 24. | / Ronald Boakye        | 7           | 1           | 0           | 0           | 8           | 0          | 0          | 0          | 0          | 0          |
| 25. | Milan Hokke            | 6           | 0           | 1           | 0           | 7           | 0          | 0          | 0          | 0          | 0          |
| 26. | / Issac Dijkhuizen     | 5           | 0           | 0           | 0           | 5           | 0          | 0          | 0          | 0          | 0          |
| 27. | / Calvin Gustina       | 4           | 1           | 0           | 0           | 5           | 0          | 0          | 0          | 0          | 0          |
| 28. | Jaynilson Geoffery     | 4           | 0           | 0           | 0           | 4           | 0          | 0          | 0          | 0          | 0          |
| 29. | Joey Brandt            | 2           | 0           | 0           | 0           | 2           | 0          | 0          | 0          | 0          | 0          |
| 30. | Sky Heesen             | 1           | 0           | 0           | 0           | 1           | 0          | 0          | 0          | 0          | 0          |

### Onderscheidingen
Prijzen ADO Den Haag
- Periode 3: Bronzen Kampioensschild voor periodetitel Keuken Kampioen Divisie (27 punten in 10 wedstrijden).
- VVCS Veldencompetitie: Beste voetbalveld van de Keuken Kampioen Divisie (4,53 op schaal van 1-5).

Individuele prijzen
- Periode 3: Jari Vlak - Beste Speler van de Keuken Kampioen Divisie.
- Periode 3: Darije Kalezić - Beste Trainer van de Keuken Kampioen Divisie.
- Karel Jansen-trofee voor 'Beste speler' van ADO Den Haag: Jari Vlak.
- Karel Jansen-trofee voor 'Topscorer' van ADO Den Haag: Lee Bonis.
- Karel Jansen-trofee voor 'Beste talent' van ADO Den Haag: Illaijh de Ruijter.

Keuken Kampioen Divisie-winnaar 'Speler van de Week'
- Speelronde 9: Lee Bonis (TOP Oss - ADO Den Haag).
- Speelronde 38: Jari Vlak (VVV-Venlo - ADO Den Haag).

Keuken Kampioen Divisie-speler in 'Team van de Week'
- Speelronde 3: Joel Ideho (ADO Den Haag - FC Volendam).
- Speelronde 9: Lee Bonis & Juho Kilo (TOP Oss - ADO Den Haag).
- Speelronde 10: Steven van der Sloot & Sekou Sylla (ADO Den Haag - Roda JC Kerkrade).
- Speelronde 13: Dano Lourens & Matteo Waem (FC Eindhoven - ADO Den Haag).
- Speelronde 16: Alex Schalk (Jong AZ - ADO Den Haag).
- Speelronde 17: Alex Schalk (ADO Den Haag - FC Emmen).
- Speelronde 18: Diogo Tomas (SC Cambuur - ADO Den Haag).
- Speelronde 19: Joel Ideho (ADO Den Haag - MVV Maastricht).
- Speelronde 20: Steven van der Sloot & Matteo Waem (ADO Den Haag - TOP Oss).
- Speelronde 22: Jari Vlak (ADO Den Haag - Helmond Sport).
- Speelronde 27: Daryl van Mieghem (MVV Maastricht - ADO Den Haag).
- Speelronde 36: Diogo Tomas (Roda JC Kerkrade - ADO Den Haag).
- Speelronde 37: Lee Bonis (ADO Den Haag - SC Cambuur).
- Speelronde 38: Lee Bonis & Jari Vlak (VVV-Venlo - ADO Den Haag).

## Uitslagen ADO Den Haag

### Juli 2024
| Oefenwedstrijd | HVV Laakkwartier (Derde Klasse) | 0 - 9 (0 - 6)                                         | ADO Den Haag | Selectie ADO Den Haag: (T: Darije Kalezić) |
| za. 6 juli 2024 14:00 uur Plaats: Den Haag Laakkwartier-terrein Toeschouwers: ? Scheidsrechter: Rob Wassink Wedstrijdverslagen: ADO, ADOFans, Video |                                 | 0 - 1 0 - 2 0 - 3 0 - 4 0 - 5 0 - 6 0 - 7 0 - 8 0 - 9 | 6' Van der Sande (Van Mieghem) 7' Schalk (Van der Sande) 8' Ideho (Does) 9' De Bruin (Van der Sande) 28' Van Mieghem 38' Esajas (De Bruin) 51' Dijkhuizen (Özcan) 70' Houwaart (Maasland) 84' Özcan (Karijowidjojo) | OPSTELLING 1e HELFT: Wentges - Does, Esajas, Waem, Özen - Vigen, Schalk , De Bruin - Van Mieghem, Van der Sande, Ideho OPSTELLING 2e HELFT: Wentges - Payne, Granli, Heesen, Boakye - Sürmeli , Vlak, Karijowidjojo - Dijkhuizen, Houwaart, Özcan WISSELS: 60' Van de Riet Wentges 67' Maasland Dijkhuizen |

Afwezig: Asante (bezig met transfer), Coremans (in contractonderhandeling), Van der Sloot (nog niet in wedstrijdselectie), Nikiema, Struick (rust na interlands)

| Oefenwedstrijd | Westlands Elftal | 1 - 3 (1 - 1)           | ADO Den Haag                                 | Selectie ADO Den Haag: (T: Darije Kalezić) |
| wo. 10 juli 2024 18:00 uur Plaats: Naaldwijk Sportpark De Hoge Bomen Toeschouwers: ? Scheidsrechter: Thomas Groenendijk Wedstrijdverslagen: ADO, ADOFans, WOS, Video | De Bruijn 4'     | 1 - 0 1 - 1 1 - 2 1 - 3 | 8' Van der Sloot 47' Dijkhuizen 89' Maasland | OPSTELLING 1e HELFT: Wentges - Van der Sloot, Payne, Waem, Boakye - Vlak, Schalk , De Bruin - Van Mieghem, Van der Sande, Ideho OPSTELLING 2e HELFT: Wentges - Does, Esajas, Waem, Boakye - Sürmeli , Struick, De Bruin - Dijkhuizen, Houwaart, Maasland WISSELS: 58' Payne Waem 58' Özen Boakye 58' Karijowidjojo De Bruin 76' Van de Riet Wentges 76' Özcan Houwaart 85' Houwaart Payne |

Afwezig: Coremans (in contractonderhandeling), Granli, Vigen (blessure)

| Oefenwedstrijd | Sparta Rotterdam (Eredivisie) | 1 - 1 (1 - 1) | ADO Den Haag            | Selectie ADO Den Haag: (T: Darije Kalezić) | Selectie Sparta Rotterdam: (T: Jeroen Rijsdijk) |
| za. 13 juli 2024 14:00 uur Plaats: Middelharnis Sportpark Spartacus Toeschouwers: ? Scheidsrechter: Rick Sturm Wedstrijdverslagen: ADO, ADOFans, Sparta, Video | Lauritsen 31'                 | 1 - 0 1 - 1   | 38' Van Mieghem (Ideho) | BEGINOPSTELLING: Wentges - Van der Sloot, Esajas, Waem, Boakye - Sürmeli , Schalk, Vlak - Van Mieghem, Van der Sande, Ideho WISSEL: 9' De Bruin Sürmeli OPSTELLING NA 72 MIN: Nikiema - Does, Payne, Heesen, Waem - De Bruin, Struick, Karijowidjojo - Dijkhuizen, Houwaart, Maasland WISSEL: 88' Özen Waem | BASISOPSTELLING: Olij - Bakari, Meissen, Velthuis, Van der Kust - Clement, Verschueren , Baas - Neghli, Lauritsen, Mito WISSELS: 31' Quintero Meissen 31' De Guzman Baas 46' Kleijn Van der Kust OPSTELLING NA 61 MIN: Olij - Reith, Meissen, Quintero, Kleijn - De Guzman , Nassoh, Baas - Oufkir, Rosario, Warmerdam |

Afwezig: Granli, Vigen (blessure)

| Oefenwedstrijd | ADO Den Haag | 1 - 2 (0 - 1)     | Patro Eisden Maasmechelen ( Eerste Klasse B) | Selectie ADO Den Haag: (T: Darije Kalezić) | Selectie Patro Eisden Maasmechelen: (T: Stijn Stijnen) |
| za. 20 juli 2024 11:30 uur Plaats: Den Haag Sportpark Prinses Irene Toeschouwers: (besloten) Scheidsrechter: Preston Henshuijs Wedstrijdverslagen: ADO, ADOFans | De Bruin 53' | 0 - 1 1 - 1 1 - 2 | 29' Wilmots 61' Dijkhuizen                   | BASISOPSTELLING: Wentges - Van der Sloot, Esajas, Waem, Boakye - De Bruin, Schalk , Vlak - Van Mieghem, Van der Sande, Ideho WISSELS: 63' Granli Esajas 63' Houwaart Van der Sande 71' Heesen Boakye 82' Does Van der Sloot 82' Maasland Schalk | BASISOPSTELLING: Geladé - Dijkhuizen, Renson , Borry, Kis - Wilmots, Van Eenoo, Pietermaat - Abid, Ndior, Vanrafelghem WISSELS: 46' Kiankaulua Vanrafelghem 68' Sarfo Abid |

Afwezig: Sürmeli, Vigen (blessure)

| Oefenwedstrijd | ADO Den Haag | 0 - 1 (0 - 1) | SV Zulte Waregem ( Eerste Klasse B) | Selectie ADO Den Haag: (T: Darije Kalezić) | Selectie SV Zulte Waregem: (T: Sven Vandenbroeck) |
| wo. 24 juli 2024 17:00 uur Plaats: Burgh-Haamstede Sportpark Van Zuijen Toeschouwers: (besloten) Scheidsrechter: Youri Kuipers Wedstrijdverslagen: ADO, ADOFans, Zulte, Video |              | 0 - 1         | 11' Sergeant                        | BASISOPSTELLING: Coremans - Van der Sloot, Granli, Waem, Boakye - De Bruin, Schalk , Vlak - Van Mieghem, Struick, Ideho WISSELS: 46' Esajas Waem 46' Payne Boakye OPSTELLING NA 62 MIN: Nikiema - Does, Esajas, Waem , Payne - Brandt, Van Houwelingen, Karijowidjojo - Imade, Struick, Dijkhuizen WISSELS: 75' Boakye Waem 75' Ideho Struick 82' Struick Ideho | BASISOPSTELLING: Van der Gouw - Tangala, Tanghe , Agnikoi, Gavriel - Sergeant, Nahayo, Vemba - Ndour, Tambedou, Demuynck WISSELS: 63' Wukanya Tanghe 63' Van Keymolen Abid 63' Tyburczy Nahayo |

Afwezig: Van der Sande (bezig met transfer), Houwaart, Sürmeli, Vigen (blessure)

| Oefenwedstrijd | ADO Den Haag                                  | 1 - 1 (0 - 0) | KMSK Deinze ( Eerste Klasse B)                      | Selectie ADO Den Haag: (T: Darije Kalezić) | Selectie KMSK Deinze: (T: Hernán Losada) |
| za. 27 juli 2024 14:00 uur Plaats: Burgh-Haamstede Sportpark Van Zuijen Toeschouwers: (besloten) Scheidsrechter: Andy Wolff Wedstrijdverslagen: ADO, ADOFans, Video | Waem 59' Waem (Van Mieghem, c.) 73' Payne 90' | 1 - 0 1 - 1   | 32' De Schryver 33' Janssens 75' Dutoit 80' Lemoine | BASISOPSTELLING: Wentges - Van der Sloot, Esajas, Waem, Boakye - De Bruin, Schalk , Vlak - Van Mieghem, Struick, Ideho WISSELS: 60' Sürmeli De Bruin 73' Payne Boakye 82' Does Does 84' Maasland Van Mieghem | OPSTELLING 1E HELFT: Miras - Almenara, Prychynenko , Schuermans, Janssens - Klas, De Schryver, Van Acker - Dierckx, Musuayi, Van Landschoot OPSTELLING 2E HELFT: Dutoit - Vansteenkiste, Lemoine, Spegelaere, Fdaouch - Staelens, Van Acker, Sierra - Burgos, Mertens, Koné |

Afwezig: Granli, Houwaart, Vigen (blessure)

Opmerkelijk: Er gebeurde veel in dit verhitte oefenduel. KMSK Deinze-doelman William Dutoit scoorde uit een doorgeschoten bal naar voren, die Hugo Wentges niet kon pareren. Devyn Payne kreeg een rode kaart vanwege het neerhalen van een doorgebroken speler.

### Augustus 2024
| Oefenwedstrijd | ADO Den Haag                      | 1 - 2 (0 - 1)     | Jong AZ (Keuken Kampioen Divisie) | Selectie ADO Den Haag: (T: Darije Kalezić) | Selectie Jong AZ: (T: Lee-Roy Echteld) |
| vr. 2 augustus 2024 17:00 uur Plaats: Den Haag Bingoal Stadion Toeschouwers: (besloten) Scheidsrechter: Preston Henshuijs Wedstrijdverslagen: ADO, ADOFans, Jong AZ, | Ideho (Van Mieghem) 49' Hokke 90' | 0 - 1 1 - 1 1 - 2 | 38' Smit 84' Van Aken             | BASISOPSTELLING: Coremans - Van der Sloot, Sürmeli, Waem, Boakye - De Bruin, Schalk , Vlak - Van Mieghem, Struick, Ideho WISSELS: 46' Hokke Sürmeli 70' Heesen Boakye 75' Does De Bruin 82' Karijowidjojo Schalk 82' Maasland Struick | BASISOPSTELLING: Deen - Dijkstra, Berkhout, Atikallah, J. Esajas - Boogaard, Smit, Kalisvaart - Gerold, Van den Ban, Daal WISSELS: 63' Van Aken Dijkstra 63' Dekkers J. Esajas 63' Oerip Smit 63' Toppenberg Gerold 63' Smits Van den Ban 82' Engel Atikallah |

Afwezig: S. Esajas, Granli, Houwaart, Vigen, Wentges (blessure)

Opmerkelijk: ADO Den Haag won deze voorbereiding geen enkele oefenwedstrijd tegen een betaald voetbalploeg.
| Keuken Kampioen Divisie 1e speelronde | ADO Den Haag                                                                | 1 - 1 (1 - 0) | VVV-Venlo              | Selectie ADO Den Haag: (T: Darije Kalezić) | Selectie VVV-Venlo: (T: John Lammers) |
| za. 10 augustus 2024 20:00 uur Plaats: Den Haag Bingoal Stadion Toeschouwers: 5.758 Scheidsrechter: Ingmar Oostrom Assistenten: Van Zuilen, Weterings, Ordelmans Wedstrijdverslagen: ADO, West, ADOFans, Transfermarkt, Video Bal: 49%-51% / Vorig: 2-2 (23/24) Schoten (op doel): 9 (3) vs. 6 (3) | De Bruin 19' Van der Sloot 35' Van Mieghem 38' Van der Sloot 54' Kilo 90+5' | 1 - 0 1 - 1   | 65' Doumtsios (Matoug) | BASISOPSTELLING: Coremans - Van der Sloot, Esajas, Waem, Boakye - De Bruin, Schalk , Vlak - Van Mieghem, Struick, Ideho RESERVEBANK: Nikiema, Van de Riet, Granli, Hokke, Does, Sylla, Sürmeli, Kilo, Dijkhuizen, Maasland, Lourens WISSELS: 46' Sylla Boakye 61' Sürmeli De Bruin 61' Kilo Struick 80' Granli Esajas 80' Lourens Van Mieghem | BASISOPSTELLING: De Boer - Lathouwers, Ketting, R. Janssen , S. Janssen - Braem, Pöpperl, Sierra - Wehmeyer, Doumtsios, Verheijen RESERVEBANK: Schrick, Van Crooij, Van Zutphen, Sedláček, Odriss, Gyamfi, Matoug, Berden, Doesburg WISSELS: 46' Doesburg Pöpperl 61' Matoug Wehmeyer 70' Gyamfi S. Janssen 70' Berden Verheijen 74' Odriss Braem |

Afwezig: Houwaart, Vigen, Wentges (blessure)

Opmerkelijk: Steven van der Sloot, Boakye, Sekou Sylla, Juho Kilo en Dano Lourens maakten hun ADO-debuut. Assistent-trainer Levi Schwiebbe ontving in de 87ste minuut een gele kaart.
| Keuken Kampioen Divisie 2e speelronde | FC Dordrecht                                | 1 - 1 (0 - 1) | ADO Den Haag                         | Selectie ADO Den Haag: (T: Darije Kalezić) | Selectie FC Dordrecht: (T: Melvin Boel) |
| za. 17 augustus 2024 16:30 uur Plaats: Dordrecht Matchoholic Stadion Toeschouwers: 2.800 Scheidsrechter: Marc Nagtegaal Assistenten: Bodde, Frijn, Van Hoof Wedstrijdverslagen: ADO, West, ADOFans, Transfermarkt, Video Bal: 40%-60% / Vorig: 2-2 (23/24) Schoten (op doel): 9 (6) vs. 11 (5) | Valk 24' Codutti (Shein) 67' Zandbergen 82' | 0 - 1 1 - 1   | 36' Van Mieghem 42' Sylla 57' Esajas | BASISOPSTELLING: Coremans - Kilo, Esajas, Waem, Sylla - De Bruin, Schalk , Vlak - Van Mieghem, Struick, Ideho RESERVEBANK: Wentges, Nikiema, Granli, Hokke, Does, Boakye, Sürmeli, Maasland, Lourens WISSELS: 46' Sürmeli De Bruin 60' Boakye Sylla 68' Granli Sürmeli 81' Lourens Struick | BASISOPSTELLING: Bossin - Seydoux, Valk, M'Bemba, Van der Avert - Van Vianen, Van der Sluijs, Shein - Osundina, Haen, Pynadath RESERVEBANK: Biai, Baltussen, Codutti, Akmum, Olde Keizer, Tabiri, Huitzing, Scholte, Darri, Amuzu, Hinoke, Zandbergen WISSELS: 46' Codutti Valk 46' Hinoke Pynadath 72' Zandbergen Osundina |

Afwezig: Bonis, Van der Sloot (schorsing), Houwaart, Vigen (blessure)

Opmerkelijk: De Noord-Ierse spits Lee Bonis had nog een schorsing voor een competitiewedstrijd openstaan, waardoor hij deze wedstrijd nog afwezig was.
| Keuken Kampioen Divisie 3e speelronde | ADO Den Haag                                                           | 2 - 1 (1 - 0)     | FC Volendam                                    | Selectie ADO Den Haag: (T: Darije Kalezić) | Selectie FC Volendam: (T: Rick Kruys) |
| vr. 23 augustus 2024 20:00 uur Plaats: Den Haag Bingoal Stadion Toeschouwers: 6.905 Scheidsrechter: Kevin Puts Assistenten: Inia, Van Rijn, Visser Wedstrijdverslagen: ADO, West, ADOFans, Transfermarkt, Video Bal: 57%-43% / Vorig: 1-1 (21/22) Schoten (op doel): 24 (8) vs. 10 (6) | Schalk (Van Mieghem, v.t.) 31' Vlak (Ideho) 55' Bonis 57' Coremans 90' | 1 - 0 2 - 0 2 - 1 | 27' Beukers 62' Veerman (Mau-Asam) 67' Beukers | BASISOPSTELLING: Coremans - Van der Sloot, Esajas, Waem, Sylla - Kilo, Schalk , Vlak - Van Mieghem, Bonis, Ideho RESERVEBANK: Wentges, Van de Riet, Granli, Hokke, Does, Boakye, Struick, Maasland, Lourens, Houwaart WISSELS: 77' Granli Van der Sloot 80' Lourens Van Mieghem | BASISOPSTELLING: Lauwers - Payne, Amevor, Steur, Beukers - Ould-Chikh, De Haan, Plat, Van der Horst - Mühren, Veerman RESERVEBANK: Van Oevelen, Ngom, Curiel, Bijnoe, Nazih, Mau-Asam, Oehlers, Demircioglu, Blommestijn, Hoeve WISSELS: 46' Oehlers Steur 46' Hoeve De Haan 72' Mau-Asam Van der Horst 72' Curiel Payne |

Afwezig: De Bruin, Sürmeli, Vigen (blessure)

Opmerkelijk: Spits Lee Bonis maakte zijn ADO-debuut.
| Keuken Kampioen Divisie 4e speelronde | ADO Den Haag       | 0 - 5 (0 - 1)                 | Excelsior Rotterdam | Selectie ADO Den Haag: (T: Darije Kalezić) | Selectie Excelsior Rotterdam: (T: Ruben den Uil) |
| vr. 30 augustus 2024 20:00 uur Plaats: Den Haag Bingoal Stadion Toeschouwers: 8.356 Scheidsrechter: Stan Teuben Assistenten: Diks, Beijer, Henshuijs Wedstrijdverslagen: ADO, West, ADOFans, Transfermarkt, Video Bal: 53%-47% / Vorig: 1-2 (23/24) Schoten (op doel): 8 (2) vs. 9 (7) | Vlak 66' Hokke 89' | 0 - 1 0 - 2 0 - 3 0 - 4 0 - 5 | 22' Naujoks (Zagré) 41' Bronkhorst 58' Omorowa (Naujoks) 63' Hatenboer (Naujoks) 82' Van Duinen (Bergraaf) 88' Bergraaf (De Almeida Reis) | BASISOPSTELLING: Coremans - Van der Sloot, Esajas, Waem, Sylla - Kilo, Schalk , Vlak - Van Mieghem, Bonis, Ideho RESERVEBANK: Wentges, Van de Riet, Granli, Hokke, Does, Boakye, Struick, Lourens WISSELS: 46' Granli Waem 68' Lourens Schalk 74' Boakye Sylla 85' Hokke Esajas 85' Struick Van Mieghem | BASISOPSTELLING: Raatsie - Bronkhorst, Widell , Warmerdam, Zagré - Hartjes, Naujoks, Hatenboer - Fini, Omorowa, Donkor RESERVEBANK: Kuiper, Loeffen, Seymor, De Almeida Reis, De Moes, Eijgenraam, Middendorp, Zandbergen, Van Duinen, Bergraaf WISSELS: 64' Van Duinen Fini 72' Eijgenraam Hartjes 72' De Almeida Reis Bronkhorst 80' Bergraaf Omorowa 80' Middendorp Donkor |

Afwezig: De Bruin, Sürmeli, Vigen (blessure)

Opmerkelijk: Verdediger Milan Hokke maakte zijn ADO-debuut.

### September 2024
| Oefenwedstrijd | ADO Den Haag                                 | 2 - 1 (1 - 0)     | Almere City FC (Eredivisie)          | Selectie ADO Den Haag: (T: Darije Kalezić) | Selectie Almere City FC: (T: Hedwiges Maduro) |
| wo. 4 september 2024 13:00 uur Plaats: Den Haag Bingoal Stadion Toeschouwers: ? Scheidsrechter: Yorick Weterings Assistenten: Rasch & Hardeman Wedstrijdverslagen: ADO, ADOFans, Haaglanden Voetbal, Video | Mohammad (Lourens) 34' Mohammad (Schalk) 50' | 1 - 0 2 - 0 2 - 1 | 54' Beaumont 62' Hansen (Providence) | BASISOPSTELLING: Wentges - Does, Tomas, Granli, Hokke - Kilo, Schalk , Vlak - Lourens, Bonis, Mohammad WISSELS: 19' Brandt Does 66' Boakye Granli 66' Geoffery Mohammad 71' Maasland Bonis 77' Heesen Tomas 77' Houwaart Schalk 84' Van Houwelingen Kilo | BASISOPSTELLING: Wendlinger - Dankerlui, Visus, Lawrence, Zagaritis - Receveur, Nalić, Beaumont - Kadile, Guillaume, Delaurier-Chaubet WISSELS: 46' Barbet Lawrence 46' Kuiper Zagaritis 61' Jacobs Visus 61' Hansen Receveur 61' Providence Kadile 70' Mamengi Beaumont 70' Poku Delaurier-Chaubet 85' Van der Zeeuw Dankerlui |

Afwezig: Esajas (Suriname), Nikiema (Burkina Faso), Sylla (Guinee), Struick (Indonesië), De Bruin, Coremans, Ideho, Van Mieghem, Van der Sloot, Sürmeli, Vigen, Waem (blessure/rust)

Opmerkelijk: ADO Den Haag wist verrassend te winnen van Eredivisionist Almere City FC, mede door de twee goals van de gloednieuwe binnenkomer Elias Mohammad.
| Keuken Kampioen Divisie 5e speelronde | FC Den Bosch                                              | 2 - 0 (1 - 0) | ADO Den Haag             | Selectie ADO Den Haag: (T: Darije Kalezić) | Selectie FC Den Bosch: (T: David Nascimento) |
| vr. 13 september 2024 20:00 uur Plaats: 's-Hertogenbosch Stadion De Vliert Toeschouwers: 5.409 Scheidsrechter: Rob Dieperink Assistenten: Dobre, Ribbink, Verhoeve Wedstrijdverslagen: ADO, West, ADOFans, Transfermarkt, Video Bal: 44%-56% / Vorig: 1-2 (23/24) Schoten (op doel): 9 (5) vs. 16 (4) | Knöll 15' Knöll (Burgering) 46' Burgering 50' Barglan 80' | 1 - 0 2 - 0   | 53' Kilo 53' Van Mieghem | BASISOPSTELLING: Coremans - Van der Sloot, Granli, Tomas, Hokke - Kilo, Lourens, Vlak - Van Mieghem, Bonis, Ideho RESERVEBANK: Nikiema, Van de Riet, Sylla, Boakye, Esajas, De Bruin, Mohammad, Struick, Maasland, Houwaart WISSELS: 46' Sylla Hokke 46' Mohammad Laurens 57' De Bruin Van der Sloot 74' Esajas Vlak | BASISOPSTELLING: Bakker - Mulders, Van den Bogert , Henderikx, De Groot - Van Leeuwen, Knöll, Bakaľa, Laros - Burgering, Gravenberch RESERVEBANK: Bijlsma, Elum, Barglan, Henning, Van Grunsven, Van Hedel, Ogbaidze, Kotzebue, Acheffay, Boumassaoudi, Jonathans WISSELS: 70' Bijlsma Bakker 76' Barglan Mulders 76' Van Grinsven Bakaľa 76' Acheffay Gravenberch 86' Kotzebue Van Leeuwen |

Afwezig: Schalk, Sürmeli, Vigen, Waem (blessure)

Opmerkelijk: Aanvoerder Alex Schalk viel geblesseerd uit tijdens de warming-up en was, net als Matteo Waem, enkele weken uitgeschakeld. Aanwinsten Diogo Tomas en Elias Mohammad maakten hun ADO-debuut.
| Keuken Kampioen Divisie 6e speelronde | Jong PSV                                                                        | 2 - 2 (1 - 0)           | ADO Den Haag                                                   | Selectie ADO Den Haag: (T: Darije Kalezić) | Selectie Jong PSV: (T: Alfons Groenendijk) |
| ma. 16 september 2024 20:00 uur Plaats: Eindhoven De Herdgang Toeschouwers: 700 Scheidsrechter: Clay Ruperti Assistenten: Maas, Winckens, Van Pelt Wedstrijdverslagen: ADO, West, ADOFans, Transfermarkt, Video Bal: 56%-44% / Vorig: 1-2 (23/24) Schoten (op doel): 12 (3) vs. 15 (3) | Bars 23' Van der Plas 34' Simons 57' Uneken 74' Van der Plas (Younis, v.t.) 88' | 1 - 0 1 - 1 1 - 2 2 - 2 | 48' De Bruin 55' Esajas 60' Van Mieghem (Vlak) 88' Van Mieghem | BASISOPSTELLING: Nikiema - Van der Sloot, Esajas, Tomas, Sylla - Kilo, De Bruin, Vlak - Van Mieghem, Bonis, Ideho RESERVEBANK: Coremans, D. van de Riet, Granli, Hokke, Boakye, Mohammad, Lourens, Maasland, Houwaart WISSELS: 59' Granli Esajas 80' Mohammad Van der Sloot 88' Hokke Sylla | BASISOPSTELLING: Smolenaars - Van de Blaak, Van der Plas, Monamay, R. van de Riet - Bawuah, Simons, Geerts - Abed, Uneken , Bars RESERVEBANK: Heylen, Markdal, Dağaşan, Gilbert, Van den Heuvel, Verkooijen, Ndala, Houben, Younis WISSELS: 58' Gilbert Simons 74' Ndala Bawuah 74' Younis Abed 80' Verkooijen Bars |

Afwezig: Schalk, Sürmeli, Vigen, Waem (blessure)

Opmerkelijk: Daryl van Mieghem speelde zijn 50ste officiële wedstrijd voor ADO Den Haag. Finn de Bruin maakte zijn eerste doelpunt in het betaalde voetbal.
| Keuken Kampioen Divisie 7e speelronde | ADO Den Haag                        | 1 - 1 (1 - 1) | Telstar                                                         | Selectie ADO Den Haag: (T: Darije Kalezić) | Selectie Telstar: (T: Anthony Correia) |
| vr. 20 september 2024 20:00 uur Plaats: Den Haag Bingoal Stadion Toeschouwers: 6.437 Scheidsrechter: Erwin Blank Assistenten: Van de Ven, Van Kampen, Van der Vaart Wedstrijdverslagen: ADO, West, ADOFans, Transfermarkt, Video Bal: 51%-49% / Vorig: 1-1 (23/24) Schoten (op doel): 14 (5) vs. 9 (2) | Ideho (Vlak) 10' Vlak 14' Bonis 24' | 1 - 0 1 - 1   | 14' Bakker 25' Eddahchouri (Kaandorp) 82' Koswal 90+1' Hamdaoui | BASISOPSTELLING: Nikiema - Van der Sloot, Esajas, Tomas, Sylla - Kilo, De Bruin, Vlak - Van Mieghem, Bonis, Ideho RESERVEBANK: Wentges, Coremans, Hokke, Boakye, Vigen, Mohammad, Lourens, Maasland, Houwaart WISSELS: 70' Hokke Esajas 82' Mohammad Van Mieghem 82' Lourens Bonis | BASISOPSTELLING: Koeman - Noslin, Koswal, Apau , Bakker, Turfkruier - Rossen, Kaandorp, Offerhaus - El Kachati, Eddahchouri RESERVEBANK: Houweling, Bodak, Dirks, Van Schooneveld, Benzzine, Hardeveld, Lechkar, Van Ekeris, Hamdaoui, Kharchouch, Hetli, Hagedoorn WISSELS: 46' Hardeveld Noslin 64' Kharchouch Kaandorp 64' Hamdaoui El Kachati 78' Hetli Eddahchouri 90+1' Dirks Koswal |

Afwezig: Granli, Schalk, Sürmeli, Waem (blessure)

| Keuken Kampioen Divisie 8e speelronde | ADO Den Haag                     | 1 - 1 (1 - 1) | Jong FC Utrecht                                                                  | Selectie ADO Den Haag: (T: Darije Kalezić) | Selectie Jong FC Utrecht: (T: Ivar van Dinteren) |
| vr. 27 september 2024 20:00 uur Plaats: Den Haag Bingoal Stadion Toeschouwers: 6.187 Scheidsrechter: Wouter Wiersma Assistenten: Diks, Overtoom, Verhoeve Wedstrijdverslagen: ADO, West, ADOFans, Transfermarkt, Video Bal: 60%-40% / Vorig: 6-0 (23/24) Schoten (op doel): 22 (8) vs. 4 (2) | Bonis (Van Mieghem) 11' Kilo 64' | 1 - 0 1 - 1   | 27' Van Hees 30' El Arguioui (Den Boggende) 48' Dundas 53' Blake 87' El Arguioui | BASISOPSTELLING: Nikiema - Van der Sloot, Tomas, Hokke, Sylla - Kilo, De Bruin, Vlak - Van Mieghem, Bonis, Ideho RESERVEBANK: Wentges, Coremans, Boakye, Esajas, Vigen, Mohammad, Lourens, Maasland, Houwaart WISSELS: 60' Mohammad De Bruin 87' Lourens Hokke 90+1' Houwaart Van Mieghem | BASISOPSTELLING: Dithmer - Van Hees, Kooy , Mukeh, Van Riel - Jenner, El Arguioui, Dundas - Rohd Schlichting, Den Boggende, Blake RESERVEBANK: Azmi, Oladipo, Boumenjal, Kloosterboer, Viereck, Driezen, Held, Van der Wegen, Akkerman, Edhart, Charalampoglou WISSELS: 67' Akkerman Rohd Schlichting 80' Van der Wegen Den Boggende 80' Edhart Blake 87' Held Van Riel 87' Charalampoglou El Arguioui |

Afwezig: Granli, Schalk, Sürmeli, Waem (blessure)

Opmerkelijk: Jari Vlak speelde zijn 25ste officiële wedstrijd voor ADO Den Haag. Spits Lee Bonis maakte zijn eerste doelpunt op Nederlandse bodem.

### Oktober 2024
| Keuken Kampioen Divisie 9e speelronde | TOP Oss                                                        | 1 - 5 (0 - 3)                       | ADO Den Haag                                                                                      | Selectie ADO Den Haag: (T: Darije Kalezić) | Selectie TOP Oss: (T: Sjors Ultee) |
| vr. 4 oktober 2024 20:00 uur Plaats: Oss Frans Heesenstadion Toeschouwers: 2.175 Scheidsrechter: Shona Shukrula Assistenten: Küçükerbir, Van Kampen, Boel Wedstrijdverslagen: ADO, West, ADOFans, Transfermarkt, Video Bal: 51%-49% / Vorig: 1-3 (23/24) Schoten (op doel): 6 (1) vs. 27 (11) | Lambrix 54' Stensrud (Loukili) 57' Allemeersch 86' Loukili 90' | 0 - 1 0 - 2 0 - 3 1 - 3 1 - 4 1 - 5 | 5' Bonis (Van der Sloot) 15' Bonis 24' Kilo (Ideho) 65' Schalk 74' Bonis (Van Mieghem) 90+3' Kilo | BASISOPSTELLING: Nikiema - Van der Sloot, Tomas, Hokke, Sylla - Kilo, Schalk , Vlak - Van Mieghem, Bonis, Ideho RESERVEBANK: Wentges, Coremans, Waem, Boakye, Sürmeli, S. Esajas, Vigen, Mohammad, Lourens, Maasland, Houwaart WISSELS: 60' Waem Hokke 75' Mohammad Ideho 85' Vigen Vlak 85' Maasland Van Mieghem | BASISOPSTELLING: Havekotte - Troupée, Lambrix, Van Bost, Kuijpers - M. Esajas, Loukili, Allemeersch - Korte, Stensrud, Hinoke RESERVEBANK: Van Herk, Spenkelink, Mac-Intosch, Cox, Miguel, Mulder, Niekel, Zitman, Van der Werff, Zimmerman, Remans, Wildeboer WISSELS: 34' Mac-Intosch Van Bost 34' Miguel Kuijpers 67' Zimmerman M. Esajas 67' Wildeboer Stensrud 67' Remans Hinoke |

Afwezig: De Bruin, Granli (blessure)

Opmerkelijk: Alex Schalk speelde zijn 25ste officiële wedstrijd voor ADO Den Haag. Lee Bonis maakte zijn eerste ADO-hattrick en werd verkozen tot KKD-speler van de week. Juho Kilo maakte zijn eerste, en tevens tweede, doelpunt voor ADO Den Haag. Lorenzo Maasland maakte zijn ADO-debuut. Dit duel stond onder leiding van Shona Shukrula, de eerste vrouwelijke scheidsrechter die een wedstrijd in het betaald mannenvoetbal floot. Verdediger Milan Hokke liep een flinke knieblessure op en was maanden uit de roulatie.
| Oefenwedstrijd | ADO Den Haag | 0 - 2 (0 - 2) | NAC Breda (Eredivisie)                                | Selectie ADO Den Haag: (T: Darije Kalezić) | Selectie NAC Breda: (T: Carl Hoefkens) |
| do. 10 oktober 2024 13:00 uur Plaats: Den Haag Bingoal Stadion Toeschouwers: ? Scheidsrechter: Rick Sturm Assistenten: Fieret & Van Grieken Wedstrijdverslagen: ADO, ADOFans, NAC, Video |              | 0 - 1 0 - 2   | 10' Kuijpers (Kaied) 13' Oldrup Jensen (Kuijpers, c.) | BASISOPSTELLING: Wentges - De Ruijter, Heesen, Waem, Boakye - Sürmeli, Lourens, Vigen - Van Mieghem, Houwaart, Ideho WISSELS: 46' Coremans Wentges 46' El Harchaoui Sürmeli 46' De Bruin Vigen 46' Maasland Van Mieghem 65' Van der Sloot De Ruijter 65' Mohammad Ideho 72' Wesseling Lourens 75' Brouwer Waem 79' Tammes Heesen 86' Vlak De Bruin | BASISOPSTELLING: Kortsmit - Valerius, Van den Bergh, Mol, Royo - Staring, Janosek, Oldrup Jensen - Kuijpers, Kostorz, Kaied WISSELS: 46' Troost Kortsmit 46' Greiml Van den Bergh 46' Lucassen Valerius 46' Koscelník Mol 52' Balard Oldrup Jensen 60' Leemans Janosek 73' Zirkzee Kostorz 73' Chouradi Kaied 73' Fernandes Kuijpers |

Afwezig: Bonis (Noord-Ierland), Esajas (Suriname), Nikiema (Burkina Faso), Sylla (Guinee), Granli, Hokke, Kilo, Schalk, Tomas (blessure/rust)

| Keuken Kampioen Divisie 10e speelronde | ADO Den Haag                                                                  | 3 - 0 (1 - 0)     | Roda JC Kerkrade                     | Selectie ADO Den Haag: (T: Darije Kalezić) | Selectie Roda JC Kerkrade: (T: Bas Sibum) |
| vr. 18 oktober 2024 20:00 uur Plaats: Den Haag Bingoal Stadion Toeschouwers: 7.165 Scheidsrechter: Robin Vereijken Assistenten: Van de Ven, Vandeursen, Kuipers Wedstrijdverslagen: ADO, West, ADOFans, Transfermarkt, Video Bal: 52%-48% / Vorig: 0-3 (23/24) Schoten (op doel): 16 (7) vs. 2 (1) | Ideho (Van der Sloot) 15' Ideho 26' Sylla (Ideho) 46' Van Mieghem (Bonis) 73' | 1 - 0 2 - 0 3 - 0 | 6' Oude Kotte 26' Baeten 71' Beerten | BASISOPSTELLING: Nikiema - Van der Sloot, Tomas, Waem, Sylla - Kilo, Schalk , Vlak - Van Mieghem, Bonis, Ideho RESERVEBANK: Wentges, Coremans, Boakye, Sürmeli, Vigen, De Bruin, Mohammad, Lourens, Maasland, Houwaart WISSELS: 68' Vigen Schalk 82' De Bruin Van der Sloot 87' Maasland Van Mieghem 87' Mohammad Ideho | BASISOPSTELLING: Treichel - Kruiver, Röseler , Oude Kotte, Müller - Džepar, Baeten, Beerten - Sejdiu, Çukur, Schwirten RESERVEBANK: Marsman, Steins, Markelo, Koglin, Timmermans, Köther, Leijten, Seedorf, Griffith, Peña Zauner, Bangura, Krawczyk WISSELS: 46' Seedorf Schwirten 60' Peña Zauner Oude Kotte 69' Koglin Röseler 69' Leijten Sejdiu |

Afwezig: Esajas (te laat terug van interlands), Granli, Hokke (blessure)

Opmerkelijk: Linksback Sekou Sylla maakte zijn eerste doelpunt voor ADO Den Haag. ADO speelde met rouwbanden vanwege het overlijden van Raymond Ruifrok, de teammanager van de Onder 13.
| Keuken Kampioen Divisie 11e speelronde | Jong Ajax           | 0 - 0 (0 - 0) | ADO Den Haag                                     | Selectie ADO Den Haag: (T: Darije Kalezić) | Selectie Jong Ajax: (T: Frank Peereboom) |
| ma. 21 oktober 2024 20:00 uur Plaats: Amsterdam Sportpark De Toekomst Toeschouwers: 618 Scheidsrechter: Kevin Puts Assistenten: Bolwerk, Winckens, Ter Velde Wedstrijdverslagen: ADO, West, ADOFans, Transfermarkt, Video Bal: 71%-29% / Vorig: 0-0 (23/24) Schoten (op doel): 18 (3) vs. 4 (3) | Alders 8' Janse 88' |               | 10' Vlak 31' Van der Sloot 85' Nikiema 87' Tomas | BASISOPSTELLING: Nikiema - Van der Sloot, Tomas, Waem, Sylla - Kilo, Vigen, Vlak - Van Mieghem, Bonis, Ideho RESERVEBANK: Wentges, Coremans, Boakye, Sürmeli, De Bruin, Schalk, Mohammad, Lourens, Maasland, Houwaart WISSELS: 56' Boakye Sylla 74' De Bruin Vigen 90+4' Sürmeli Ideho | BASISOPSTELLING: Ramaj - Alders, Bouwman, Janse, Jetten - Verkuijl, Steur, Mokio - Faberski, Boerhout, Banel RESERVEBANK: Setford, Reverson, Jermoumi, Verschuren, Brandes, Chahid, Chourak, Speksnijder, Wolff, Kalokoh WISSELS: 46' Jermoumi Alders 46' Kalokoh Banel 64' Wolff Mokio 72' Speksnijder Steur 82' Verschuren Jetten |

Afwezig: Esajas, Granli, Hokke (blessure)

Opmerkelijk: Verdediger Matteo Waem speelde zijn 50ste officiële wedstrijd voor ADO Den Haag. Steven van der Sloot kreeg zijn tweede rode kaart van het seizoen. Deze werd echter geseponeerd, aangezien bij het terugkijken van de beelden Van der Sloot geen doorgesproken speler neerhaalde.
| Keuken Kampioen Divisie 12e speelronde | ADO Den Haag                          | 1 - 2 (1 - 1)     | De Graafschap                                                                    | Selectie ADO Den Haag: (T: Darije Kalezić) | Selectie De Graafschap: (T: Jan Vreman) |
| vr. 25 oktober 2024 20:00 uur Plaats: Den Haag Bingoal Stadion Toeschouwers: 7.675 Scheidsrechter: Ingmar Oostrom Assistenten: Bodde, Nanninga, Visser Wedstrijdverslagen: ADO, West, ADOFans, Transfermarkt, Video Bal: 48%-52% / Vorig: 2-2 (23/24) Schoten (op doel): 20 (7) vs. 14 (4) | Boakye 10' Bonis (pen.) 23' Ideho 62' | 0 - 1 1 - 1 1 - 2 | 12' Hillen (Schoppema) 23' Van de Haar 31' Besselink 73' Van de Haar (Van Gilst) | BASISOPSTELLING: Nikiema - Van der Sloot, Tomas, Waem, Boakye - Kilo, Schalk, Vlak - Van Mieghem, Bonis, Ideho RESERVEBANK: Wentges, Coremans, De Ruijter, Sürmeli, Esajas, Vigen, De Bruin, Mohammad, Lourens, Maasland, Houwaart WISSELS: 46' Esajas Boakye 66' Vigen Van Mieghem 74' Maasland Schalk 87' Lourens Van der Sloot | BASISOPSTELLING: Smits - Hardeman, Besselink, Hillen, Schoppema - Brittijn, Van Gilst, Kaak - Van de Haar, Seuntjens , El Kadiri RESERVEBANK: Wieggers, Kremers, Fortes, Willemsen, Symons, El Jebli, Grotenhuis, Yadir, Mahi, Eduardo, Eijken WISSELS: 71' Mahi El Kadiri 86' El Jebli Brittijn 86' Eijken Van de Haar 90+1' Fortes Seuntjens |

Afwezig: Granli, Hokke, Sylla (blessure)

| KNVB Beker Eerste ronde | ADO Den Haag                             | 1 - 4 (1 - 2)                 | SC Cambuur                                                                                               | Selectie ADO Den Haag: (T: Darije Kalezić) | Selectie SC Cambuur: (T: Henk de Jong) |
| di. 29 oktober 2024 20:00 uur Plaats: Den Haag Bingoal Stadion Toeschouwers: 5.174 Scheidsrechter: Jeroen Manschot Assistenten: Van Westen, Maas, Vos Wedstrijdverslagen: ADO, West, ADOFans, Transfermarkt, Video Bal: 57%-43% / Vorig: 1-2 (23/24) Schoten (op doel): 22 (8) vs. 15 (7) | Tomas 10' Bonis 12' Esajas 21' Vigen 39' | 1 - 0 1 - 1 1 - 2 1 - 3 1 - 4 | 9' Ottesen 25' Ottesen (De Jong, c.) 34' Ottesen (Kieftenbeld) 71' Diemers (v.t.) 83' Kooistra 85' Casas | BASISOPSTELLING: Wentges - Van der Sloot, Tomas , Esajas, Boakye - De Bruin, Vigen, Sürmeli - Lourens, Bonis, Mohammad RESERVEBANK: Nikiema, Coremans, De Ruijter, Waem, Sylla, Kilo, Vlak, Schalk, Van Mieghem, Ideho, Houwaart WISSELS: 46' Waem Esajas 46' Sylla Boakye 46' Vlak Sürmeli 62' Ideho Lourens 75' Van Mieghem Mohammad | BASISOPSTELLING: Reiziger - Ottesen, Van Mullem, Nieling, Poll - Kieftenbeld, De Jong, Souren - Balk, De Leeuw, Rölke RESERVEBANK: Jansen, Minnema, Mercera, Casas, Priem, Jonker, Nartey, Diemers, Kooistra, Van der Veen WISSELS: 58' Diemers Kieftenbeld 64' Mercera De Leeuw 64' Nartey Rölke 80' Casas Ottesen 80' Kooistra Souren |

Afwezig: Granli, Hokke (blessure)

Opmerkelijk: Aanvoerder Alex Schalk haakte in de warming-up geblesseerd af voor deze wedstrijd. ADO Den Haag viel dit seizoen al na de eerste ronde af in het bekertoernooi. Na dit duel werd middenvelder Silvinho Esajas om disciplinaire redenen uit de selectie gezet.

### November 2024
| Keuken Kampioen Divisie 13e speelronde | FC Eindhoven            | 0 - 4 (0 - 3)           | ADO Den Haag                                                                                            | Selectie ADO Den Haag: (T: Darije Kalezić) | Selectie FC Eindhoven: (T: Maurice Verberne) |
| vr. 1 november 2024 20:00 uur Plaats: Eindhoven Jan Louwers Stadion Toeschouwers: 2.691 Scheidsrechter: Robin Hensgens Assistenten: De Koning, Waleveld, Drost Wedstrijdverslagen: ADO, West, ADOFans, Transfermarkt, Video Bal: 51%-49% / Vorig: 1-1 (23/24) Schoten (op doel): 9 (4) vs. 12 (6) | Verheij 31' Douglas 73' | 0 - 1 0 - 2 0 - 3 0 - 4 | 18' Lourens (Van der Sloot) 32' Dorenbosch (eigen goal) 34' Lourens 67' Waem (Tomas) 73' Tomas 82' Waem | BASISOPSTELLING: Nikiema - Van der Sloot, Tomas, Waem, Sylla - Kilo, Lourens, Vlak - Van Mieghem, Bonis, Ideho RESERVEBANK: Wentges, Coremans, De Ruijter, Granli, Boakye, Sürmeli, Vigen, De Bruin, Maasland, Houwaart WISSELS: 70' Vigen Lourens 75' Sürmeli Kilo 84' De Ruijter Van der Sloot 84' Granli Tomas 84' Maasland Van Mieghem | BASISOPSTELLING: Brondeel - Verheij, Limouri, Seedorf , Douglas - Dorenbosch, Van Schuppen, Huisman - Blummel, S. Simons, Sleegers RESERVEBANK: Borgmans, Fancito, Persyn, Van Aarle, Van Eijndhoven, T. Simons, Vandendaele, El Bouchataoui, Smulders, Kwaaitaal, Deenen WISSELS: 46' Persyn Verheij 61' El Bouchataoui Sleegers 70' Kwaaitaal S. Simons 85' Deenen Douglas 85' T. Simons Blummel |

Afwezig: Esajas (uit selectie gezet), Hokke, Mohammad, Schalk (blessure)

Opmerkelijk: Verdediger Illaijh de Ruijter maakte zijn debuut in de Keuken Kampioen Divisie. Dano Lourens maakte zijn eerste, en tevens tweede, doelpunt voor ADO Den Haag.
| Keuken Kampioen Divisie 14e speelronde | ADO Den Haag                    | 2 - 0 (1 - 0) | Vitesse | Selectie ADO Den Haag: (T: Darije Kalezić) | Selectie Vitesse: (T: John van den Brom) |
| vr. 8 november 2024 20:00 uur Plaats: Den Haag Bingoal Stadion Toeschouwers: 8.230 Scheidsrechter: Bas Nijhuis Assistenten: Beijer, De Koning, Henshuijs Wedstrijdverslagen: ADO, West, ADOFans, Transfermarkt, Video Bal: 40%-60% / Vorig: 0-2 (20/21) Schoten (op doel): 8 (2) vs. 11 (5) | Van Mieghem (Kilo) 35' Vlak 89' | 1 - 0 2 - 0   |         | BASISOPSTELLING: Nikiema - Van der Sloot, Tomas, Waem, Sylla - Kilo, Lourens, Vlak - Van Mieghem, Bonis, Ideho RESERVEBANK: Wentges, Coremans, De Ruijter, Granli, Boakye, Vigen, De Bruin, Schalk, Mohammad, Maasland, Houwaart WISSELS: 59' Schalk Lourens 74' Maasland Van Mieghem 90+1' De Ruijter Van der Sloot 90+1' Vigen Bonis | BASISOPSTELLING: Bramel - Egbring, Postma, Bakker, Kreekels - Tsingaras , Yegoian, Tielemans - De Regt, Van Duivenbooden, Macheras RESERVEBANK: Van Sas, Milder, Steffen, Van der Plaat, Cornelisse, Huisman, Koller, Hoogewerf, Visser WISSELS: 9' Cornelisse Tsingaras 46' Hoogewerf Macheras 74' Koller De Regt 82' Huisman Tielemans 82' Visser Van Duivenbooden |

Afwezig: Esajas (uit selectie gezet), Hokke, Sürmeli (blessure)

| Oefenwedstrijd | RKC Waalwijk (Eredivisie)                                             | 4 - 3 (3 - 0)                             | ADO Den Haag                                                 | Selectie ADO Den Haag: (T: Darije Kalezić) |
| wo. 13 november 2024 13:00 uur Plaats: Waalwijk Mandemakers Stadion Toeschouwers: ? Scheidsrechter: ? Wedstrijdverslagen: ADO, ADOFans, RKC | Lokesa 13' Ihattaren (pen.) 27' Cleonise 45' Niemeijer (Cleonise) 70' | 1 - 0 2 - 0 3 - 0 4 - 0 4 - 1 4 - 2 4 - 3 | 78' De Bruin (Geoffery) 81' Maasland (Dijkhuizen) 83' Brandt | BASISOPSTELLING: Coremans - De Ruijter, Granli, Waem, Boakye - De Bruin, Schalk , Vigen - Maasland, Lourens, Mohammad WISSELS: 19' Dijkhuizen Mohammad 30' Wesseling Schalk 46' Heesen Granli 46' Geoffery Lourens 53' Brouwer Boakye 60' Polley De Ruijter 60' Vlak Wesseling 80' Brandt Vigen |

Afwezig: Esajas (uit selectie gezet), Bonis (Noord-Ierland), Nikiema (Burkina Faso), Sylla (Guinee), Hokke, Ideho, Kilo, Van Mieghem, Van der Sloot, Sürmeli, Tomas (blessure/rust)

Opmerkelijk: Voormalig ADO-verdediger Robin Polley trainde enige tijd mee met ADO Onder 21 en mocht zodoende dit oefenduel aantreden.
| Keuken Kampioen Divisie 15e speelronde | Jong AZ | 3 - 3 (0 - 3)                       | ADO Den Haag                                                          | Selectie ADO Den Haag: (T: Darije Kalezić) | Selectie Jong AZ: (T: Lee-Roy Echteld) |
| vr. 22 november 2024 20:00 uur Plaats: Wijdewormer Sportcomplex Kalverhoek Toeschouwers: 603 Scheidsrechter: Martin Peréz Assistenten: Sahiner, Reinshagen, Ter Velde Wedstrijdverslagen: ADO, West, ADOFans, Transfermarkt, Video Bal: 57%-43% / Vorig: 1-2 (23/24) Schoten (op doel): 14 (6) vs. 19 (9) | J. Esajas 40' Kalisvaart 41' Smits (Dijkstra) 47' Robbemond (Addai) 59' Addai (Engel) 90+5' Addai 90+6' Engel 90+6' | 0 - 1 0 - 2 0 - 3 1 - 3 2 - 3 3 - 3 | 19' Tomas 28' Schalk (Waem) 34' Bonis (Schalk) 41' Schalk 75' Nikiema | BASISOPSTELLING: Nikiema - Van der Sloot, Tomas, Waem, Sylla - Kilo, Schalk , Vlak - Van Mieghem, Bonis, Ideho RESERVEBANK: Wentges, Coremans, De Ruijter, Granli, Heesen, Boakye, Vigen, De Bruin, Mohammad, Maasland, Lourens WISSELS: 76' Coremans Schalk 90+3' Granli Van Mieghem 90+6' Vigen Ideho | BASISOPSTELLING: Deen - Dijkstra, Berkhout , Schouten, J. Esajas - Kalisvaart, Robbemond, Engel - Addai, Zeefuik, Daal RESERVEBANK: Kuijsten, Van Aken, Olofsson, Van Duijl, Oud, Menu, Dekkers, Ait Ali Oulhaj, Splinter, Lenssen, Gerold, Smits WISSELS: 46' Smits Zeefuik 63' Van Duijl Schouten 76' Menu Robbemond 89' Gerold J. Esajas |

Afwezig: S. Esajas (uit selectie gezet), Hokke, Sürmeli (blessure)

| Keuken Kampioen Divisie 16e speelronde | Helmond Sport                                                                               | 2 - 1 (0 - 1)     | ADO Den Haag                                                         | Selectie ADO Den Haag: (T: Darije Kalezić) | Selectie Helmond Sport: (T: Kevin Hofland) |
| ma. 25 november 2024 20:00 uur Plaats: Helmond GS Staalwerken Stadion Toeschouwers: 2.034 Scheidsrechter: Ingmar Oostrom Assistenten: De Groot, Van Marrewijk, Van der Vaart Wedstrijdverslagen: ADO, West, ADOFans, Transfermarkt, Video Bal: 53%-47% / Vorig: 3-2 (23/24) Schoten (op doel): 11 (3) vs. 19 (4) | Scholz 34' Pachonik 69' Ostrc 71' Van den Hurk (pen.) 89' Van den Hurk 90+2' Hendriks 90+3' | 0 - 1 1 - 1 2 - 1 | 17' Sylla 21' Van Mieghem (Sylla) 33' Ideho 68' Kilo 90' Van Mieghem | BASISOPSTELLING: Wentges - Van der Sloot, Tomas, Waem, Sylla - Kilo, Schalk , Vlak - Van Mieghem, Bonis, Ideho RESERVEBANK: Coremans, Van de Riet, De Ruijter, Heesen, Boakye, Vigen, De Bruin, Mohammad, Maasland, Lourens WISSELS: 79' Boakye Sylla 79' Maasland Van Mieghem 90' Lourens Waem 90+4' Mohammad Kilo | BASISOPSTELLING: Hendriks - Van Hove, Pachonik, Scholz, Absalem - Dizdarević, Golliard, Ingason - Bisselink, Van den Hurk, Daneels RESERVEBANK: Aben, Zonneveld, Ogenia, Meulendijks, Ostrc, Van Himbeeck, Mallahi, Essakkati, Zimuangana WISSELS: 56' Mallahi Bisselink 69' Essakkati Van Hove 69' Kreekels Dizdarević 69' Lieftink Ingason 90' Van Himbeeck Golliard |

Afwezig: Esajas (uit selectie gezet), Nikiema (schorsing), Granli, Hokke, Sürmeli (blessure)

Opmerkelijk: Een discutabele late strafschop bracht deze wedstrijd de beslissing in het nadeel van ADO Den Haag.
| Keuken Kampioen Divisie 17e speelronde | ADO Den Haag                                        | 2 - 1 (2 - 1)     | FC Emmen                            | Selectie ADO Den Haag: (T: Darije Kalezić) | Selectie FC Emmen: (T: Robin Peter) |
| vr. 29 november 2024 20:00 uur Plaats: Den Haag Bingoal Stadion Toeschouwers: 7.378 Scheidsrechter: Martijn Vos Assistenten: Brondijk, Ketting, Boel Wedstrijdverslagen: ADO, West, ADOFans, Transfermarkt, Video Bal: 46%-54% / Vorig: 3-0 (23/24) Schoten (op doel): 21 (8) vs. 9 (1) | Schalk (De Ruijter) 7' Schalk (Bonis) 42' Bonis 51' | 1 - 0 1 - 1 2 - 1 | 8' Nikiema (eigen goal) 90+1' Nsona | BASISOPSTELLING: Nikiema - De Ruijter, Tomas, Waem, Van der Sloot - Kilo, Schalk , Vlak - Van Mieghem, Bonis, Ideho RESERVEBANK: Wentges, Coremans, Granli, Heesen, Boakye, De Bruin, Mohammad, Maasland, Lourens, Houwaart WISSELS: 54' Maasland Van Mieghem 71' Granli De Ruijter 90+2' De Bruin Schalk | BASISOPSTELLING: Unbehaun - Te Wierik , Vos, Mulder, Nunumete - Kade, Rhein, Wagner - Hawkins, Evina, Nsona RESERVEBANK: Hoekstra, Schouten, Hammouti, Soares, Bolk, Martin, Hekkert, Landu, Rogulj, Quispel, Sadiku WISSELS: 65' Martin Kade 65' Landu Hawkins 65' Sadiku Evina 83' Rogulj Nunumete |

Afwezig: Esajas (uit selectie gezet), Hokke, Sürmeli, Sylla, Vigen (blessure)

Opmerkelijk: Ronald Boakye zou op de linksbackpositie de vervanger worden van de geblesseerde Sekou Sylla. Boakye haakte in de warming-up voor dit duel echter geblesseerd af, waardoor Illaijh de Ruijter zijn basisdebuut maakte en Steven van der Sloot noodgedwongen als linksback werd opgesteld.

### December 2024
| Keuken Kampioen Divisie 18e speelronde | SC Cambuur                                                | 2 - 1 (1 - 1)     | ADO Den Haag                       | Selectie ADO Den Haag: (T: Darije Kalezić) | Selectie SC Cambuur: (T: Henk de Jong) |
| za. 7 december 2024 16:30 uur Plaats: Leeuwarden Kooi Stadion Toeschouwers: 12.384 Scheidsrechter: Martin van den Kerkhof Assistenten: Ozinga, Van der Ley, Verhoeve Wedstrijdverslagen: ADO, West, ADOFans, Transfermarkt, Video Bal: 53%-47% / Vorig: 0-2 (23/24) Schoten (op doel): 7 (2) vs. 16 (8) | Van Mullem (Mercera) 22' De Leeuw (pen.) 80' De Leeuw 89' | 1 - 0 1 - 1 2 - 1 | 4' Waem 73' Bonis (Vlak) 73' Bonis | BASISOPSTELLING: Nikiema - De Ruijter, Tomas, Waem, Van der Sloot - Kilo, Lourens, Vlak - Maasland, Bonis, Ideho RESERVEBANK: Wentges, Coremans, Granli, Heesen, Boakye, De Bruin, Brandt, Mohammad, Geoffery, Houwaart WISSELS: 46' Mohammad Maasland 57' De Bruin Lourens 76' Boakye De Ruijter 84' Houwaart Waem 84' Geoffery Vlak | BASISOPSTELLING: Jansen - Mercera, Van Mullem, Nieling, Poll - Souren, Nartey, Diemers - Alhaft, Balk, Pauwels RESERVEBANK: Reiziger, Minnema, Ottesen, Casas, Kieftenbeld, De Jong, De Leeuw, Rölke WISSELS: 65' De Leeuw Nartey 65' Rölke Alhaft 84' Ottesen Balk 84' De Jong Pauwels 89' Kieftenbeld Diemers |

Afwezig: Esajas (uit selectie gezet), Hokke, Van Mieghem, Schalk, Sürmeli, Sylla, Vigen (blessure)

Opmerkelijk: Voorafgaand aan deze wedstrijd werd een minuut stilte gehouden wegens de aanslag in Den Haag eerder deze dag. Aanvaller Joel Ideho speelde zijn 50ste officiële wedstrijd voor ADO Den Haag. Doelman Kilian Nikiema speelde zijn 25ste duel in ADO 1. Aanvaller Jaynilson Geoffery maakte zijn KKD-debuut. Net als twee weken eerder tegen Helmond Sport verloor ADO Den Haag met 2-1 door een late en discutabele strafschop.
| Keuken Kampioen Divisie 19e speelronde | ADO Den Haag                                                       | 2 - 0 (1 - 0) | MVV Maastricht | Selectie ADO Den Haag: (T: Darije Kalezić) | Selectie MVV Maastricht: (T: Edwin Hermans) |
| vr. 13 december 2024 20:05 uur* Plaats: Den Haag Bingoal Stadion Toeschouwers: 7.122 Scheidsrechter: Erwin Blank Assistenten: Vandeursen, Bodde, Visser Wedstrijdverslagen: ADO, West, ADOFans, Transfermarkt, Video Bal: 53%-47% / Vorig: 2-2 (23/24) Schoten (op doel): 23 (8) vs. 5 (3) | Ideho (Lourens) 35' Ideho (Van der Sloot) 48' Vlak 76' Bonis 90+2' | 1 - 0 2 - 0   | 77' Schenk     | BASISOPSTELLING: Nikiema - Van der Sloot, Tomas, Waem, Sylla - Kilo, Lourens, Vlak - Mohammad, Bonis, Ideho RESERVEBANK: Wentges, Coremans, De Ruijter, Heesen, Boakye, Sürmeli, De Bruin, Brandt, Dijkhuizen, Geoffery, Houwaart WISSELS: 16' De Bruin Tomas 71' Dijkhuizen Mohammad 88' Brandt Lourens | BASISOPSTELLING: Matthys - Zeegers, Aktaş , Coomans, Schenk - El Basri, Smeets, Kleinen - Silva Timas, Mmaee, Buifrahi RESERVEBANK: Lambrix, Roland, Librici, Hofland, Francis, Tehubijuluw, Penders, Sangen, Slegers, R. Esajas, Braken WISSELS: 20' Librici Zeegers 46' Francis Coomans 46' Braken El Basri 61' R. Esajas Silva Timas 85' Slegers Buifrahi |

Afwezig: S. Esajas (uit selectie gezet), Granli, Hokke, Maasland, Van Mieghem, Schalk, Vigen (blessure)

Opmerkelijk: Deze wedstrijd begon zo'n 5 minuten later, vanwege de verlate bussen met uitsupporters. Jeugdspelers Issac Dijkhuizen en Joey Brandt maakten hun debuut in de Keuken Kampioen Divisie.
| Keuken Kampioen Divisie 20e speelronde | ADO Den Haag                               | 1 - 0 (0 - 0) | TOP Oss                                            | Selectie ADO Den Haag: (T: Darije Kalezić) | Selectie TOP Oss: (T: Sjors Ultee) |
| zo. 22 december 2024 20:00 uur Plaats: Den Haag Bingoal Stadion Toeschouwers: 7.473 Scheidsrechter: Martin Peréz Assistenten: Küçükerbir, Van Kampen, Boel Wedstrijdverslagen: ADO, West, ADOFans, Transfermarkt, Video Bal: 64%-36% / Vorig: 2-1 (23/24) Schoten (op doel): 25 (8) vs. 11 (4) | Sylla 12' Schalk 68' Waem (Kilo, c.) 90+4' | 1 - 0         | 59' Korte 83' Stensrud 86' Loukili 90+4' Havekotte | BASISOPSTELLING: Nikiema - Van der Sloot, Tomas, Waem, Sylla - Kilo, Schalk , Vlak - Mohammad, Lourens, Ideho RESERVEBANK: Wentges, Coremans, De Ruijter, Heesen, Boakye, Sürmeli, De Bruin, Brandt, Dijkhuizen, Geoffery, Houwaart WISSELS: 58' Geoffery Lourens 74' Dijkhuizen Mohammad 81' Houwaart Schalk | BASISOPSTELLING: Havekotte - Cox, Miguel, Lambrix, Kuijpers - M. Esajas, Loukili, Van Rooijen - Korte, Allemeersch, Zimmerman RESERVEBANK: Van Herk, Entius, Mac-Intosch, Van Bost, Mulder, Niekel, Zitman, Van der Werff, Toure, Hinoke, Stensrud WISSELS: 62' Hinoke Zimmerman 72' Van Bost Cox 72' Stensrud Allemeersch 90' Zitman M. Esajas 90' Van der Werff Korte |

Afwezig: S. Esajas (uit selectie gezet), Bonis (schorsing), Granli, Hokke, Maasland, Van Mieghem, Vigen (blessure)

Opmerkelijk: Een foutieve beslissing van de scheidsrechter leverde ADO Den Haag diep in blessuretijd een corner met daarin de winnende treffer van Matteo Waem op. Met de vierde opeenvolgende thuisoverwinning en de achtste plaats op de competitieranglijst gingen de Hagenezen de winterstop in.

### Januari 2025
| Oefenwedstrijd | Telstar (Keuken Kampioen Divisie)              | 2 - 1 (2 - 1)     | ADO Den Haag | Selectie ADO Den Haag: (T: Darije Kalezić) | Selectie Telstar: (T: Anthony Correia) |
| za. 4 januari 2025 13:00 uur Plaats: Velsen-Zuid 711 Stadion Toeschouwers: (besloten) Scheidsrechter: Tim Visser Assistenten: Van Westen & Rasch Wedstrijdverslagen: ADO, ADOFans, Telstar | Bonis (e.d.) 22' Kharchouch 28' Kharchouch 28' | 0 - 1 1 - 1 2 - 1 | 12' Bonis    | OPSTELLING 1e HELFT: Nikiema - Van der Sloot, Tomas, Waem, Sylla - Kilo, Schalk , Vlak - Van Mieghem, Bonis, Ideho OPSTELLING 2e HELFT: Coremans - Hämäläinen, Heesen, Payne, Boakye - Sürmeli, Lourens, De Bruin - Dijkhuizen, Houwaart, Mohammad WISSELS: 69' Brandt Boakye 76' Geoffery Hämäläinen | OPSTELLING 1e HELFT: Koeman - Noslin, Koswal, Apau , Hardeveld, Turfkruier - Van Ekeris, Kaandorp, Hetli - Kharchouch, Hagedoorn OPSTELLING 2e HELFT: Houweling - Benzzine, Van Schooneveld, Bakker, Olfers, Offerhaus - Owusu, Rossen, Hamdaoui - El Kachati, Eddahchouri |

Afwezig: S. Esajas (uit selectie gezet), Hokke, Maasland, Vigen (blessure)

| Oefenwedstrijd | ADO Den Haag | 0 - 1 (0 - 0) | SC Cambuur (Keuken Kampioen Divisie) | Selectie ADO Den Haag: (T: Darije Kalezić) | Selectie SC Cambuur: (T: Henk de Jong) |
| ma. 13 januari 2025 13:00 uur Plaats: Den Haag Bingoal Stadion Toeschouwers: (besloten) Scheidsrechter: Clay Ruperti Assistenten: Bodde & De Groot Wedstrijdverslagen: ADO, ADOFans, SC Cambuur |              | 0 - 1         | 60' Rölke (Nieling)                  | BASISOPSTELLING: Nikiema - Van der Sloot, Tomas, Waem, Sylla - Kilo, Schalk , Vlak - Van Mieghem, Bonis, Ideho WISSEL: 46' Hämäläinen Sylla OPSTELLING NA 61 MIN: Wentges - De Ruijter, Heesen, Payne, Hämäläinen - Brandt, Lourens, De Bruin - Maasland, Houwaart, Mohammad | BASISOPSTELLING: Jansen - Mercera, Van Mullem, Nieling, Poll - Souren, De Jong, Nartey - Kooistra, Balk, Rölke WISSELS: 31' Casas Van Mullem 46' Van der Veen Kooistra 61' Van Mullem Nieling OPSTELLING NA 71 MIN: Jansen - Bakkati, Casas, Van Mullem, Galvez - Priem, De Leeuw, Veldhuis - Van der Veen, Afolabi, Henstra WISSEL: 85' Nap Priem |

Afwezig: S. Esajas (uit selectie gezet), Hokke, Sürmeli, Vigen (blessure)

| Keuken Kampioen Divisie 22e speelronde (*) | ADO Den Haag                                                           | 3 - 1 (1 - 0)           | Helmond Sport                           | Selectie ADO Den Haag: (T: Darije Kalezić) | Selectie Helmond Sport: (T: Kevin Hofland) |
| vr. 17 januari 2025 20:00 uur Plaats: Den Haag Bingoal Stadion Toeschouwers: 7.245 Scheidsrechter: Robin Hensgens Assistenten: Bluemink, De Nas, Ordelmans Wedstrijdverslagen: ADO, West, ADOFans, Transfermarkt, Video Bal: 34%-66% / Vorig: 0-1 (23/24) Schoten (op doel): 11 (6) vs. 17 (5) | Schalk 17' Tomas 19' Tomas 28' Vlak (Schalk) 56' Vlak (Kilo, v.t.) 67' | 1 - 0 2 - 0 3 - 0 3 - 1 | 26' Halhal 41' Amin Doudah 85' Golliard | BASISOPSTELLING: Nikiema - Van der Sloot, Tomas, Waem, Sylla - Kilo, Schalk , Vlak - Van Mieghem, Bonis, Ideho RESERVEBANK: Wentges, Coremans, De Ruijter, Heesen, Hämäläinen, Sürmeli, De Bruin, Mohammad, Lourens, Maasland, Reischl, Houwaart WISSELS: 43' De Bruin Ideho 62' Hämäläinen Van Mieghem 79' Lourens Schalk 79' Maasland Bonis | BASISOPSTELLING: Van der Steen - Pachonik, Halhal, Scholz, Absalem - Amin Doudah, Ingason, Van Himbeeck - Golliard, Van den Hurk, Daneels RESERVEBANK: Hendriks, Aben, Van Hove, Ogenia, Van den Eynden, Dizdarević, Geerts, Bisselink, Essakkati, Zimuangana WISSELS: 46' Zimuangana Amin Doudah 68' Dizdarević Van Himbeeck 68' Essakkati Daneels 76' Van Hove Ingason |

Afwezig: S. Esajas (uit selectie gezet), Hokke, Vigen (blessure)

Opmerkelijk: De Finse verdediger Taneli Hämäläinen maakte zijn ADO-debuut.
| Keuken Kampioen Divisie 23e speelronde (*) | Excelsior Rotterdam                              | 1 - 0 (0 - 0) | ADO Den Haag      | Selectie ADO Den Haag: (T: Darije Kalezić) | Selectie Excelsior Rotterdam: (T: Ruben den Uil) |
| zo. 26 januari 2025 20:00 uur Plaats: Rotterdam Van Donge & De Roo Stadion Toeschouwers: 3.268 Scheidsrechter: Bas Nijhuis Assistenten: Van de Ven, Westhof, Smit Wedstrijdverslagen: ADO, West, ADOFans, Transfermarkt, Video Bal: 62%-38% / Vorig: 7-1 (23/24) Schoten (op doel): 16 (6) vs. 7 (1) | Naujoks 78' Donkor 80' Duijvestijn (Omorowa) 88' | 1 - 0         | 58' Van der Sloot | BASISOPSTELLING: Nikiema - Van der Sloot, Kilo, Waem, Hämäläinen, Sylla - De Bruin, Schalk , Vlak - Van Mieghem, Bonis RESERVEBANK: Wentges, Coremans, De Ruijter, Heesen, Sürmeli, Mohammad, Lourens, Maasland, Reischl, Houwaart WISSELS: 11' Reischl Schalk 76' Sürmeli De Bruin 76' Maasland Van Mieghem 86' De Ruijter Hämäläinen 86' Lourens Reischl | BASISOPSTELLING: Raatsie - Bronkhorst, Widell, Warmerdam, Zagré - Naujoks, Duijvestijn , Hatenboer - Sanches Fernandes, Bergraaf, Fini RESERVEBANK: Holla, Martens, Mattheij, Seymor, Pierie, Eijgenraam, Donkor, Booth, Rosario, Omorowa, Van Duinen WISSELS: 70' Omorowa Sanches Fernandes 79' Donkor Bergraaf |

Afwezig: Tomas (schorsing), Hokke, Ideho, Vigen (blessure)

Opmerkelijk: De Oostenrijke aanvaller Luka Reischl maakte zijn ADO-debuut. Hij viel in voor aanvoerder Alex Schalk, die dankzij zijn opgelopen beenblessure enkele weken was uitgeschakeld.
| Keuken Kampioen Divisie 24e speelronde (*) | ADO Den Haag                                                        | 2 - 1 (0 - 1)     | FC Eindhoven                                                                                        | Selectie ADO Den Haag: (T: Darije Kalezić) | Selectie FC Eindhoven: (T: Maurice Verberne) |
| vr. 31 januari 2025 20:00 uur Plaats: Den Haag Bingoal Stadion Toeschouwers: 14.015 Scheidsrechter: Stan Teuben Assistenten: Bodde, Van Westen, Henshuijs Wedstrijdverslagen: ADO, West, ADOFans, Transfermarkt, Video Bal: 71%-29% / Vorig: 1-1 (23/24) Schoten (op doel): 17 (5) vs. 6 (4) | Van der Sloot 43' Tomas (Van Mieghem, c.) 47' Sylla (Reischl) 90+4' | 0 - 1 1 - 1 2 - 1 | 3' Rottier (El Bouchataoui) 42' El Bouchataoui 68' Seedorf 74' Huisman 90+8' Huisman 90+12' Rottier | BASISOPSTELLING: Nikiema - Van der Sloot, Tomas, Waem, Sylla - Kilo, Lourens, Vlak - Van Mieghem, Bonis, Maasland RESERVEBANK: Wentges, Coremans, De Ruijter, Hämäläinen, Heesen, Sürmeli, De Bruin, Dijkhuizen, Mohammad, Geoffery, Reischl, Houwaart WISSELS: 46' Reischl Lourens 71' Dijkhuizen Maasland 84' Geoffery Van der Sloot 90+6' Sürmeli Van Mieghem | BASISOPSTELLING: Brondeel - Persyn, Seedorf , Van Aarle, Douglas - Dorenbosch, El Bouchataoui, Huisman - Blummel, Rottier, Deenen RESERVEBANK: Borgmans, Fancito, Limouri, Peijnenburg, Van Eijndhoven, T. Simons, Swerts, S. Simons, Kwaaitaal, Muller, Janga WISSELS: 21' Janga Deenen 62' S. Simons Blummel 80' Limouri El Bouchataoui |

Afwezig: Hokke, Ideho, Schalk, Vigen (blessure)

Opmerkelijk: Deze wedstrijd stond in het teken van het 120-jarig bestaan van ADO Den Haag. Diogo Tomas maakte zijn eerste ADO-doelpunt. Een paar dagen later, op 'Transfer Deadline Day', werd Evan Rottier teruggehaald naar Den Haag en gepresenteerd als nieuwe aanwinst.

### Februari 2025
| Keuken Kampioen Divisie 21e speelronde (*) | De Graafschap                                                      | 1 - 2 (1 - 2)     | ADO Den Haag                                             | Selectie ADO Den Haag: (T: Darije Kalezić) | Selectie De Graafschap: (T: Marinus Dijkhuizen) |
| ma. 3 februari 2025 20:00 uur Plaats: Doetinchem Stadion De Vijverberg Toeschouwers: 7.512 Scheidsrechter: Martijn Vos Assistenten: De Koning, Van Rijn, Verhoeve Wedstrijdverslagen: ADO, West, ADOFans, Transfermarkt, Video Bal: 55%-45% / Vorig: 2-3 (23/24) Schoten (op doel): 13 (5) vs. 10 (5) | Symons 25' Niemeijer 32' Van Gilst (pen.) 41' Najah 51' Hillen 74' | 0 - 1 0 - 2 1 - 2 | 16' Kilo 19' Reischl (Van Mieghem) 40' Tomas 90+7' Bonis | BASISOPSTELLING: Nikiema - Van der Sloot, Tomas, Waem, Sylla - Kilo, Reischl, Vlak - Van Mieghem, Bonis, Maasland RESERVEBANK: Wentges, Coremans, De Ruijter, Hämäläinen, Payne, Sürmeli, De Bruin, Dijkhuizen, Peupion, Mohammad, Lourens, Houwaart WISSELS: 58' Peupion Van Mieghem 73' Hämäläinen Sylla 73' Lourens Reischl 88' De Ruijter Maasland | BASISOPSTELLING: Smits - Fortes , Willemsen, Hillen, Symons - Kaak, Niemeijer, Najah - Brittijn, Van de Haar, Van Gilst RESERVEBANK: Wieggers, Kremers, Saarinen, Besselink, Schoppema, Yadir, Kaninda, Van der Heide, El Kadiri, Hassan, Boersma WISSELS: 58' Schoppema Symons 58' Van der Heide Kaak 58' El Kadiri Van de Haar 73' Hassan Niemeijer 80' Boersma Fortes |

Afwezig: Hokke, Ideho, Schalk, Vigen (blessure)

Opmerkelijk: Deze wedstrijd werd enkele weken eerder afgelast vanwege de winterse omstandigheden. De Oostenrijker Luka Reischl maakte zijn eerste doelpunt voor ADO Den Haag. Aanvaller Cameron Peupion maakte zijn ADO-debuut. Aanvaller Daryl van Mieghem speelde zijn 400ste officiële wedstrijd in het betaalde voetbal.
| Keuken Kampioen Divisie 25e speelronde | FC Volendam                                           | 1 - 2 (0 - 0)     | ADO Den Haag | Selectie ADO Den Haag: (T: Darije Kalezić) | Selectie FC Volendam: (T: Rick Kruys) |
| vr. 7 februari 2025 20:20 uur* Plaats: Volendam Kras Stadion Toeschouwers: 6.623 Scheidsrechter: Jannick van der Laan Assistenten: Polman, Weterings, Van der Vaart Wedstrijdverslagen: ADO, West, ADOFans, Transfermarkt, Video Bal: 56%-44% / Vorig: 1-3 (21/22) Schoten (op doel): 12 (3) vs. 14 (3) | Veerman (Leliendal) 64' Kuwas 90+3' Van Oevelen 90+3' | 0 - 1 0 - 2 1 - 2 | 47' Reischl (Hämäläinen) 50' Maasland 56' Bonis (Van Mieghem, c.) 81' Waem 81' Bonis 88' Waem 88' Van Mieghem 90+3' Sylla | BASISOPSTELLING: Nikiema - Van der Sloot, Hämäläinen, Waem, Sylla - Kilo, Reischl, Vlak - Van Mieghem, Bonis, Maasland RESERVEBANK: Wentges, Coremans, De Ruijter, Dev. Payne, Sürmeli, De Bruin, Dijkhuizen, Peupion, Lourens, Houwaart WISSELS: 67' Peupion Van Mieghem 71' Lourens Reischl 89' Sürmeli Maasland | BASISOPSTELLING: Van Oevelen - Dér. Payne, Esajas, Mbuyamba, Leliendal - Plat, Mühren, Bukala - Ould-Chikh, Veerman , Kuwas RESERVEBANK: Lauwers, Ngom, Curiel, Blondeau, Steur, Anita, De Haan, Jacobs, Mau-Asam, Oehlers, Zijlstra WISSELS: 62' Jacobs Plat 78' Anita Esajas 84' Zijlstra Bukala |

Afwezig: Rottier, Tomas (schorsing), Hokke, Mohammad, Schalk (blessure)

Opmerkelijk: Deze wedstrijd begon zo'n 20 minuten later, vanwege de lange wachtrijen voor ADO-supporters buiten het stadion. Steven van der Sloot en Juho Kilo speelden hun 25ste officiële wedstrijd voor ADO Den Haag.
| Keuken Kampioen Divisie 26e speelronde | ADO Den Haag                                                                  | 1 - 0 (0 - 0) | Jong Ajax                 | Selectie ADO Den Haag: (T: Darije Kalezić) | Selectie Jong Ajax: (T: Frank Peereboom) |
| vr. 14 februari 2025 20:00 uur Plaats: Den Haag Bingoal Stadion Toeschouwers: 8.235 Scheidsrechter: Erwin Blank Assistenten: Schaap, Beijer, Visser Wedstrijdverslagen: ADO, West, ADOFans, Transfermarkt, Video Bal: 54%-46% / Vorig: 2-1 (23/24) Schoten (op doel): 18 (9) vs. 8 (2) | Bonis 29' Sylla 42' Hämäläinen 44' Tomas 45+4' Reischl 57' Bonis 64' Kilo 82' | 1 - 0         | 25' Rijkhoff 42' Faberski | BASISOPSTELLING: Nikiema - Van der Sloot, Tomas, Hämäläinen, Sylla - Kilo, Reischl, Vlak - Van Mieghem, Bonis, Maasland RESERVEBANK: Wentges, Coremans, De Ruijter, Payne, Heesen, Sürmeli, De Bruin, Dijkhuizen, Peupion, Rottier, Lourens, Houwaart WISSELS: 17' Peupion Maasland 66' De Bruin Hämäläinen 78' Rottier Reischl 78' De Ruijter Van Mieghem | BASISOPSTELLING: Reverson - Van de Pavert, Verschuren , Ugwu, Jetten - Verkuijl, Steur, Chourak - Faberski, Rijkhoff, Konadu RESERVEBANK: Setford, Butera, Brandes, Chahid, Bounida, Speksnijder, Kalokoh, Vink, Boerhout WISSELS: 46' Bounida Steur 66' Vink Konadu 78' Boerhout Verkuijl |

Afwezig: Waem (schorsing), Hokke, Mohammad, Schalk (blessure)

Opmerkelijk: Aanvaller Lorenzo Maasland liep deze wedstrijd een flinke enkelblessure op.
| Keuken Kampioen Divisie 27e speelronde | MVV Maastricht                   | 1 - 4 (0 - 4)                 | ADO Den Haag                                                                                           | Selectie ADO Den Haag: (T: Darije Kalezić) | Selectie MVV Maastricht: (T: Edwin Hermans) |
| zo. 23 februari 2025 16:45 uur Plaats: Maastricht Stadion De Geusselt Toeschouwers: 5.874 Scheidsrechter: Bas Nijhuis Assistenten: Van Kampen, Ozinga, Van der Vaart Wedstrijdverslagen: ADO, West, ADOFans, Transfermarkt, Video Bal: 53%-47% / Vorig: 0-3 (23/24) Schoten (op doel): 8 (3) vs. 14 (6) | Kleinen 80' Braken (Kleinen) 85' | 0 - 1 0 - 2 0 - 3 0 - 4 1 - 4 | 1' Van Mieghem (Reischl) 2' Vlak 5' Reischl (De Bruin) 28' Vlak (Van Mieghem) 71' De Bruin 73' Peupion | BASISOPSTELLING: Nikiema - Van der Sloot, Tomas, Waem, Hämäläinen, De Ruijter - De Bruin, Reischl, Vlak - Van Mieghem, Bonis, Peupion RESERVEBANK: Wentges, Coremans, Payne, Heesen, Sürmeli, Brandt, Dijkhuizen, Geoffery, Rottier, Lourens, Houwaart WISSELS: 66' Rottier Reischl 80' Sürmeli Vlak 80' Dijkhuizen Van Mieghem 90' Heesen De Ruijter 90' Brandt De Bruin | BASISOPSTELLING: Matthys - Zeegers, Francis, Coomans, Schenk - El Basri, Esajas, Klaasen - Mmaee, Braken , Silva Timas RESERVEBANK: Lambrix, Roland, Librici, Hofland, Tehubijuluw, Penders, Kleinen, Sangen, Slegers, Kassimi, Buifrahi, Foubert WISSELS: 46' Kleinen Coomans 72' Tehubijuluw Schenk 72' Kassimi Silva Timas 80' Buifrahi Klaasen 83' Slegers El Basri |

Afwezig: Kilo, Sylla (schorsing), Hokke, Maasland, Mohammad, Schalk (blessure)

Opmerkelijk: ADO Den Haag zette deze wedstrijd een record neer. Nooit eerder in de geschiedenis van de Keuken Kampioen Divisie scoorde een club driemaal in de eerste vijf minuten. Daryl van Mieghem maakte tevens het snelste ADO-doelpunt van het seizoen. Aanvaller Luka Reischl scoorde voor de vierde wedstrijd op rij. Verdediger Sky Heesen maakte zijn debuut in het eerste elftal. Finn de Bruin en Lee Bonis speelden hun 25ste officiële wedstrijd voor ADO Den Haag. De rode kaart voor Cameron Peupion werd een dag later geseponeerd.

### Maart 2025
| Keuken Kampioen Divisie 28e speelronde | ADO Den Haag                                                | 2 - 1 (1 - 0)     | FC Den Bosch                                             | Selectie ADO Den Haag: (T: Darije Kalezić) | Selectie FC Den Bosch: (T: Ulrich Landvreugd) |
| zo. 2 maart 2025 12:15 uur Plaats: Den Haag Bingoal Stadion Toeschouwers: 10.398 Scheidsrechter: Jeroen Manschot Assistenten: Dobre, Ketting, Wolff Wedstrijdverslagen: ADO, West, ADOFans, Transfermarkt, Video Bal: 58%-42% / Vorig: 3-0 (23/24) Schoten (op doel): 11 (5) vs. 8 (5) | Tomas 28' Van Mieghem (Nikiema) 32' Bonis (Van Mieghem) 51' | 1 - 0 1 - 1 2 - 1 | 28' Monzialo 45+1' Laros 46' De Groot (Maas) 71' Verbeek | BASISOPSTELLING: Nikiema - Van der Sloot, Tomas, Waem, Sylla - Kilo, Reischl, Vlak - Van Mieghem, Bonis, Peupion RESERVEBANK: Wentges, Coremans, De Ruijter, Hämäläinen, Heesen, De Bruin, Brandt, Dijkhuizen, Geoffery, Rottier, Lourens, Houwaart WISSELS: 37' Rottier Reischl 85' De Ruijter Van Mieghem 90+1' Houwaart Peupion | BASISOPSTELLING: Van de Merbel - Maas, Van Grunsven, Henderikx, De Groot - Bakaľa, Verbeek , Laros - Burgering, Kuijpers, Monzialo RESERVEBANK: Bakker, Bijlsma, Van den Bogert, Van Leeuwen, Van Hedel, Soomets, El Bakkali, Acheffay, Boumassaoudi, Jonathans, Keijser, Gravenberch WISSELS: 66' Van Leeuwen Kuijpers 74' Soomets Bakaľa 74' Acheffay Monzialo 85' Van Hedel Maas 85' Gravenberch Verbeek |

Afwezig: Hokke, Maasland, Mohammad, Schalk, Sürmeli (blessure)

Opmerkelijk: Doelman Kilian Nikiema gaf deze wedstrijd de assist op de 1-0. Luka Reischl liep een flinke schouderblessure op. Verdediger Sekou Sylla speelde zijn 25ste officiële wedstrijd voor ADO Den Haag. 
| Keuken Kampioen Divisie 29e speelronde | FC Emmen       | 0 - 1 (0 - 1) | ADO Den Haag                                | Selectie ADO Den Haag: (T: Darije Kalezić) | Selectie FC Emmen: (T: Alfons Arts) |
| vr. 7 maart 2025 20:00 uur Plaats: Emmen De Oude Meerdijk Toeschouwers: 7.855 Scheidsrechter: Rob Dieperink Assistenten: Fikkert, Weever, Wever Wedstrijdverslagen: ADO, West, ADOFans, Transfermarkt, Video Bal: 53%-47% / Vorig: 2-3 (23/24) Schoten (op doel): 5 (1) vs. 15 (4) | Hammouti 90+3' | 0 - 1         | 13' Rottier (Van Mieghem) 72' Waem 79' Kilo | BASISOPSTELLING: Nikiema - Van der Sloot, Tomas, Waem, Sylla - Kilo, Rottier, Vlak - Van Mieghem, Bonis, Peupion RESERVEBANK: Wentges, Coremans, De Ruijter, Hämäläinen, Heesen, De Bruin, Brandt, Dijkhuizen, Geoffery, Schalk, Lourens, Houwaart WISSELS: 78' Schalk Van Mieghem 85' De Ruijter Peupion | BASISOPSTELLING: Hoekstra - Hammouti, Te Wierik , Mulder, Vos - Kade, Rhein, Wagner - Hawkins, Eduardo, Nsona RESERVEBANK: Norder, Jalving, Soares, Bolk, Geypens, Martin, Nunumete, Hekkert, Bakir, Landu, Van Manen WISSELS: 72' Geypens Hawkins 85' Soares Kade |

Afwezig: Hokke, Maasland, Mohammad, Reischl, Sürmeli (blessure)

Opmerkelijk: ADO Den Haag behaalde de periodetitel in de derde periode van de Keuken Kampioen Divisie. ADO won voor de zevende keer op rij en voor de tiende keer in elf wedstrijden. Een puntenaantal van 27 punten dankzij negen overwinningen in een periode was een record. Nog nooit eerder won een club negenmaal in een KKD-periode.
| Keuken Kampioen Divisie 30e speelronde | ADO Den Haag   | 0 - 3 (0 - 3)     | Jong AZ                                                           | Selectie ADO Den Haag: (T: Darije Kalezić) | Selectie Jong AZ: (T: Lee-Roy Echteld) |
| di. 11 maart 2025 20:00 uur Plaats: Den Haag Bingoal Stadion Toeschouwers: 6.980 Scheidsrechter: Laurens Gerrets Assistenten: Weterings, Reinshagen, Ordelmans Wedstrijdverslagen: ADO, West, ADOFans, Transfermarkt, Video Bal: 58%-42% / Vorig: 4-1 (23/24) Schoten (op doel): 14 (3) vs. 9 (5) | Dijkhuizen 79' | 0 - 1 0 - 2 0 - 3 | 24' Daal (pen.) 30' Daal 35' Daal (Gerold) 64' Boogaard 77' Engel | BASISOPSTELLING: Nikiema - Van der Sloot, Tomas, Waem, Sylla - Kilo, Rottier, Vlak - Van Mieghem, Bonis, Peupion RESERVEBANK: Wentges, Coremans, De Ruijter, Hämäläinen, Heesen, Sürmeli, De Bruin, Brandt, Dijkhuizen, Geoffery, Schalk, Houwaart WISSELS: 46' De Bruin Tomas 46' De Ruijter Sylla 46' Schalk Peupion 64' Dijkhuizen Van der Sloot 85' Geoffery Rottier | BASISOPSTELLING: Kuijsten - Van Aken, Berkhout , Schouten, Engel - Boogaard, Oerip, Kalisvaart - Gerold, Van den Ban, Daal RESERVEBANK: Zeggen, Van Duijl, Menu, J. Esajas, Twisk, Robbemond, Toppenberg, Smits WISSELS: 40' Van Duijl Schouten 46' Smits Van den Ban 76' Twisk Boogaard 76' Toppenberg Gerold 86' Robbemond Daal |

Afwezig: Hokke, Lourens, Maasland, Mohammad, Reischl (blessure)

Opmerkelijk: Diogo Tomas speelde zijn 25ste officiële wedstrijd voor ADO Den Haag.
| Keuken Kampioen Divisie 31e speelronde | Vitesse     | 0 - 1 (0 - 1) | ADO Den Haag        | Selectie ADO Den Haag: (T: Darije Kalezić) | Selectie Vitesse: (T: John van den Brom 35') |
| vr. 14 maart 2025 20:00 uur Plaats: Arnhem GelreDome Toeschouwers: 16.225 Scheidsrechter: Alex Bos Assistenten: Janssen, Van Marrewijk, Henshuijs Wedstrijdverslagen: ADO, West, ADOFans, Transfermarkt, Video Bal: 57%-43% / Vorig: 0-0 (20/21) Schoten (op doel): 7 (3) vs. 6 (3) | Büttner 34' | 0 - 1         | 27' Schalk 77' Kilo | BASISOPSTELLING: Nikiema - Van der Sloot, Tomas, Waem, De Ruijter - Kilo, Schalk , Vlak - Van Mieghem, Bonis, Rottier RESERVEBANK: Wentges, Coremans, Hämäläinen, Heesen, Sürmeli, De Bruin, Brandt, Dijkhuizen, Geoffery, Peupion, Houwaart WISSELS: 46' Hämäläinen De Ruijter 62' Peupion Schalk 85' Houwaart Van Mieghem | BASISOPSTELLING: Bramel - Egbring, Steffen, Van Zwam, Büttner - Yegoian, Cornelisse, Koller - De Regt, Huisman, Macheras RESERVEBANK: Van der Heijden, Siecker, Kreekels, Postma, Bakker, Van der Plaat, Tsingaras, Zarrouk, Hoogewerf, Gudelj, Van Duivenbooden, Visser WISSELS: 61' Tsingaras Koller 61' Visser Macheras 71' Gudelj Huisman |

Afwezig: Hokke, Lourens, Maasland, Mohammad, Reischl, Sylla (blessure)

| Oefenwedstrijd | ADO Den Haag | 0 - 2 (0 - 1) | Sparta Rotterdam (Eredivisie)          | Selectie ADO Den Haag: (T: Darije Kalezić) | Selectie Sparta Rotterdam: (T: Maurice Steijn) |
| wo. 19 maart 2025 13:00 uur Plaats: Den Haag Bingoal Stadion Toeschouwers: 934 Scheidsrechter: Alex Bos Assistenten: Van de Ven, Van Westen Wedstrijdverslagen: ADO, ADOFans, Waterwegsport, |              | 0 - 1 0 - 2   | 10' Thórisson (Mito) 70' Nassoh (Bais) | BASISOPSTELLING: Wentges - Van der Sloot, Hämäläinen, Hokke, Brouwer - Sürmeli, Schalk , De Bruin - Dijkhuizen, Houwaart, Geoffery WISSELS: 11' Brandt Dijkhuizen 31' Heesen Hokke 38' Rottier Sürmeli 46' Coremans Wentges 46' Waem Brouwer 61' Van Roekel Van der Sloot 61' Vlak Schalk 61' Van Mieghem Geoffery 72' Van Houwelingen Brandt 85' Steijlen Hämäläinen | BASISOPSTELLING: Schoonderwaldt - Reith, Meissen, Quintero, Kleijn - Clement, El Dahri, Nassoh - Mito, Thórisson, Ideho WISSELS: 46' Santos El Dahri 46' Bais Ideho 46' Hoeve Mito |

Afwezig: Bonis (Noord-Ierland), Nikiema (Burkina Faso), Sylla (Guinee), Kilo, Lourens, Maasland, Mohammad, Peupion, Reischl, De Ruijter, Tomas (blessure/rust)

| Keuken Kampioen Divisie 32e speelronde | ADO Den Haag                                                          | 2 - 1 (1 - 0)     | FC Dordrecht                                                | Selectie ADO Den Haag: (T: Darije Kalezić) | Selectie FC Dordrecht: (T: Melvin Boel) |
| zo. 30 maart 2025 16:45 uur Plaats: Den Haag Bingoal Stadion Toeschouwers: 13.532 Scheidsrechter: Allard Lindhout Assistenten: Bodde, Overtoom, Kuipers Wedstrijdverslagen: ADO, West, ADOFans, Transfermarkt, Video Bal: 51%-49% / Vorig: 2-2 (23/24) Schoten (op doel): 14 (3) vs. 10 (5) | Rottier (Van der Sloot) 9' Van Mieghem 26' Vlak 30' Vlak (pen.) 90+2' | 1 - 0 1 - 1 2 - 1 | 9' Akmum 15' Valk 35' Van Vianen 50' Schuurman (Van Vianen) | BASISOPSTELLING: Nikiema - Van der Sloot, Tomas, Waem, De Ruijter - Kilo, Schalk , Vlak - Van Mieghem, Bonis, Rottier RESERVEBANK: Wentges, Coremans, Hämäläinen, Heesen, Sylla, Sürmeli, De Bruin, Geoffery, Peupion, Lourens, Houwaart WISSELS: 76' Peupion Schalk 82' Sylla De Ruijter 90+4' De Bruin Van Mieghem 90+4' Hämäläinen Rottier | BASISOPSTELLING: Biai - Valk, Drakpe, Akmum, Hilton - Van Vianen, Schuurman , Parlanti - Slory, Haen, Van der Sluijs RESERVEBANK: Berger, Seydoux, Van de Giessen, Olde Keizer, Tabiri, Sunderland, Scholte, Da Silva, Pynadath, Afaker, Kotzebue, Sanne WISSELS: 77' Seydoux Akmum 77' Sunderland Parlanti 82' Kotzebue Haen 82' Afaker Van der Sluijs 90' Pynadath Slory |

Afwezig: Dijkhuizen, Hokke, Maasland, Mohammad, Reischl (blessure)

Opmerkelijk: Middenvelder Jari Vlak speelde zijn 50ste officiële wedstrijd voor ADO Den Haag.

### April 2025
| Keuken Kampioen Divisie 33e speelronde | Jong FC Utrecht                                               | 1 - 1 (1 - 0) | ADO Den Haag                    | Selectie ADO Den Haag: (T: Darije Kalezić) | Selectie Jong FC Utrecht: (T: Ivar van Dinteren 73') |
| ma. 7 april 2025 20:00 uur Plaats: Utrecht Stadion Galgenwaard Toeschouwers: 752 Scheidsrechter: Martijn Vos Assistenten: Kunst, Rasch, Wolff Wedstrijdverslagen: ADO, West, ADOFans, Transfermarkt, Video Bal: 35%-65% / Vorig: 0-2 (23/24) Schoten (op doel): 11 (5) vs. 20 (8) | Akkerman 35' Ohio (pen.) 40' Yah 49' Dundas 72' Jonathans 83' | 1 - 0 1 - 1   | 50' Waem 58' Schalk 72' Sürmeli | BASISOPSTELLING: Nikiema - Van der Sloot, Tomas, Waem, De Ruijter - Kilo, Schalk , Vlak - Rottier, Bonis, Peupion RESERVEBANK: Wentges, Coremans, Hämäläinen, Hokke, Heesen, Sylla, Sürmeli, De Bruin, Geoffery, Lourens, Houwaart WISSELS: 67' Sylla De Ruijter 67' Sürmeli Peupion 72' Hämäläinen Waem 86' De Bruin Bonis | BASISOPSTELLING: De Graaff - Ghaddari, Viereck, Kooy , Held - Dundas, Yah, Van der Wegen - Akkerman, Ohio, Blake RESERVEBANK: Dithmer, Boumenjal, Kloosterboer, Driezen, Van Riel, Agougil, Jonathans, Dris, Edhart, Charalampoglou, Den Boggende WISSELS: 62' Jonathans Akkerman 79' Kloosterboer Yah 79' Edhart Blake 86' Agougil Van der Wegen 86' Den Boggende Ohio |

Afwezig: Van Mieghem (schorsing), Dijkhuizen, Maasland, Mohammad, Reischl (blessure)

| Keuken Kampioen Divisie 34e speelronde | Telstar           | 1 - 1 (1 - 0) | ADO Den Haag                         | Selectie ADO Den Haag: (T: Darije Kalezić) | Selectie Telstar: (T: Anthony Correia) |
| vr. 11 april 2025 20:00 uur Plaats: Velsen-Zuid BUKO Stadion Toeschouwers: 3.404 Scheidsrechter: Bas Nijhuis Assistenten: Van Kampen, Beijer, Drost Wedstrijdverslagen: ADO, West, ADOFans, Transfermarkt, Video Bal: 44%-56% / Vorig: 3-1 (23/24) Schoten (op doel): 15 (4) vs. 15 (5) | Owusu (Hetli) 34' | 1 - 0 1 - 1   | 70' Schalk (Van der Sloot) 89' Tomas | BASISOPSTELLING: Nikiema - Van der Sloot, Tomas, Waem, De Ruijter - Kilo, Schalk , Vlak - Van Mieghem, Bonis, Rottier RESERVEBANK: Wentges, Coremans, Hämäläinen, Hokke, Sylla, De Bruin, Brandt, Peupion, Geoffery, Imade, Lourens, Houwaart WISSELS: 46' Sylla De Ruijter 65' Peupion Bonis | BASISOPSTELLING: Koeman - Noslin, Koswal, Apau , Bakker, Hardeveld - Rossen, Owusu, Offerhaus - El Kachati, Hetli RESERVEBANK: Houweling, Bodak, Lechkar, Overtoom, Van Ekeris, Turfkruier, Kaandorp, Hamdaoui, Douiri, Kharchouch, Hagedoorn WISSELS: 76' Turfkruier Hardeveld 76' Hamdaoui Owusu 76' Kharchouch Hetli 86' Lechkar Noslin |

Afwezig: Sürmeli (schorsing), Dijkhuizen, Maasland, Mohammad, Reischl (blessure)

Opmerkelijk: Aanvaller Daryl van Mieghem speelde zijn 75ste officiële wedstrijd voor ADO Den Haag.
| Keuken Kampioen Divisie 35e speelronde | ADO Den Haag                                                            | 3 - 2 (2 - 0)                 | Jong PSV                                                                                                  | Selectie ADO Den Haag: (T: Darije Kalezić) | Selectie Jong PSV: (T: Alfons Groenendijk) |
| zo. 20 april 2025 14:30 uur Plaats: Den Haag Bingoal Stadion Toeschouwers: 11.852 Scheidsrechter: Stan Teuben Assistenten: Ribbink, De Koning, Janssen Wedstrijdverslagen: ADO, West, ADOFans, Transfermarkt, Video Bal: 48%-52% / Vorig: 2-3 (23/24) Schoten (op doel): 11 (5) vs. 12 (5) | Steur (eigen goal) 15' Waem 32' Waem 40' De Ruijter 50' Vlak (pen.) 79' | 1 - 0 2 - 0 2 - 1 2 - 2 3 - 2 | 6' Abed 52' Van den Heuvel 56' Dağaşan (Uneken) 57' Dağaşan 61' Abed (Babadi) 68' Uneken 78' Van de Blaak | BASISOPSTELLING: Nikiema - Van der Sloot, Tomas, Waem, De Ruijter - Kilo, Schalk , Vlak - Van Mieghem, Rottier, Peupion RESERVEBANK: Wentges, Coremans, Hämäläinen, Hokke, Sylla, De Bruin, Brandt, Bonis, Lourens, Houwaart WISSELS: 63' Hämäläinen Waem 63' Sylla De Ruijter 63' Bonis Schalk 82' De Bruin Van der Sloot | BASISOPSTELLING: Steur - Waayers, Van de Blaak, Van den Heuvel, Dağaşan - Land, Bajraktarević, Babadi - Abed, Uneken , Younis RESERVEBANK: Smolenaars, Kuijsten, Quispel, Mulders, Gilbert, Bawuah, Thomas, Bars WISSELS: 60' Bawuah Land 75' Bars Waayers 87' Thomas Bajraktarević 87' Gilbert Abed |

Afwezig: Sürmeli (schorsing), Dijkhuizen, Maasland, Mohammad, Reischl (blessure)

| Keuken Kampioen Divisie 36e speelronde | Roda JC Kerkrade | 1 - 1 (0 - 1) | ADO Den Haag                                   | Selectie ADO Den Haag: (T: Darije Kalezić) | Selectie Roda JC Kerkrade: (T: Bas Sibum) |
| do. 24 april 2025 20:00 uur Plaats: Kerkrade Parkstad Limburg Stadion Toeschouwers: 6.754 Scheidsrechter: Joey Kooij Assistenten: Fikkert, Bodde, Van der Vaart Wedstrijdverslagen: ADO, West, ADOFans, Transfermarkt, Video Bal: 68%-32% / Vorig: 2-2 (23/24) Schoten (op doel): 12 (4) vs. 10 (4) | Griffith 90+5'   | 0 - 1 1 - 1   | 29' Tomas (Peupion, c.) 81' Bonis 90' De Bruin | BASISOPSTELLING: Nikiema - Van der Sloot, Tomas, Hämäläinen, Sylla - Kilo, Schalk , Vlak - Van Mieghem, Rottier, Peupion RESERVEBANK: Wentges, Coremans, De Ruijter, Hokke, Payne, De Bruin, Brandt, Mohammad, Bonis, Lourens, Houwaart WISSELS: 68' Bonis Van Mieghem 79' De Bruin Vlak 88' De Ruijter Peupion | BASISOPSTELLING: Treichel - Veendorp, Beerten, Koglin , Köther - Spieringhs, Müller, Breij - Sejdiu, Çukur, Baeten RESERVEBANK: El Maach, Steins, El Meliani, Timmermans, Kongolo, Leijten, Schwirten, Griffith, Vancsa, Bangura WISSELS: 66' Schwirten Breij 66' Bangura Çukur 74' Vancsa Spieringhs 74' Griffith Sejdiu |

Afwezig: Sürmeli, Waem (schorsing), Dijkhuizen, Maasland, Reischl (blessure)

### Mei 2025
| Keuken Kampioen Divisie 37e speelronde | ADO Den Haag                                  | 3 - 4 (2 - 2)                             | SC Cambuur                                                                                        | Selectie ADO Den Haag: (T: Darije Kalezić) | Selectie SC Cambuur: (T: Henk de Jong) |
| vr. 2 mei 2025 20:00 uur Plaats: Den Haag Bingoal Stadion Toeschouwers: 11.277 Scheidsrechter: Jeroen Manschot Assistenten: De Nas, Nanninga, Boel Wedstrijdverslagen: ADO, West, ADOFans, Transfermarkt, Video Bal: 53%-47% / Vorig: 1-4 (24/25) Schoten (op doel): 15 (4) vs. 10 (5) | Bonis 16' Van Mieghem (Bonis) 44' Lourens 89' | 1 - 0 1 - 1 1 - 2 2 - 2 2 - 3 2 - 4 3 - 4 | 3' Balk 20' Nieling 25' Pauwels (Rölke) 30' Rölke (Balk) 71' Hilterman (pen.) 75' Alhaft (Galvez) | BASISOPSTELLING: Nikiema - Van der Sloot, Tomas, Waem, Sylla - Kilo, Schalk , Vlak - Van Mieghem, Bonis, Rottier RESERVEBANK: Wentges, Coremans, De Ruijter, Hämäläinen, Hokke, Sürmeli, De Bruin, Brandt, Peupion, Mohammad, Lourens, Houwaart WISSELS: 67' De Ruijter Van der Sloot 77' Peupion Sylla 83' Lourens Schalk | BASISOPSTELLING: Jansen - Mercera, Smand, Nieling, Galvez - Kieftenbeld, Diemers , Souren - Balk, Rölke, Pauwels RESERVEBANK: Reiziger, Minnema, Ottesen, Priem, Jonker, Poll, Van Mullem, Veldhuis, Visser, Kooistra, Alhaft, Hilterman WISSELS: 46' Van Mullem Kieftenbeld 64' Hilterman Rölke 74' Alhaft Pauwels 80' Ottesen Mercera 80' Poll Galvez |

Afwezig: Dijkhuizen, Maasland, Reischl (blessure)

Opmerkelijk: Verdediger Matteo Waem speelde zijn 75ste officiële wedstrijd voor ADO Den Haag. Na afloop van het duel kregen Jari Vlak (Beste speler) en Illaijh de Ruijter (Beste Talent) de Karel Jansen-trofeeën uitgereikt. Later kreeg Lee Bonis de Karel Jansen-trofee voor Topscorer van dit seizoen.
| Keuken Kampioen Divisie 38e speelronde | VVV-Venlo                              | 2 - 7 (0 - 3)                                         | ADO Den Haag | Selectie ADO Den Haag: (T: Darije Kalezić) | Selectie VVV-Venlo: (T: John Lammers) |
| vr. 9 mei 2025 20:00 uur Plaats: Venlo Covebo Stadion - De Koel - Toeschouwers: 6.242 Scheidsrechter: Robin Hensgens Assistenten: Dobre, Beijer, Drost Wedstrijdverslagen: ADO, West, ADOFans, Transfermarkt, Video Bal: 42%-58% / Vorig: 2-1 (23/24) Schoten (op doel): 10 (3) vs. 18 (10) | Zandbergen (Wehmeyer) 69' Kluskens 90' | 0 - 1 0 - 2 0 - 3 0 - 4 0 - 5 0 - 6 1 - 6 1 - 7 2 - 7 | 24' Vlak (Van Mieghem, c.) 33' Bonis (Van Mieghem, c.) 36' Van Mieghem (Rottier) 48' Rottier 59' Vlak 63' Reischl (Vlak) 80' Schalk (Reischl) | BASISOPSTELLING: Nikiema - De Ruijter, Tomas, Waem, Sylla - Kilo, Rottier, Vlak - Van Mieghem, Bonis, Peupion RESERVEBANK: Wentges, Coremans, Van der Sloot, Hämäläinen, Hokke, Sürmeli, De Bruin, Mohammad, Schalk, Reischl, Lourens WISSELS: 46' Hämäläinen Sylla 46' Reischl Van Mieghem 63' De Bruin Kilo 63' Schalk Bonis 75' Sürmeli Vlak | BASISOPSTELLING: Doornbusch - Gyamfi, Ketting, Seymor , S. Janssen - Braem, Saddiki, Foor - Matoug, Zandbergen, Wehmeyer RESERVEBANK: Taylan, Vallen, Mokono, Van Zutphen, Joosten, Kluskens, Sierra, Kromah, Berden, Kessels, Verheijen, Van Zijl WISSELS: 32' Sierra Saddiki 46' Mokono Gyamfi 58' Van Zutphen S. Janssen 58' Kluskens Braem 81' Berden Foor |

Afwezig: Dijkhuizen, Maasland (blessure)

Opmerkelijk: Middenvelder Kürşad Sürmeli speelde zijn 50ste en aanvaller Evan Rottier zijn 25ste officiële wedstrijd voor ADO Den Haag. Jari Vlak werd verkozen tot KKD-speler van de week. ADO eindigde dit seizoen met 70 punten op een vierde plaats in de competitieranglijst.
| Play-offs promotie/degradatie Eerste kwartfinale | Telstar (KKD 7)                                                  | 2 - 0 (2 - 0) | ADO Den Haag (KKD 4) | Selectie ADO Den Haag: (T: Darije Kalezić) | Selectie Telstar: (T: Anthony Correia) |
| di. 13 mei 2025 18:45 uur Plaats: Velsen-Zuid BUKO Stadion Toeschouwers: 4.177 Scheidsrechter: Rob Dieperink Assistenten / VAR: Koopman, Vandeursen, Sturm / Blank, Küçükerbir Wedstrijdverslagen: ADO, West, ADOFans, Transfermarkt, Video Bal: 41%-59% / Vorig: 1-1 (24/25) Schoten (op doel): 9 (3) vs. 13 (1) | El Kachati (Owusu) 5' Bakker (Hardeveld, c.) 45+1' Hardeveld 53' | 1 - 0 2 - 0   | 9' Kilo 81' Waem     | BASISOPSTELLING: Nikiema - Van der Sloot, Tomas, Waem, Sylla - Kilo, Rottier, Vlak - Van Mieghem, Bonis, Peupion RESERVEBANK: Wentges, Coremans, De Ruijter, Hämäläinen, Hokke, Sürmeli, De Bruin, Mohammad, Schalk, Reischl, Lourens, Houwaart WISSELS: 58' Reischl Bonis 69' Schalk Peupion 84' De Ruijter Van der Sloot | BASISOPSTELLING: Koeman - Noslin, Koswal, Apau , Bakker, Hardeveld - Rossen, Owusu, Offerhaus - El Kachati, Hamdaoui RESERVEBANK: Houweling, Bodak, Lechkar, Van Schooneveld, Overtoom, Van Ekeris, Turfkruier, Kaandorp, Douiri, Kharchouch, Hagedoorn WISSELS: 46' Turfkruier Owusu 75' Van Ekeris El Kachati 75' Kharchouch Hamdaoui 82' Kaandorp Bakker 89' Lechkar Noslin |

Afwezig: Dijkhuizen, Maasland (blessure)

| Play-offs promotie/degradatie Tweede kwartfinale | ADO Den Haag | 0 - 1 (0 - 0) | Telstar                                                                   | Selectie ADO Den Haag: (T: Darije Kalezić) | Selectie Telstar: (T: Anthony Correia) |
| za. 17 mei 2025 16:30 uur Plaats: Den Haag Bingoal Stadion Toeschouwers: 8.793 Scheidsrechter: Marc Nagtegaal Assistenten / VAR: Van Marrewijk, Weever, Hardeman / Martens, Weterings Wedstrijdverslagen: ADO, West, ADOFans, Transfermarkt, Video Bal: 68%-32% / Vorig: 1-1 (24/25) Schoten (op doel): 16 (4) vs. 7 (2) | Hokke 69'    | 0 - 1         | 40' Owusu 71' El Kachati (Owusu) 81' Noslin 83' Turfkruier 84' Van Ekeris | BASISOPSTELLING: Nikiema - De Ruijter, Tomas, Waem, Sylla - Kilo, Rottier, Vlak - Van Mieghem, Schalk, Peupion RESERVEBANK: Wentges, Coremans, Van der Sloot, Hämäläinen, Hokke, Sürmeli, De Bruin, Brandt, Mohammad, Bonis, Reischl, Lourens WISSELS: 58' Hokke Sylla 58' Reischl Schalk 75' Bonis De Ruijter | BASISOPSTELLING: Koeman - Noslin, Koswal, Apau , Bakker, Hardeveld - Rossen, Owusu, Offerhaus - El Kachati, Hamdaoui RESERVEBANK: Houweling, Bodak, Lechkar, Van Schooneveld, Overtoom, Van Ekeris, Turfkruier, Kaandorp, Douiri, Kharchouch, Hagedoorn WISSELS: 60' Kharchouch Hamdaoui 69' Kaandorp Offerhaus 79' Van Ekeris Koswal 79' Turfkruier Owusu 79' Hagedoorn El Kachati |

Afwezig: Dijkhuizen, Maasland (blessure)

Opmerkelijk: Verdediger Milan Hokke maakte zijn rentree na lang blessureleed. Voor ADO Den Haag was het seizoen na deze nederlaag ten einde.

## ADO Den Haag Onder 21/Jeugd

### Selectie ADO Den Haag Onder 21 2024/25
|                       | Naam                               | Bij ADO sinds  | Contract tot | Duels      | Goals      | Assists    | Geel       | Rood       |
| Doelmannen            | Doelmannen                         | Doelmannen     | Doelmannen   | Doelmannen | Doelmannen | Doelmannen | Doelmannen | Doelmannen |
| --------------------- | ---------------------------------- | -------------- | ------------ | ---------- | ---------- | ---------- | ---------- | ---------- |
| Vlag van Nederland    | Levi Kaijim                        | Zomer 2024     | Amateurbasis | 0          | 0          | 0          | 0          | 0          |
| Vlag van Nederland    | Thijmen de Koning                  | ?              | Amateurbasis | 13         | 0          | 0          | 0          | 0          |
| Vlag van Kenia        | Caleb Kramer                       | ?              | Zomer 2025   | 2          | 0          | 0          | 0          | 0          |
| Vlag van Burkina Faso | Kilian Nikiema (*)                 | Zomer 2016     | Zomer 2027   | 1          | 0          | 0          | 0          | 0          |
| Vlag van Nederland    | David van de Riet (*)              | Zomer 2015     | Zomer 2025   | 7          | 0          | 1          | 0          | 0          |
| Vlag van Nederland    | Hugo Wentges (*)                   | ?              | Zomer 2025   | 6          | 0          | 0          | 0          | 0          |
| Verdedigers           |                                    |                |              |            |            |            |            |            |
| Vlag van Nederland    | Ronald Boakye (*)                  | Zomer 2020     | Zomer 2025   | 14         | 1          | 0          | 7          | 0          |
| Vlag van Nederland    | Djesi Bodo (O19)                   | ?              | Amateurbasis | 5          | 0          | 0          | 0          | 0          |
| Vlag van Nederland    | Ties Brouwer (O19)                 | Zomer 2022     | Amateurbasis | 2          | 0          | 0          | 1          | 0          |
| Vlag van Nederland    | Tim Danhof (O19)                   | ?              | Amateurbasis | 0          | 0          | 0          | 0          | 0          |
| Vlag van Curaçao      | Keanu Does                         | ?              | Amateurbasis | 18         | 0          | 1          | 2          | 1          |
| Vlag van Nederland    | Maxim Goedewacht (O19)             | Zomer 2023     | Amateurbasis | 3          | 0          | 0          | 0          | 0          |
| Vlag van Nederland    | Raelson Gomes Landim               | ?              | Zomer 2025   | 14         | 1          | 1          | 2          | 0          |
| Vlag van Nederland    | Sky Heesen                         | Zomer 2019     | Zomer 2025   | 19         | 0          | 1          | 3          | 0          |
| Vlag van Nederland    | Milan Hokke (*)                    | Zomer 2024     | Zomer 2025   | 3          | 0          | 0          | 0          | 0          |
| Vlag van Nederland    | Daniel Lopes Varela                | Zomer 2024     | Zomer 2025   | 14         | 0          | 0          | 1          | 1          |
| Vlag van Nederland    | Kane Miardjo                       | Zomer 2023     | Amateurbasis | 4          | 0          | 0          | 1          | 0          |
| Vlag van Nederland    | Sinan Özen                         | Zomer 2023     | Zomer 2025   | 23         | 0          | 0          | 4          | 0          |
| Vlag van Nederland    | Devyn Payne                        | ?              | Zomer 2025   | 20         | 0          | 0          | 4          | 0          |
| Vlag van Nederland    | Danilo van Roekel                  | Zomer 2024     | Amateurbasis | 9          | 0          | 0          | 0          | 0          |
| Vlag van Nederland    | Illaijh de Ruijter (O19)           | Zomer 2022     | Zomer 2027   | 4          | 0          | 0          | 0          | 0          |
| Vlag van Nederland    | Senne Steijlen (O19)               | Zomer 2019     | Zomer 2027   | 1          | 0          | 0          | 0          | 0          |
| Vlag van Nederland    | Jayden Tammes (O19)                | ?              | Amateurbasis | 2          | 0          | 0          | 1          | 0          |
| Middenvelders         |                                    |                |              |            |            |            |            |            |
| Vlag van Albanië      | Ersi Bode                          | Winter 2021/22 | Zomer 2026   | 19         | 5          | 2          | 8          | 0          |
| Vlag van Nederland    | Joey Brandt                        | ?              | Zomer 2026   | 22         | 0          | 0          | 10         | 0          |
| Vlag van Nederland    | Finn de Bruin (*)                  | Zomer 2022     | Zomer 2026   | 2          | 0          | 1          | 0          | 0          |
| Vlag van Nederland    | Sem Deri (O19)                     | Zomer 2023     | Amateurbasis | 2          | 0          | 0          | 0          | 0          |
| Vlag van Curaçao      | Calvin Gustina                     | ?              | Zomer 2025   | 0          | 0          | 0          | 0          | 0          |
| Vlag van Suriname     | Jaydavon Haas                      | Zomer 2019     | Amateurbasis | 22         | 5          | 1          | 1          | 0          |
| Vlag van Nederland    | Amin el Harchaoui (O19)            | ?              | Zomer 2025   | 2          | 0          | 0          | 0          | 0          |
| Vlag van Peru         | Kaj van Houwelingen                | Zomer 2018     | Zomer 2025   | 22         | 2          | 0          | 5          | 0          |
| Vlag van Nederland    | Irfan Karijowidjojo                | ?              | Amateurbasis | 16         | 0          | 1          | 2          | 0          |
| Vlag van Nederland    | Giovanny Simas Jesus de Pina (O19) | Zomer 2018     | Amateurbasis | 1          | 0          | 0          | 0          | 0          |
| Vlag van Turkije      | Emin Sarıgül                       | Winter 2024/25 | Amateurbasis | 7          | 1          | 0          | 0          | 0          |
| Vlag van Nederland    | Eloy van der Schee                 | Zomer 2024     | Amateurbasis | 3          | 0          | 0          | 0          | 0          |
| Vlag van Nederland    | Bram Wesseling (O19)               | Zomer 2022     | Zomer 2027   | 2          | 0          | 0          | 0          | 0          |
| Aanvallers            |                                    |                |              |            |            |            |            |            |
| Vlag van Turkije      | Hakan Argün (O19)                  | Zomer 2021     | Zomer 2027   | 1          | 0          | 0          | 0          | 0          |
| Vlag van Nederland    | Issac Dijkhuizen                   | Zomer 2023     | Zomer 2025   | 16         | 3          | 2          | 4          | 0          |
| Vlag van Nederland    | Jaynilson Geoffery                 | Zomer 2024     | Amateurbasis | 23         | 5          | 0          | 0          | 0          |
| Vlag van Nederland    | Maikey Houwaart (*)                | Zomer 2013     | Zomer 2025   | 21         | 18         | 6          | 1          | 0          |
| Vlag van Nederland    | Andrew Imade                       | Zomer 2018     | Amateurbasis | 19         | 0          | 0          | 1          | 0          |
| Vlag van Nederland    | Clydel Kigongo (O19)               | Zomer 2022     | Zomer 2027   | 2          | 1          | 0          | 0          | 0          |
| Vlag van Nederland    | Dani van Loenen (O19)              | Zomer 2016     | Amateurbasis | 2          | 1          | 0          | 0          | 0          |
| Vlag van Nederland    | Dano Lourens (*)                   | Zomer 2024     | Zomer 2025   | 5          | 3          | 0          | 0          | 0          |
| Vlag van Nederland    | Lorenzo Maasland (*)               | ?              | Zomer 2026   | 6          | 3          | 1          | 1          | 0          |
| Vlag van Zweden       | Elias Mohammad (*)                 | Zomer 2024     | Zomer 2026   | 2          | 0          | 0          | 0          | 0          |
| Vlag van Suriname     | Cheveyo Mul (O19)                  | Zomer 2022     | Amateurbasis | 2          | 0          | 0          | 0          | 0          |
| Vlag van Nederland    | Özder Özcan (O19)                  | ?              | Zomer 2025   | 8          | 0          | 0          | 0          | 0          |
| Vlag van Nederland    | Jarno Slootweg                     | Zomer 2024     | Amateurbasis | 7          | 4          | 1          | 0          | 0          |

[Alleen competitieduels zijn meegenomen in dit schema.]
|                                                  |                                                  | Naam                                             | Bij ADO sinds                                    | Contract tot                                     | Duels                                            | Goals                                            | Assists                                          | Geel                                             | Rood                                             |
| Vertrokken spelers tijdens seizoen met speeltijd | Vertrokken spelers tijdens seizoen met speeltijd | Vertrokken spelers tijdens seizoen met speeltijd | Vertrokken spelers tijdens seizoen met speeltijd | Vertrokken spelers tijdens seizoen met speeltijd | Vertrokken spelers tijdens seizoen met speeltijd | Vertrokken spelers tijdens seizoen met speeltijd | Vertrokken spelers tijdens seizoen met speeltijd | Vertrokken spelers tijdens seizoen met speeltijd | Vertrokken spelers tijdens seizoen met speeltijd |
| ------------------------------------------------ | ------------------------------------------------ | ------------------------------------------------ | ------------------------------------------------ | ------------------------------------------------ | ------------------------------------------------ | ------------------------------------------------ | ------------------------------------------------ | ------------------------------------------------ | ------------------------------------------------ |
| M                                                | Vlag van Suriname                                | Silvinho Esajas (*)                              | Zomer 2020                                       | Zomer 2025                                       | 1                                                | 0                                                | 0                                                | 1                                                | 0                                                |

Transfers:

Nieuw: Djesi Bodo, Andrew Imade, Irfan Karijowidjojo, Levi Kaijim, Caleb Kramer, Kane Miardjo (allen eigen gelederen), Jaynilson Geoffery (clubloos, voorheen Ajax), Daniel Lopes Varela (Excelsior Maassluis), Danilo van Roekel (Alphense Boys), Eloy van der Schee (SVV Scheveningen), Jarno Slootweg (K.v.v. Quick Boys).
* Tijdens seizoen: Calvin Gustina (KMSK Deinze, was verhuurd), Emin Sarıgül (Alanyaspor)
Vertrokken: Tyrese Asante (Maccabi Tel Aviv FC), Ahmed Azmi (Jong FC Utrecht), Sem Buvelot (HBS Craeyenhout), Justin Che (Brøndby IF, was gehuurd), Sofyan El Hannoudi (NAC Breda), Robyn Esajas (Fortuna Sittard, doorverhuurd aan MVV Maastricht), Enoch George (FC Lisse), Calvin Gustina (KMSK Deinze, verhuurd), Lloyd Hendriks (PEC Zwolle), Sacha Komljenovic (FC Baník Ostrava), Niels Noordhoek (Excelsior Maassluis), Nigel Owusu (FC Lisse), Gylermo Siereveld (Terrassa FC), Rafael Struick (Brisbane Roar), Elijah Velland (nnb.).
* Tijdens seizoen: Mustafa Tetik (Isparta 32 Spor)

### Technische staf
|                    | Naam                  | Functie                                  | Bij ADO sinds | Contract tot |
| ------------------ | --------------------- | ---------------------------------------- | ------------- | ------------ |
| Vlag van Nederland | Ervin Lee             | Trainer ADO Den Haag O21                 | Zomer 2023*   | Zomer 2025   |
| Vlag van Nederland | Ronald Samson         | Assistent-trainer ADO Den Haag O21       | Zomer 2021*   |              |
| Vlag van Nederland | Angelo van Loenen     | Teammanager ADO Den Haag O21             | Zomer 2021*   |              |
| Vlag van Nederland | Toby Holstein         | Materiaalverzorger ADO Den Haag O21      | Zomer 2018*   |              |
| Vlag van Nederland | Wout Slappendel       | Materiaalverzorger ADO Den Haag O21      | Zomer 2007*   |              |
| Vlag van Nederland | Bas van den Bulk      | Keeperstrainer ADO Den Haag O21          | Zomer 2024    |              |
| Vlag van Nederland | Chaly Jones           | Spitsentrainer ADO Den Haag O21          | Zomer 2023    |              |
| Vlag van Nederland | Peter Lander          | Teamleider ADO Den Haag O21              | ?             |              |
| Vlag van Nederland | Martijn van Erp       | Fysiotherapeut ADO Den Haag O21          | Zomer 2023    |              |
| Vlag van Nederland | Dominique Ebben       | Inspanningsfysioloog jeugd               | Zomer 2019    |              |
| Vlag van Nederland | Ted de Man            | Inspanningsfysioloog jeugd               | Zomer 2020    |              |
| Vlag van Nederland | Arjan van der Kaaij   | Hoofd Keepers Coach                      | Zomer 2022    |              |
| Vlag van Nederland | Jack Morauw           | Keeperstrainer jeugd                     | Zomer 2021    |              |
| Vlag van Nederland | Gerard van Ruitenburg | Technisch coördinator middenbouw         | Zomer 2020*   |              |
| Vlag van Nederland | Dennis van den Ing    | Technisch coördinator onderbouw          | Zomer 2020    |              |
| Vlag van Nederland | Frans Danen           | Coördinator jeugdscouting                | Zomer 2017*   |              |
| Vlag van Nederland | Albert van der Dussen | Performance & Operational Director Youth | April 2020    |              |
| Vlag van Nederland | Nick Boere            | Video-analist                            | Zomer 2021    |              |

### Thuis/uit-verhouding najaarscompetitie Divisie 1 2024/25
| Tegenstander  | SC Cambuur O21 (2e) | Feyenoord O21 · (1e) | Go Ahead Eagles O21 (3e) | De Graafschap O21 · (7e) | FC Groningen O21 (6e) | NAC Breda O21 · (8e) | FC Twente / Heracles O21 (4e) | Totaal (5e) |
| ------------- | ------------------- | -------------------- | ------------------------ | ------------------------ | --------------------- | -------------------- | ----------------------------- | ----------- |
| ADO O21 thuis | 2 - 1               | 2 - 3                | 1 - 6                    | 0 - 0                    | 3 - 1                 | 4 - 1                | 4 - 6                         | 10          |
| ADO O21 uit   | 2 - 1               | 8 - 1                | 1 - 1                    | 1 - 2                    | 3 - 0                 | 1 - 6                | 2 - 2                         | 8           |
| Punten totaal | 3                   | 0                    | 1                        | 4                        | 3                     | 6                    | 1                             | 18          |

### Thuis/uit-verhouding voorjaarscompetitie Divisie 1 2024/25
| Tegenstander  | SC Cambuur O21 · (1e) | Feyenoord O21 (5e) | Go Ahead Eagles O21 (4e) | FC Groningen O21 (6e) | PEC Zwolle O21 (3e) | FC Twente / Heracles O21 (2e) | Vitesse O21 · (7e) | Totaal · (8e) |
| ------------- | --------------------- | ------------------ | ------------------------ | --------------------- | ------------------- | ----------------------------- | ------------------ | ------------- |
| ADO O21 thuis | 3 - 1                 | 1 - 2              | 1 - 1                    | 2 - 4                 | 1 - 2               | 3 - 3                         | 4 - 0              | 8             |
| ADO O21 uit   | 5 - 0                 | 2 - 1              | 6 - 4                    | 3 - 3                 | 6 - 2               | 2 - 1                         | 1 - 1              | 2             |
| Punten totaal | 3                     | 0                  | 1                        | 1                     | 0                   | 1                             | 4                  | 10            |

### Bekertoernooi ADO Den Haag Onder 21 2024/25
| Ronde   | Voorronde        | Tussenronde      | Achtste finale | Kwartfinale | Halve finale | Finale |
| ------- | ---------------- | ---------------- | -------------- | ----------- | ------------ | ------ |
| Thuis   | ADO Den Haag O21 | SC Cambuur O21   | /              | /           | /            | /      |
| Uit     | N.E.C. O21       | ADO Den Haag O21 | /              | /           | /            | /      |
| Uitslag | 3 - 1            | 1 - 0            | /              | /           | /            | /      |

### Uitslagen ADO Den Haag Onder 21
| Comp.        | Wedstrijd | Wedstrijd                                     | Opstelling | Scoreverloop |
| ------------ | --- | --------------------------------------------- | --- | --- |
| Oefen        | FC Eindhoven O21 - ADO Den Haag O21 | FC Eindhoven O21 - ADO Den Haag O21           | 1e helft: De Koning (31' Kramer) - Van Roekel, Payne, Heesen, Boakye - Van Houwelingen, Gustina - Dijkhuizen, Haas, Maasland - Slootweg 2e helft: Kramer (61' Kaijim) - Lopes Varela, Does, Miardjo, Özen - Gomes Landim, Karijowidjojo, Gustina (61' Van Houwelingen / 78' Haas), Van der Schee - Imade, Geoffery | Goals: 0-1 Haas (Slootweg), 1-1 Sotens, 2-1 Erkelens, 2-2 Haas (Imade), 3-2 Erkelens |
| Oefen        | 3 - 2 | Za. 29 juni 2024, 13:45 uur                   | 1e helft: De Koning (31' Kramer) - Van Roekel, Payne, Heesen, Boakye - Van Houwelingen, Gustina - Dijkhuizen, Haas, Maasland - Slootweg 2e helft: Kramer (61' Kaijim) - Lopes Varela, Does, Miardjo, Özen - Gomes Landim, Karijowidjojo, Gustina (61' Van Houwelingen / 78' Haas), Van der Schee - Imade, Geoffery | Goals: 0-1 Haas (Slootweg), 1-1 Sotens, 2-1 Erkelens, 2-2 Haas (Imade), 3-2 Erkelens |
| Oefen        | Jan Louwers Stadion, verslag, S: Rik Gevers |                                               | 1e helft: De Koning (31' Kramer) - Van Roekel, Payne, Heesen, Boakye - Van Houwelingen, Gustina - Dijkhuizen, Haas, Maasland - Slootweg 2e helft: Kramer (61' Kaijim) - Lopes Varela, Does, Miardjo, Özen - Gomes Landim, Karijowidjojo, Gustina (61' Van Houwelingen / 78' Haas), Van der Schee - Imade, Geoffery | Goals: 0-1 Haas (Slootweg), 1-1 Sotens, 2-1 Erkelens, 2-2 Haas (Imade), 3-2 Erkelens |
| Oefen        | ADO Den Haag O21 - FC Dordrecht O21 | ADO Den Haag O21 - FC Dordrecht O21           | Kramer (46' Kaijim) - Lopes Varela (46' Gomes Landim), Van Roekel, Miardjo, Van der Schee (72' Brandt) - Brandt (46' El Harchaoui), Haas, Gustina (46' Van Houwelingen) - Kastaneer*, Imade (65' Gustina), Geoffery (46' Veldman*)                                                                                 | Goals: 1-0 Kastaneer (Haas), 2-0 Veldman (v.t.) |
| Oefen        | 2 - 0 | Za. 6 juli 2024, 15:00 uur                    | Kramer (46' Kaijim) - Lopes Varela (46' Gomes Landim), Van Roekel, Miardjo, Van der Schee (72' Brandt) - Brandt (46' El Harchaoui), Haas, Gustina (46' Van Houwelingen) - Kastaneer*, Imade (65' Gustina), Geoffery (46' Veldman*)                                                                                 | Goals: 1-0 Kastaneer (Haas), 2-0 Veldman (v.t.) |
| Oefen        | Sportcomplex De Aftrap, verslag, S: Niko Rachwal |                                               | Kramer (46' Kaijim) - Lopes Varela (46' Gomes Landim), Van Roekel, Miardjo, Van der Schee (72' Brandt) - Brandt (46' El Harchaoui), Haas, Gustina (46' Van Houwelingen) - Kastaneer*, Imade (65' Gustina), Geoffery (46' Veldman*)                                                                                 | Goals: 1-0 Kastaneer (Haas), 2-0 Veldman (v.t.) |
| Oefen        | Excelsior Rotterdam O21 - ADO Den Haag O21 | Excelsior Rotterdam O21 - ADO Den Haag O21    | Basis: Kramer - Lopes Varela, Bodo, Brouwer, Deri - Bode, Steijlen, Tammes - Haas, Wesseling, Geoffery Wissels: Kaijim, De Koning, Gomes Landim, Özen, Miardjo, Van Roekel, Van Houwelingen, Brandt, Gustina, George*, Imade, Velland*, Kigongo                                                                    | Goals: O.a. Wesseling, Geoffery, Haas |
| Oefen        | 6 - 3 | Za. 27 juli 2024, 14:30 uur                   | Basis: Kramer - Lopes Varela, Bodo, Brouwer, Deri - Bode, Steijlen, Tammes - Haas, Wesseling, Geoffery Wissels: Kaijim, De Koning, Gomes Landim, Özen, Miardjo, Van Roekel, Van Houwelingen, Brandt, Gustina, George*, Imade, Velland*, Kigongo                                                                    | Goals: O.a. Wesseling, Geoffery, Haas |
| Oefen        | Van Donge & De Roo Stadion, verslag |                                               | Basis: Kramer - Lopes Varela, Bodo, Brouwer, Deri - Bode, Steijlen, Tammes - Haas, Wesseling, Geoffery Wissels: Kaijim, De Koning, Gomes Landim, Özen, Miardjo, Van Roekel, Van Houwelingen, Brandt, Gustina, George*, Imade, Velland*, Kigongo                                                                    | Goals: O.a. Wesseling, Geoffery, Haas |
|              | Van 5 tot 10 augustus vond het Haagse IM Cees IJspelder-toernooi plaats. Vanwege blessures (Gomes Landim, Haas, Kaijim, Lopes Varela, Van Roekel, Van der Schee, Özen) en het doorstromen van verschillende spelers naar het eerste elftal (Boakye, Does, Dijkhuizen, Heesen, Maasland, Payne) speelden ADO dit toernooi voornamelijk met O19-spelers.                                          |                                               | | |
| Oefen        | ADO Den Haag O21 - TAC '90 | ADO Den Haag O21 - TAC '90                    | Eekhout (46' Blans) - Melief (46' De Ruiter), Danhof (46' Goedewacht), Tammes, Steijlen (46' Bodo) - El Harchaoui (46' Deri), Argün (46' Mul), Van Beek(46' Jordense), Kigongo (46' Traki) - De Pina (46' Wesseling), Van Loenen (65' Argün)                                                                       | Goals: 1-0 Argün, 2-0 Kigongo, 3-0 De Pina (v.t.), 3-1 Ousrouti, 4-1 De Pina (Van Loenen), 4-2 Labordus, 5-2 De Pina (Steijlen), 6-2 Steijlen (Van Beek), 7-2 Wesseling, 8-2 Mul (Argün), 9-2 Traki |
| Oefen        | 9 - 2 | Di. 6 augustus 2024, 20:00 uur                | Eekhout (46' Blans) - Melief (46' De Ruiter), Danhof (46' Goedewacht), Tammes, Steijlen (46' Bodo) - El Harchaoui (46' Deri), Argün (46' Mul), Van Beek(46' Jordense), Kigongo (46' Traki) - De Pina (46' Wesseling), Van Loenen (65' Argün)                                                                       | Goals: 1-0 Argün, 2-0 Kigongo, 3-0 De Pina (v.t.), 3-1 Ousrouti, 4-1 De Pina (Van Loenen), 4-2 Labordus, 5-2 De Pina (Steijlen), 6-2 Steijlen (Van Beek), 7-2 Wesseling, 8-2 Mul (Argün), 9-2 Traki |
| Oefen        | Haagsche Dynamiek, verslag |                                               | Eekhout (46' Blans) - Melief (46' De Ruiter), Danhof (46' Goedewacht), Tammes, Steijlen (46' Bodo) - El Harchaoui (46' Deri), Argün (46' Mul), Van Beek(46' Jordense), Kigongo (46' Traki) - De Pina (46' Wesseling), Van Loenen (65' Argün)                                                                       | Goals: 1-0 Argün, 2-0 Kigongo, 3-0 De Pina (v.t.), 3-1 Ousrouti, 4-1 De Pina (Van Loenen), 4-2 Labordus, 5-2 De Pina (Steijlen), 6-2 Steijlen (Van Beek), 7-2 Wesseling, 8-2 Mul (Argün), 9-2 Traki |
| Oefen        | ADO Den Haag O21 - H.V. & C.V. Quick | ADO Den Haag O21 - H.V. & C.V. Quick          | De Koning (46' Kramer) - Melief, Tammes, Miardjo (33' Brandt), Steijlen - Karijowidjojo (73' Van Houwelingen), De Pina (46' Bode), Van Houwelingen (46' Gustina) - Imade (59' Velland), Slootweg (59' George), Geoffery                                                                                            | Goals: 1-0 Slootweg (Geoffery), 2-0 Karijowidjojo (Steijlen), 2-1 Abdoel, 2-2 Sambo, 3-2 Geoffery (Steijlen, v.t.), 4-2 George |
| Oefen        | 4 - 2 | Za. 10 augustus 2024, 13:30 uur               | De Koning (46' Kramer) - Melief, Tammes, Miardjo (33' Brandt), Steijlen - Karijowidjojo (73' Van Houwelingen), De Pina (46' Bode), Van Houwelingen (46' Gustina) - Imade (59' Velland), Slootweg (59' George), Geoffery                                                                                            | Goals: 1-0 Slootweg (Geoffery), 2-0 Karijowidjojo (Steijlen), 2-1 Abdoel, 2-2 Sambo, 3-2 Geoffery (Steijlen, v.t.), 4-2 George |
| Oefen        | Haagsche Dynamiek, verslag |                                               | De Koning (46' Kramer) - Melief, Tammes, Miardjo (33' Brandt), Steijlen - Karijowidjojo (73' Van Houwelingen), De Pina (46' Bode), Van Houwelingen (46' Gustina) - Imade (59' Velland), Slootweg (59' George), Geoffery                                                                                            | Goals: 1-0 Slootweg (Geoffery), 2-0 Karijowidjojo (Steijlen), 2-1 Abdoel, 2-2 Sambo, 3-2 Geoffery (Steijlen, v.t.), 4-2 George |
| Oefen        | FC Den Bosch O21 - ADO Den Haag O21 | FC Den Bosch O21 - ADO Den Haag O21           | Kramer (46' De Koning) - Roekel (46' Polley*), Heesen (60' Gomes Landim), Miardjo (46' Van Houwelingen), Özen (46' Gustina) - Karijowidjojo (66' Özen), Brandt, Bode - Dijkhuizen (76' Geoffery), Houwaart (60' Slootweg), Geoffery (46' Imade)                                                                    | Goals: 1-0 Boumassaouidi, 2-0 Elouansaidi, 3-0 Boumassaouidi, 4-0 Rogers |
| Oefen        | 4 - 0 | Za. 17 augustus 2024, 15:00 uur               | Kramer (46' De Koning) - Roekel (46' Polley*), Heesen (60' Gomes Landim), Miardjo (46' Van Houwelingen), Özen (46' Gustina) - Karijowidjojo (66' Özen), Brandt, Bode - Dijkhuizen (76' Geoffery), Houwaart (60' Slootweg), Geoffery (46' Imade)                                                                    | Goals: 1-0 Boumassaouidi, 2-0 Elouansaidi, 3-0 Boumassaouidi, 4-0 Rogers |
| Oefen        | Stadion De Vliert, verslag |                                               | Kramer (46' De Koning) - Roekel (46' Polley*), Heesen (60' Gomes Landim), Miardjo (46' Van Houwelingen), Özen (46' Gustina) - Karijowidjojo (66' Özen), Brandt, Bode - Dijkhuizen (76' Geoffery), Houwaart (60' Slootweg), Geoffery (46' Imade)                                                                    | Goals: 1-0 Boumassaouidi, 2-0 Elouansaidi, 3-0 Boumassaouidi, 4-0 Rogers |
| KNVB Beker   | ADO Den Haag O21 - N.E.C. O21 | ADO Den Haag O21 - N.E.C. O21                 | Wentges - Does, Heesen, Hokke, Özen (62' Slootweg) - Brandt , Van Houwelingen, Karijowidjojo (46' Geoffery) - Dijkhuizen, Houwaart (62' Bodo), Maasland (72' Gomes Landim) | Goals: 0-1 Mohamedhoesein (pen. 45'), 1-1 Dijkhuizen (Houwaart 51'), 2-1 Slootweg (Gomes Landim 77'), 3-1 Van Houwelingen (79') |
| KNVB Beker   | 3 - 1 | Za. 24 augustus 2024, 15:00 uur. Eerste ronde | Wentges - Does, Heesen, Hokke, Özen (62' Slootweg) - Brandt , Van Houwelingen, Karijowidjojo (46' Geoffery) - Dijkhuizen, Houwaart (62' Bodo), Maasland (72' Gomes Landim) | Goals: 0-1 Mohamedhoesein (pen. 45'), 1-1 Dijkhuizen (Houwaart 51'), 2-1 Slootweg (Gomes Landim 77'), 3-1 Van Houwelingen (79') |
| KNVB Beker   | Sportcomplex De Aftrap, verslag, S: Arthur Ebink |                                               | Wentges - Does, Heesen, Hokke, Özen (62' Slootweg) - Brandt , Van Houwelingen, Karijowidjojo (46' Geoffery) - Dijkhuizen, Houwaart (62' Bodo), Maasland (72' Gomes Landim) | Goals: 0-1 Mohamedhoesein (pen. 45'), 1-1 Dijkhuizen (Houwaart 51'), 2-1 Slootweg (Gomes Landim 77'), 3-1 Van Houwelingen (79') |
| (NC) Comp. 1 | De Graafschap O21 - ADO Den Haag O21 | De Graafschap O21 - ADO Den Haag O21          | Wentges - Does, Heesen, Miardjo (59' Özen), Brouwer (59' Gomes Landim) - Brandt , Van Houwelingen, Bode (59' Geoffery) - Dijkhuizen (75' Van Roekel), Houwaart, Maasland (75' Slootweg) | Goals: 0-1 Maasland (pen. 5'), 1-1 Bluijssen (61'), 1-2 Slootweg (Gomes Landim 87') Kaarten: Brouwer (25'), Miardjo (27'), Heesen (72'), Van Loenen (staf 85') |
| (NC) Comp. 1 | 1 - 2 | Za. 31 augustus 2024, 15:00 uur. Stand: 3e    | Wentges - Does, Heesen, Miardjo (59' Özen), Brouwer (59' Gomes Landim) - Brandt , Van Houwelingen, Bode (59' Geoffery) - Dijkhuizen (75' Van Roekel), Houwaart, Maasland (75' Slootweg) | Goals: 0-1 Maasland (pen. 5'), 1-1 Bluijssen (61'), 1-2 Slootweg (Gomes Landim 87') Kaarten: Brouwer (25'), Miardjo (27'), Heesen (72'), Van Loenen (staf 85') |
| (NC) Comp. 1 | Sportcomplex De Bezelhorst, verslag, S: Luc Tissingh |                                               | Wentges - Does, Heesen, Miardjo (59' Özen), Brouwer (59' Gomes Landim) - Brandt , Van Houwelingen, Bode (59' Geoffery) - Dijkhuizen (75' Van Roekel), Houwaart, Maasland (75' Slootweg) | Goals: 0-1 Maasland (pen. 5'), 1-1 Bluijssen (61'), 1-2 Slootweg (Gomes Landim 87') Kaarten: Brouwer (25'), Miardjo (27'), Heesen (72'), Van Loenen (staf 85') |
| Comp. 2      | Go Ahead Eagles O21 - ADO Den Haag O21 | Go Ahead Eagles O21 - ADO Den Haag O21        | Wentges - Gomes Landim, Tammes, Miardjo (59' Van Roekel), Özen (76. Lopes Varela) - Brandt , Haas (46. Imade), Van Houwelingen - Dijkhuizen, Slootweg, Geoffery (59' Özcan) | Goals: 1-0 Opdam (Boakye 9'), 1-1 Slootweg (32') Kaarten: Özen (54'), Brandt (57') |
| Comp. 2      | 1 - 1 | Za. 7 september 2024, 15:00 uur. Stand: 1e    | Wentges - Gomes Landim, Tammes, Miardjo (59' Van Roekel), Özen (76. Lopes Varela) - Brandt , Haas (46. Imade), Van Houwelingen - Dijkhuizen, Slootweg, Geoffery (59' Özcan) | Goals: 1-0 Opdam (Boakye 9'), 1-1 Slootweg (32') Kaarten: Özen (54'), Brandt (57') |
| Comp. 2      | Sportpark Zuiderlaan, verslag, S: Koen Molenaar |                                               | Wentges - Gomes Landim, Tammes, Miardjo (59' Van Roekel), Özen (76. Lopes Varela) - Brandt , Haas (46. Imade), Van Houwelingen - Dijkhuizen, Slootweg, Geoffery (59' Özcan) | Goals: 1-0 Opdam (Boakye 9'), 1-1 Slootweg (32') Kaarten: Özen (54'), Brandt (57') |
| Comp. 3      | ADO Den Haag O21 - FC Groningen O21 | ADO Den Haag O21 - FC Groningen O21           | Nikiema (46' De Koning) - Does, Payne (46' Karijowidjojo), Heesen , Miardjo - Bode (80' Gomes Landim), Van Houwelingen, Haas (63' Özen) - Dijkhuizen, Slootweg, Geoffrey (63' Özcan) | Goals: 1-0 Bouland (e.d. 17'), 2-0 Dijkhuizen (Heesen 32'), 3-0 Slootweg (Bode 59'), 3-1 Oosterhof (66') Kaarten: Bode (62'), Gomes Landim (90+1') |
| Comp. 3      | 3 - 1 | Za. 14 september 2024, 12:30 uur. Stand: 1e   | Nikiema (46' De Koning) - Does, Payne (46' Karijowidjojo), Heesen , Miardjo - Bode (80' Gomes Landim), Van Houwelingen, Haas (63' Özen) - Dijkhuizen, Slootweg, Geoffrey (63' Özcan) | Goals: 1-0 Bouland (e.d. 17'), 2-0 Dijkhuizen (Heesen 32'), 3-0 Slootweg (Bode 59'), 3-1 Oosterhof (66') Kaarten: Bode (62'), Gomes Landim (90+1') |
| Comp. 3      | Sportcomplex De Aftrap, verslag, S: Maurick van Dijk |                                               | Nikiema (46' De Koning) - Does, Payne (46' Karijowidjojo), Heesen , Miardjo - Bode (80' Gomes Landim), Van Houwelingen, Haas (63' Özen) - Dijkhuizen, Slootweg, Geoffrey (63' Özcan) | Goals: 1-0 Bouland (e.d. 17'), 2-0 Dijkhuizen (Heesen 32'), 3-0 Slootweg (Bode 59'), 3-1 Oosterhof (66') Kaarten: Bode (62'), Gomes Landim (90+1') |
| Oefen        | VV Katwijk - ADO Den Haag O21 | VV Katwijk - ADO Den Haag O21                 | De Koning - Lopes Varela (81' Does), Van Roekel, Payne (46' Heesen), Özen - Karijowidjojo, Gomes Landim, Van der Schee ( 46' Bode) - Imade, Haas (71' Dijkhuizen), Geoffrey (46' Özcan) | Goals: 1-0 Hardijk (8'), 2-0 Mercera (65'), 3-0 Kok (pen. 67'), 4-0 Van der Hoorn (Mercera 82'), 5-0 Mercera (85') |
| Oefen        | 5 - 0 | Di. 17 september 2024, 20:00 uur              | De Koning - Lopes Varela (81' Does), Van Roekel, Payne (46' Heesen), Özen - Karijowidjojo, Gomes Landim, Van der Schee ( 46' Bode) - Imade, Haas (71' Dijkhuizen), Geoffrey (46' Özcan) | Goals: 1-0 Hardijk (8'), 2-0 Mercera (65'), 3-0 Kok (pen. 67'), 4-0 Van der Hoorn (Mercera 82'), 5-0 Mercera (85') |
| Oefen        | Sportpark De Krom, verslag |                                               | De Koning - Lopes Varela (81' Does), Van Roekel, Payne (46' Heesen), Özen - Karijowidjojo, Gomes Landim, Van der Schee ( 46' Bode) - Imade, Haas (71' Dijkhuizen), Geoffrey (46' Özcan) | Goals: 1-0 Hardijk (8'), 2-0 Mercera (65'), 3-0 Kok (pen. 67'), 4-0 Van der Hoorn (Mercera 82'), 5-0 Mercera (85') |
| Comp. 4      | ADO Den Haag O21 - FC Twente / Heracles O21 | ADO Den Haag O21 - FC Twente / Heracles O21   | Wentges - Payne (75' Bode), Heesen, Miardjo ( 82' Gomes Landim), Boakye - Brandt (61' Karijowidjojo), Haas, Van Houwelingen - Dijkhuizen (75' Slootweg), Houwaart, Maasland (61' Geoffery) | Goals: 1-0 Boakye (3'), 2-0 Houwaart (Maasland 8'), 2-1 Martina (Van Oorschot 24'), 3-1 Houwaart (46'), 3-2 Baafi (52'), 3-3 Martina (65'), 3-4 Baafi (66'), 3-5 Slagveer (72'), 3-6 Rots (80'), 4-6 Haas (Slootweg 85') Kaarten: Maasland (26'), Dijkhuizen (33'), Boakye (45'), Brandt (52'), Bode (79') |
| Comp. 4      | 4 - 6 | Za. 21 september 2024, 15:00 uur. Stand: 3e   | Wentges - Payne (75' Bode), Heesen, Miardjo ( 82' Gomes Landim), Boakye - Brandt (61' Karijowidjojo), Haas, Van Houwelingen - Dijkhuizen (75' Slootweg), Houwaart, Maasland (61' Geoffery) | Goals: 1-0 Boakye (3'), 2-0 Houwaart (Maasland 8'), 2-1 Martina (Van Oorschot 24'), 3-1 Houwaart (46'), 3-2 Baafi (52'), 3-3 Martina (65'), 3-4 Baafi (66'), 3-5 Slagveer (72'), 3-6 Rots (80'), 4-6 Haas (Slootweg 85') Kaarten: Maasland (26'), Dijkhuizen (33'), Boakye (45'), Brandt (52'), Bode (79') |
| Comp. 4      | Sportcomplex De Aftrap, verslag, S: Youri Kuipers |                                               | Wentges - Payne (75' Bode), Heesen, Miardjo ( 82' Gomes Landim), Boakye - Brandt (61' Karijowidjojo), Haas, Van Houwelingen - Dijkhuizen (75' Slootweg), Houwaart, Maasland (61' Geoffery) | Goals: 1-0 Boakye (3'), 2-0 Houwaart (Maasland 8'), 2-1 Martina (Van Oorschot 24'), 3-1 Houwaart (46'), 3-2 Baafi (52'), 3-3 Martina (65'), 3-4 Baafi (66'), 3-5 Slagveer (72'), 3-6 Rots (80'), 4-6 Haas (Slootweg 85') Kaarten: Maasland (26'), Dijkhuizen (33'), Boakye (45'), Brandt (52'), Bode (79') |
| Comp. 5      | NAC Breda O21 - ADO Den Haag O21 | NAC Breda O21 - ADO Den Haag O21              | De Koning - Payne, Does, Heesen, Boakye - Bode, Brandt , Van Houwelingen (71' Haas) - Dijkhuizen, Houwaart (87' Slootweg), Maasland (87' Geoffery) | Goals: 0-1 Houwaart (22'), 1-1 Grabovac (28'), 1-2 Maasland (41'), 1-3 Bode (50'), 1-4 Houwaart (59'), 1-5 Dijkhuizen (76'), 1-6 Slootweg (90') Kaarten: Does (35'), Boakye (65'), Payne (84') |
| Comp. 5      | 1 - 6 | Za. 28 september 2024, 14:45 uur. Stand: 1e   | De Koning - Payne, Does, Heesen, Boakye - Bode, Brandt , Van Houwelingen (71' Haas) - Dijkhuizen, Houwaart (87' Slootweg), Maasland (87' Geoffery) | Goals: 0-1 Houwaart (22'), 1-1 Grabovac (28'), 1-2 Maasland (41'), 1-3 Bode (50'), 1-4 Houwaart (59'), 1-5 Dijkhuizen (76'), 1-6 Slootweg (90') Kaarten: Does (35'), Boakye (65'), Payne (84') |
| Comp. 5      | Sportpark Heksenwiel, verslag, S: Sterre Bijlsma |                                               | De Koning - Payne, Does, Heesen, Boakye - Bode, Brandt , Van Houwelingen (71' Haas) - Dijkhuizen, Houwaart (87' Slootweg), Maasland (87' Geoffery) | Goals: 0-1 Houwaart (22'), 1-1 Grabovac (28'), 1-2 Maasland (41'), 1-3 Bode (50'), 1-4 Houwaart (59'), 1-5 Dijkhuizen (76'), 1-6 Slootweg (90') Kaarten: Does (35'), Boakye (65'), Payne (84') |
| Comp. 6      | ADO Den Haag O21 - Feyenoord O21 | ADO Den Haag O21 - Feyenoord O21              | De Koning - Does, Heesen, Brandt , Boakye - Bode, Haas (74' Geoffrey), Van Houwelingen - Dijkhuizen (46' Gomes Landim), Houwaart, Maasland (59' Slootweg) | Goals: 0-1 De Bie (pen. 35'), 1-1 Haas (45'), 1-2 Zechiël (Rais 55'), 1-3 Rais (80'), 2-3 Van Houwelingen (83') Kaarten: Does (10', 45-2'), Bode (73'), Boakye (90+4') |
| Comp. 6      | 2 - 3 | Za. 5 oktober 2024, 15:00 uur. Stand: 3e      | De Koning - Does, Heesen, Brandt , Boakye - Bode, Haas (74' Geoffrey), Van Houwelingen - Dijkhuizen (46' Gomes Landim), Houwaart, Maasland (59' Slootweg) | Goals: 0-1 De Bie (pen. 35'), 1-1 Haas (45'), 1-2 Zechiël (Rais 55'), 1-3 Rais (80'), 2-3 Van Houwelingen (83') Kaarten: Does (10', 45-2'), Bode (73'), Boakye (90+4') |
| Comp. 6      | Sportcomplex De Aftrap, verslag, S: Omar Khalifa |                                               | De Koning - Does, Heesen, Brandt , Boakye - Bode, Haas (74' Geoffrey), Van Houwelingen - Dijkhuizen (46' Gomes Landim), Houwaart, Maasland (59' Slootweg) | Goals: 0-1 De Bie (pen. 35'), 1-1 Haas (45'), 1-2 Zechiël (Rais 55'), 1-3 Rais (80'), 2-3 Van Houwelingen (83') Kaarten: Does (10', 45-2'), Bode (73'), Boakye (90+4') |
| Comp. 7      | SC Cambuur O21 - ADO Den Haag O21 | SC Cambuur O21 - ADO Den Haag O21             | De Koning - Gomes Landim, Tammes, Karijowidjojo (62' Haas), Özen - Bode (67' Imade), Brandt , Van Houwelingen - Dijkhuizen, Slootweg ( 90' Goedewacht), Geoffery | Goals: 0-1 Bode (Dijkhuizen 3'), 1-1 Van der Veen (Bakkati 7'), 2-1 Henstra (90+3') Kaarten: Karijowidjojo (22'), Bode (30'), Tammes (45'), Dijkhuizen (70') |
| Comp. 7      | 2 - 1 | Za. 12 oktober 2024, 14:00 uur. Stand: 3e     | De Koning - Gomes Landim, Tammes, Karijowidjojo (62' Haas), Özen - Bode (67' Imade), Brandt , Van Houwelingen - Dijkhuizen, Slootweg ( 90' Goedewacht), Geoffery | Goals: 0-1 Bode (Dijkhuizen 3'), 1-1 Van der Veen (Bakkati 7'), 2-1 Henstra (90+3') Kaarten: Karijowidjojo (22'), Bode (30'), Tammes (45'), Dijkhuizen (70') |
| Comp. 7      | Cambuurstadion, verslag, S: Geert den Ouden |                                               | De Koning - Gomes Landim, Tammes, Karijowidjojo (62' Haas), Özen - Bode (67' Imade), Brandt , Van Houwelingen - Dijkhuizen, Slootweg ( 90' Goedewacht), Geoffery | Goals: 0-1 Bode (Dijkhuizen 3'), 1-1 Van der Veen (Bakkati 7'), 2-1 Henstra (90+3') Kaarten: Karijowidjojo (22'), Bode (30'), Tammes (45'), Dijkhuizen (70') |
| Comp. 8      | ADO Den Haag O21 - De Graafschap O21 | ADO Den Haag O21 - De Graafschap O21          | De Koning - Lopes Varela, Does, Özen, Brouwer (75' Goedewacht) - Bode, Brandt , Van Houwelingen - Dijkhuizen, Houwaart (60' Karijowidjojo), Geoffrey | Kaarten: Van Houwelingen (33'), Brandt (45+1') |
| Comp. 8      | 0 - 0 | Za. 19 oktober 2024, 15:00 uur. Stand: 3e     | De Koning - Lopes Varela, Does, Özen, Brouwer (75' Goedewacht) - Bode, Brandt , Van Houwelingen - Dijkhuizen, Houwaart (60' Karijowidjojo), Geoffrey | Kaarten: Van Houwelingen (33'), Brandt (45+1') |
| Comp. 8      | Sportcomplex De Aftrap, verslag, S: Bas van Dongen |                                               | De Koning - Lopes Varela, Does, Özen, Brouwer (75' Goedewacht) - Bode, Brandt , Van Houwelingen - Dijkhuizen, Houwaart (60' Karijowidjojo), Geoffrey | Kaarten: Van Houwelingen (33'), Brandt (45+1') |
| KNVB Beker   | SC Cambuur O21 - ADO Den Haag O21 | SC Cambuur O21 - ADO Den Haag O21             | Kramer - Lopes Varela ( 49' Danhof), Does, Özen, Bodo - Bode, Brandt (83' Karijowidjojo), Van Houwelingen (83' Gomes Landim) - Dijkhuizen (73' Haas), Özcan, Geoffery | Goals: 1-0 Henstra (Van der Veen 89') Kaarten: Bodo (40'), Samson (staf 45'), Does (90+1') |
| KNVB Beker   | 1 - 0 | Za. 26 oktober 2024, 14:00 uur. Tweede ronde  | Kramer - Lopes Varela ( 49' Danhof), Does, Özen, Bodo - Bode, Brandt (83' Karijowidjojo), Van Houwelingen (83' Gomes Landim) - Dijkhuizen (73' Haas), Özcan, Geoffery | Goals: 1-0 Henstra (Van der Veen 89') Kaarten: Bodo (40'), Samson (staf 45'), Does (90+1') |
| KNVB Beker   | Cambuurstadion, verslag, S: Rik Berends |                                               | Kramer - Lopes Varela ( 49' Danhof), Does, Özen, Bodo - Bode, Brandt (83' Karijowidjojo), Van Houwelingen (83' Gomes Landim) - Dijkhuizen (73' Haas), Özcan, Geoffery | Goals: 1-0 Henstra (Van der Veen 89') Kaarten: Bodo (40'), Samson (staf 45'), Does (90+1') |
| Comp. 9      | FC Twente / Heracles O21 - ADO Den Haag O21 | FC Twente / Heracles O21 - ADO Den Haag O21   | Van de Riet - De Ruijter (72' Heesen), Does, Özen (79' Imade) - Bode, Brandt , Karijowidjojo (79' Payne), Haas - Dijkhuizen (63' Gomes Landim), Houwaart, Geoffery | Goals: 1-0 Ribbers (10'), 1-1 Bode (12'), 2-1 Ribbers (23'), 2-2 Geoffery (90+1') Kaarten: Brandt (30') |
| Comp. 9      | 0 - 0 | Za. 2 november 2024, 12:30 uur. Stand: 4e     | Van de Riet - De Ruijter (72' Heesen), Does, Özen (79' Imade) - Bode, Brandt , Karijowidjojo (79' Payne), Haas - Dijkhuizen (63' Gomes Landim), Houwaart, Geoffery | Goals: 1-0 Ribbers (10'), 1-1 Bode (12'), 2-1 Ribbers (23'), 2-2 Geoffery (90+1') Kaarten: Brandt (30') |
| Comp. 9      | FC Twente-trainingscentrum, verslag, S: Steve Janssen |                                               | Van de Riet - De Ruijter (72' Heesen), Does, Özen (79' Imade) - Bode, Brandt , Karijowidjojo (79' Payne), Haas - Dijkhuizen (63' Gomes Landim), Houwaart, Geoffery | Goals: 1-0 Ribbers (10'), 1-1 Bode (12'), 2-1 Ribbers (23'), 2-2 Geoffery (90+1') Kaarten: Brandt (30') |
| Comp. 10     | ADO Den Haag O21 - NAC Breda O21 | ADO Den Haag O21 - NAC Breda O21              | De Koning - Does, Heesen (46' Payne), Boakye (60' Özen) - Bode, Brandt , Karijowidjojo, Haas - Dijkhuizen (77' Imade), Houwaart (60' Geoffrey), Maasland (60' Gomes Landim) | Goals: 1-0 De Laat (eigen goal 6'), 2-0 Maasland (Dijkhuizen 31'), 3-0 Geoffery (Karijowidjojo, v.t. 73'), 4-0 Geoffery (86'), 4-1 El Moussaoui (90+2') Kaarten: Dijkhuizen (69') |
| Comp. 10     | 4 - 1 | Za. 9 november 2024, 15:00 uur. Stand: 2e     | De Koning - Does, Heesen (46' Payne), Boakye (60' Özen) - Bode, Brandt , Karijowidjojo, Haas - Dijkhuizen (77' Imade), Houwaart (60' Geoffrey), Maasland (60' Gomes Landim) | Goals: 1-0 De Laat (eigen goal 6'), 2-0 Maasland (Dijkhuizen 31'), 3-0 Geoffery (Karijowidjojo, v.t. 73'), 4-0 Geoffery (86'), 4-1 El Moussaoui (90+2') Kaarten: Dijkhuizen (69') |
| Comp. 10     | Sportcomplex De Aftrap, verslag, S: Preston Henshuijs |                                               | De Koning - Does, Heesen (46' Payne), Boakye (60' Özen) - Bode, Brandt , Karijowidjojo, Haas - Dijkhuizen (77' Imade), Houwaart (60' Geoffrey), Maasland (60' Gomes Landim) | Goals: 1-0 De Laat (eigen goal 6'), 2-0 Maasland (Dijkhuizen 31'), 3-0 Geoffery (Karijowidjojo, v.t. 73'), 4-0 Geoffery (86'), 4-1 El Moussaoui (90+2') Kaarten: Dijkhuizen (69') |
| Comp. 11     | ADO Den Haag O21 - SC Cambuur O21 | ADO Den Haag O21 - SC Cambuur O21             | Van de Riet - Does, Payne, Özen - Van Houwelingen, Brandt , Karijowidjojo, Geoffery (84' Lopes Varela) - Dijkhuizen, Özcan (61' Imade), Haas (61' Mul) | Goals: 1-0 Haas (16'), 2-0 Haas (45'), 2-1 Potma (50') Kaarten: Dijkhuizen (75'), Van Houwelingen (81') |
| Comp. 11     | 2 - 1 | Za. 23 november 2024, 15:00 uur. Stand: 2e    | Van de Riet - Does, Payne, Özen - Van Houwelingen, Brandt , Karijowidjojo, Geoffery (84' Lopes Varela) - Dijkhuizen, Özcan (61' Imade), Haas (61' Mul) | Goals: 1-0 Haas (16'), 2-0 Haas (45'), 2-1 Potma (50') Kaarten: Dijkhuizen (75'), Van Houwelingen (81') |
| Comp. 11     | Sportcomplex De Aftrap, verslag, S: Giovanni Verhoeve |                                               | Van de Riet - Does, Payne, Özen - Van Houwelingen, Brandt , Karijowidjojo, Geoffery (84' Lopes Varela) - Dijkhuizen, Özcan (61' Imade), Haas (61' Mul) | Goals: 1-0 Haas (16'), 2-0 Haas (45'), 2-1 Potma (50') Kaarten: Dijkhuizen (75'), Van Houwelingen (81') |
| Oefen        | VUC - ADO Den Haag O21 | VUC - ADO Den Haag O21                        | Basis: De Koning - Lopes Varela, Van Roekel, Payne, Özen - Van Houwelingen, Gomes Landim, Haas - Imade, Geoffrey, Özcan Wissels: Kramer, Does, Brandt, Karijowidjojo, Esajas, Dijkhuizen, Gardenier* | Goals: 0-1 Özcan (10'), 0-2 Imade (64'), 0-3 Gomes Landim (70'), 1-3 Hulters (77') |
| Oefen        | 1 - 3 | Di. 26 november 2024, 20:00 uur               | Basis: De Koning - Lopes Varela, Van Roekel, Payne, Özen - Van Houwelingen, Gomes Landim, Haas - Imade, Geoffrey, Özcan Wissels: Kramer, Does, Brandt, Karijowidjojo, Esajas, Dijkhuizen, Gardenier* | Goals: 0-1 Özcan (10'), 0-2 Imade (64'), 0-3 Gomes Landim (70'), 1-3 Hulters (77') |
| Oefen        | Het Kleine Loo, verslag |                                               | Basis: De Koning - Lopes Varela, Van Roekel, Payne, Özen - Van Houwelingen, Gomes Landim, Haas - Imade, Geoffrey, Özcan Wissels: Kramer, Does, Brandt, Karijowidjojo, Esajas, Dijkhuizen, Gardenier* | Goals: 0-1 Özcan (10'), 0-2 Imade (64'), 0-3 Gomes Landim (70'), 1-3 Hulters (77') |
| Oefen        | FC Skillz Wateringse Veld - ADO Den Haag O21 | FC Skillz Wateringse Veld - ADO Den Haag O21  | Kramer (65' Kaijim) - Lopes Varela (46' Van Roekel), Gomes Landim, Heesen, Özen (46' Does) - Van Houwelingen (46' Dijkhuizen), De Bruin, Esajas (46' Karijowidjojo) - Mohammad (72' Esajas), Houwaart, Imade | Goals: 0-1 De Bruin (Mohammad), 0-2 Houwaart (Imade), 0-3 Imade, 0-4 Karijowidjojo (Houwaart), 1-4 Fernandes |
| Oefen        | 1 - 4 | Di. 3 december 2024, 20:00 uur                | Kramer (65' Kaijim) - Lopes Varela (46' Van Roekel), Gomes Landim, Heesen, Özen (46' Does) - Van Houwelingen (46' Dijkhuizen), De Bruin, Esajas (46' Karijowidjojo) - Mohammad (72' Esajas), Houwaart, Imade | Goals: 0-1 De Bruin (Mohammad), 0-2 Houwaart (Imade), 0-3 Imade, 0-4 Karijowidjojo (Houwaart), 1-4 Fernandes |
| Oefen        | Sportpark Zonneveld, verslag |                                               | Kramer (65' Kaijim) - Lopes Varela (46' Van Roekel), Gomes Landim, Heesen, Özen (46' Does) - Van Houwelingen (46' Dijkhuizen), De Bruin, Esajas (46' Karijowidjojo) - Mohammad (72' Esajas), Houwaart, Imade | Goals: 0-1 De Bruin (Mohammad), 0-2 Houwaart (Imade), 0-3 Imade, 0-4 Karijowidjojo (Houwaart), 1-4 Fernandes |
| Comp. 12     | ADO Den Haag O21 - Go Ahead Eagles O21 | ADO Den Haag O21 - Go Ahead Eagles O21        | De Koning - Does, Payne , S. Esajas, Özen (76' Van Roekel) - Karijowidjojo (65' Lopes Varela), Gomes Landim (46' Deri), Haas - Imade (62' Kigongo), Özcan, Dijkhuizen | Goals: 0-1 Ghafour (5'), 0-2 Boakye (Opdam, v.t. 40'), 0-3 De Lannoy (53'), 0-4 Opdam (68'), 0-5 Lacroix (82'), 1-5 Kigongo (83'), 1-6 Boakye (89') Kaarten: Karijowidjojo (39'), Esajas (53') |
| Comp. 12     | 1 - 6 | Za. 7 december 2024, 15:00 uur. Stand: 3e     | De Koning - Does, Payne , S. Esajas, Özen (76' Van Roekel) - Karijowidjojo (65' Lopes Varela), Gomes Landim (46' Deri), Haas - Imade (62' Kigongo), Özcan, Dijkhuizen | Goals: 0-1 Ghafour (5'), 0-2 Boakye (Opdam, v.t. 40'), 0-3 De Lannoy (53'), 0-4 Opdam (68'), 0-5 Lacroix (82'), 1-5 Kigongo (83'), 1-6 Boakye (89') Kaarten: Karijowidjojo (39'), Esajas (53') |
| Comp. 12     | Sportcomplex De Aftrap, verslag, S: Geert den Ouden |                                               | De Koning - Does, Payne , S. Esajas, Özen (76' Van Roekel) - Karijowidjojo (65' Lopes Varela), Gomes Landim (46' Deri), Haas - Imade (62' Kigongo), Özcan, Dijkhuizen | Goals: 0-1 Ghafour (5'), 0-2 Boakye (Opdam, v.t. 40'), 0-3 De Lannoy (53'), 0-4 Opdam (68'), 0-5 Lacroix (82'), 1-5 Kigongo (83'), 1-6 Boakye (89') Kaarten: Karijowidjojo (39'), Esajas (53') |
| Comp. 13     | Feyenoord O21 - ADO Den Haag O21 | Feyenoord O21 - ADO Den Haag O21              | Van de Riet - Lopes Varela (69' Gomes Landim), Payne, Heesen, Boakye (46' Özen) - Brandt , Van Houwelingen, Haas ( 16' Imade) - Dijkhuizen (60' Karijowidjojo), Houwaart (60' Özcan), Geoffrey | Goals: 1-0 Rais (25'), 2-0 Breinburg (49'), 3-0 Rais (64'), 3-0 Sliti (67'), 5-0 ? (pen. 67'), 6-0 De Bie (69'), 6-1 Gomes Landim (74'), 7-1 Vanga (81'), 8-1 Rust (85') Kaarten: Payne (59'), Özen (86')                                                                                                  |
| Comp. 13     | 8 - 1 | Za. 14 december 2024, 15:00 uur. Stand: 3e    | Van de Riet - Lopes Varela (69' Gomes Landim), Payne, Heesen, Boakye (46' Özen) - Brandt , Van Houwelingen, Haas ( 16' Imade) - Dijkhuizen (60' Karijowidjojo), Houwaart (60' Özcan), Geoffrey | Goals: 1-0 Rais (25'), 2-0 Breinburg (49'), 3-0 Rais (64'), 3-0 Sliti (67'), 5-0 ? (pen. 67'), 6-0 De Bie (69'), 6-1 Gomes Landim (74'), 7-1 Vanga (81'), 8-1 Rust (85') Kaarten: Payne (59'), Özen (86')                                                                                                  |
| Comp. 13     | Sportcomplex Varkenoord, verslag, S: Rick Sturm |                                               | Van de Riet - Lopes Varela (69' Gomes Landim), Payne, Heesen, Boakye (46' Özen) - Brandt , Van Houwelingen, Haas ( 16' Imade) - Dijkhuizen (60' Karijowidjojo), Houwaart (60' Özcan), Geoffrey | Goals: 1-0 Rais (25'), 2-0 Breinburg (49'), 3-0 Rais (64'), 3-0 Sliti (67'), 5-0 ? (pen. 67'), 6-0 De Bie (69'), 6-1 Gomes Landim (74'), 7-1 Vanga (81'), 8-1 Rust (85') Kaarten: Payne (59'), Özen (86')                                                                                                  |
| Comp. 14     | FC Groningen O21 - ADO Den Haag O21 | FC Groningen O21 - ADO Den Haag O21           | De Koning - Van Roekel (70' Lopes Varela), Goedewacht (42' Steijlen), Payne, Özen - Wesseling, Karijowidjojo, Van Houwelingen - Imade (63' Simas Jesus de Pina), Özcan (63' Gomes Landim), Mul | Goals: 1-0 Eggens (37'), 2-0 Laansma (42'), 3-0 Mosselaar (57') Kaarten: Özen (53'), Gomes Landim (73'), Lee (staf 77') |
| Comp. 14     | 3 - 0 | Za. 21 december 2024, 15:00 uur. Stand: 5e    | De Koning - Van Roekel (70' Lopes Varela), Goedewacht (42' Steijlen), Payne, Özen - Wesseling, Karijowidjojo, Van Houwelingen - Imade (63' Simas Jesus de Pina), Özcan (63' Gomes Landim), Mul | Goals: 1-0 Eggens (37'), 2-0 Laansma (42'), 3-0 Mosselaar (57') Kaarten: Özen (53'), Gomes Landim (73'), Lee (staf 77') |
| Comp. 14     | Sportpark Corpus den Hoorn, verslag, S: Remon Tulen |                                               | De Koning - Van Roekel (70' Lopes Varela), Goedewacht (42' Steijlen), Payne, Özen - Wesseling, Karijowidjojo, Van Houwelingen - Imade (63' Simas Jesus de Pina), Özcan (63' Gomes Landim), Mul | Goals: 1-0 Eggens (37'), 2-0 Laansma (42'), 3-0 Mosselaar (57') Kaarten: Özen (53'), Gomes Landim (73'), Lee (staf 77') |
| Oefen        | ADO Den Haag O21 - Jong FC Volendam | ADO Den Haag O21 - Jong FC Volendam           | Kramer (46' De Koning) - Lopes Varela, Gustina, Özen, Deri - Van Houwelingen (46' Dijkhuizen), Van der Schee (46' Jordense), Haas - Imade, Bode, Sarıgül | Goals: 0-1 Mau-Asam (42'), 0-2 De Haan (43'), 1-2 Imade (46') |
| Oefen        | 1 - 2 | Za. 18 januari 2025, 15:00 uur                | Kramer (46' De Koning) - Lopes Varela, Gustina, Özen, Deri - Van Houwelingen (46' Dijkhuizen), Van der Schee (46' Jordense), Haas - Imade, Bode, Sarıgül | Goals: 0-1 Mau-Asam (42'), 0-2 De Haan (43'), 1-2 Imade (46') |
| Oefen        | Sportcomplex De Aftrap, verslag |                                               | Kramer (46' De Koning) - Lopes Varela, Gustina, Özen, Deri - Van Houwelingen (46' Dijkhuizen), Van der Schee (46' Jordense), Haas - Imade, Bode, Sarıgül | Goals: 0-1 Mau-Asam (42'), 0-2 De Haan (43'), 1-2 Imade (46') |
| (VC) Comp. 1 | Feyenoord O21 - ADO Den Haag O21 | Feyenoord O21 - ADO Den Haag O21              | Van de Riet - Lopes Varela, Van Roekel, Payne, Özen (68' Gomes Landim) - Brandt , Van Houwelingen (78' Imade), Haas - Geoffery, Houwaart (80' Kigongo), Bode | Goals: 0-1 Bode (Houwaart 2'), 1-1 Bobson (90'), 2-1 Sliti (90+2') Kaarten: Özen (38'), Brandt (68'), Lopes Varela (85'), Imade (87') |
| (VC) Comp. 1 | 2 - 1 | Za. 25 januari 2025, 15:00 uur. Stand: 7e     | Van de Riet - Lopes Varela, Van Roekel, Payne, Özen (68' Gomes Landim) - Brandt , Van Houwelingen (78' Imade), Haas - Geoffery, Houwaart (80' Kigongo), Bode | Goals: 0-1 Bode (Houwaart 2'), 1-1 Bobson (90'), 2-1 Sliti (90+2') Kaarten: Özen (38'), Brandt (68'), Lopes Varela (85'), Imade (87') |
| (VC) Comp. 1 | Sportcomplex Varkenoord, verslag, S: Giovanni Verhoeve |                                               | Van de Riet - Lopes Varela, Van Roekel, Payne, Özen (68' Gomes Landim) - Brandt , Van Houwelingen (78' Imade), Haas - Geoffery, Houwaart (80' Kigongo), Bode | Goals: 0-1 Bode (Houwaart 2'), 1-1 Bobson (90'), 2-1 Sliti (90+2') Kaarten: Özen (38'), Brandt (68'), Lopes Varela (85'), Imade (87') |
| Comp. 2      | ADO Den Haag O21 - Go Ahead Eagles O21 | ADO Den Haag O21 - Go Ahead Eagles O21        | De Koning - De Ruiter (62' Lopes Varela), Heesen, Payne, Özen - Haas (72' Sarigül), Van Houwelingen , Karijowidjojo ( 75' Does) - Bode, Houwaart, Imade | Goals: 0-1 Lacroix (29'), 1-1 Houwaart (Imade 88') Kaarten: Bode (22'), Van Houwelingen (35') |
| Comp. 2      | 1 - 1 | Za. 1 februari 2025, 15:00 uur. Stand: 6e     | De Koning - De Ruiter (62' Lopes Varela), Heesen, Payne, Özen - Haas (72' Sarigül), Van Houwelingen , Karijowidjojo ( 75' Does) - Bode, Houwaart, Imade | Goals: 0-1 Lacroix (29'), 1-1 Houwaart (Imade 88') Kaarten: Bode (22'), Van Houwelingen (35') |
| Comp. 2      | Sportcomplex De Aftrap, verslag, S: Paul van der Burg |                                               | De Koning - De Ruiter (62' Lopes Varela), Heesen, Payne, Özen - Haas (72' Sarigül), Van Houwelingen , Karijowidjojo ( 75' Does) - Bode, Houwaart, Imade | Goals: 0-1 Lacroix (29'), 1-1 Houwaart (Imade 88') Kaarten: Bode (22'), Van Houwelingen (35') |
| Comp. 3      | FC Twente / Heracles O21 - ADO Den Haag O21 | FC Twente / Heracles O21 - ADO Den Haag O21   | De Koning - De Ruijter, Heesen, Payne, Özen (59' Imade) - Van Houwelingen, Brandt , De Bruin - Dijkhuizen, Houwaart, Haas (59' Karijowidjojo) | Goals: 1-0 Martina (48'), 1-1 Houwaart (De Bruin, v.t. 67'), 2-1 Kerssens (78') |
| Comp. 3      | 2 - 1 | Za. 8 februari 2025, 12:30 uur. Stand: 8e     | De Koning - De Ruijter, Heesen, Payne, Özen (59' Imade) - Van Houwelingen, Brandt , De Bruin - Dijkhuizen, Houwaart, Haas (59' Karijowidjojo) | Goals: 1-0 Martina (48'), 1-1 Houwaart (De Bruin, v.t. 67'), 2-1 Kerssens (78') |
| Comp. 3      | FC Twente-trainingscentrum, verslag, S: Luc Baars |                                               | De Koning - De Ruijter, Heesen, Payne, Özen (59' Imade) - Van Houwelingen, Brandt , De Bruin - Dijkhuizen, Houwaart, Haas (59' Karijowidjojo) | Goals: 1-0 Martina (48'), 1-1 Houwaart (De Bruin, v.t. 67'), 2-1 Kerssens (78') |
| Comp. 4      | ADO Den Haag O21 - SC Cambuur O21 | ADO Den Haag O21 - SC Cambuur O21             | Wentges - De Ruijter (58' Lopes Varela), Heesen, Payne, Özen - Brandt (71' Does), Lourens, Van Houwelingen - Dijkhuizen, Houwaart, Geoffery (58' Bode) | Goals: 1-0 Vogelzang (e.g. 25'), 1-1 Henstra (Marsman 52'), 2-1 Dijkhuizen (Houwaart 56'), 3-1 Lourens (Houwaart 62') Kaarten: Heesen (56'), Brandt (66'), Payne (89') |
| Comp. 4      | 3 - 1 | Za. 15 februari 2025, 15:00 uur. Stand: 6e    | Wentges - De Ruijter (58' Lopes Varela), Heesen, Payne, Özen - Brandt (71' Does), Lourens, Van Houwelingen - Dijkhuizen, Houwaart, Geoffery (58' Bode) | Goals: 1-0 Vogelzang (e.g. 25'), 1-1 Henstra (Marsman 52'), 2-1 Dijkhuizen (Houwaart 56'), 3-1 Lourens (Houwaart 62') Kaarten: Heesen (56'), Brandt (66'), Payne (89') |
| Comp. 4      | Sportcomplex De Aftrap, verslag, S: Andy Wolff |                                               | Wentges - De Ruijter (58' Lopes Varela), Heesen, Payne, Özen - Brandt (71' Does), Lourens, Van Houwelingen - Dijkhuizen, Houwaart, Geoffery (58' Bode) | Goals: 1-0 Vogelzang (e.g. 25'), 1-1 Henstra (Marsman 52'), 2-1 Dijkhuizen (Houwaart 56'), 3-1 Lourens (Houwaart 62') Kaarten: Heesen (56'), Brandt (66'), Payne (89') |
| Oefen        | HBS-Craeyenhout - ADO Den Haag O21 | HBS-Craeyenhout - ADO Den Haag O21            | Maduro (60' Kaijim) - Does ( 44' Lopes Varela), Heesen (60' Van Houwelingen), Özen, Boakye (60' Karijowidjojo) - Brandt (60' Imade), Martijn (60' Sarigül), Alabbar - Dijkhuizen, Houwaart, Geoffery (60' Bode) | Goals: 1-0 Navio Romero (14'), 1-1 Houwaart (Geoffery 32') |
| Oefen        | 1 - 1 | Di. 25 februari 2025, 20:00 uur               | Maduro (60' Kaijim) - Does ( 44' Lopes Varela), Heesen (60' Van Houwelingen), Özen, Boakye (60' Karijowidjojo) - Brandt (60' Imade), Martijn (60' Sarigül), Alabbar - Dijkhuizen, Houwaart, Geoffery (60' Bode) | Goals: 1-0 Navio Romero (14'), 1-1 Houwaart (Geoffery 32') |
| Oefen        | Sportpark Craeyenhout, verslag, S: Patrick Borsboom |                                               | Maduro (60' Kaijim) - Does ( 44' Lopes Varela), Heesen (60' Van Houwelingen), Özen, Boakye (60' Karijowidjojo) - Brandt (60' Imade), Martijn (60' Sarigül), Alabbar - Dijkhuizen, Houwaart, Geoffery (60' Bode) | Goals: 1-0 Navio Romero (14'), 1-1 Houwaart (Geoffery 32') |
| Comp. 5      | ADO Den Haag O21 - PEC Zwolle O21 | ADO Den Haag O21 - PEC Zwolle O21             | Van de Riet - Brandt , Heesen (46' Lopes Varela), Özen, Boakye (60' Bodo) - Van Houwelingen, Karijowidjojo, Bode - Dijkhuizen (60' Imade), Houwaart, Geoffery | Goals: 0-1 De Troije (19'), 0-2 Gijselhart (22'), 1-2 Geoffery (Houwaart 54') Kaarten: Van Houwelingen (44'), Samson (staf 45'), Boakye (51'), Brandt (90+4') |
| Comp. 5      | 1 - 2 | Za. 8 maart 2025, 15:00 uur. Stand: 7e        | Van de Riet - Brandt , Heesen (46' Lopes Varela), Özen, Boakye (60' Bodo) - Van Houwelingen, Karijowidjojo, Bode - Dijkhuizen (60' Imade), Houwaart, Geoffery | Goals: 0-1 De Troije (19'), 0-2 Gijselhart (22'), 1-2 Geoffery (Houwaart 54') Kaarten: Van Houwelingen (44'), Samson (staf 45'), Boakye (51'), Brandt (90+4') |
| Comp. 5      | Sportcomplex De Aftrap, verslag, S: Roel van der Werff |                                               | Van de Riet - Brandt , Heesen (46' Lopes Varela), Özen, Boakye (60' Bodo) - Van Houwelingen, Karijowidjojo, Bode - Dijkhuizen (60' Imade), Houwaart, Geoffery | Goals: 0-1 De Troije (19'), 0-2 Gijselhart (22'), 1-2 Geoffery (Houwaart 54') Kaarten: Van Houwelingen (44'), Samson (staf 45'), Boakye (51'), Brandt (90+4') |
| Comp. 6      | ADO Den Haag O21 - FC Groningen O21 | ADO Den Haag O21 - FC Groningen O21           | Van de Riet - Van Roekel, Heesen (88' Lopes Varela), Hokke (46' Payne), Boakye - Brandt , Van Houwelingen, Haas (46' Wesseling) - Geoffery (67' Van Loenen), Houwaart, Maasland ( 6' Argün) | Goals: 1-0 Houwaart (8'), 1-1 Kolthof (42'), 1-2 Eggens (44'), 2-2 Houwaart (Van de Riet 56'), 2-3 Kolthof (80'), 2-4 Eggens (pen. 86') Kaarten: Payne (50'), Brandt (73') |
| Comp. 6      | 2 - 4 | Za. 22 maart 2025, 15:00 uur. Stand: 7e       | Van de Riet - Van Roekel, Heesen (88' Lopes Varela), Hokke (46' Payne), Boakye - Brandt , Van Houwelingen, Haas (46' Wesseling) - Geoffery (67' Van Loenen), Houwaart, Maasland ( 6' Argün) | Goals: 1-0 Houwaart (8'), 1-1 Kolthof (42'), 1-2 Eggens (44'), 2-2 Houwaart (Van de Riet 56'), 2-3 Kolthof (80'), 2-4 Eggens (pen. 86') Kaarten: Payne (50'), Brandt (73') |
| Comp. 6      | Sportcomplex De Aftrap, verslag, S: Haico Michielsen |                                               | Van de Riet - Van Roekel, Heesen (88' Lopes Varela), Hokke (46' Payne), Boakye - Brandt , Van Houwelingen, Haas (46' Wesseling) - Geoffery (67' Van Loenen), Houwaart, Maasland ( 6' Argün) | Goals: 1-0 Houwaart (8'), 1-1 Kolthof (42'), 1-2 Eggens (44'), 2-2 Houwaart (Van de Riet 56'), 2-3 Kolthof (80'), 2-4 Eggens (pen. 86') Kaarten: Payne (50'), Brandt (73') |
| Comp. 7      | ADO Den Haag O21 - Vitesse O21 | ADO Den Haag O21 - Vitesse O21                | Wentges - Lopes Varela, Payne (46' Sarigül), Heesen (62' Özen), Boakye - Brandt , Lourens (46' Haas), Van Houwelingen - Imade (85' Gomes Landim), Houwaart, Geoffery (85' Van der Schee) | Goals: 1-0 Houwaart (2'), 2-0 Geoffery (30'), 3-0 Van Houwelingen (52'), 4-0 Houwaart (Haas 89') Kaarten: Brandt (48') |
| Comp. 7      | 4 - 0 | Di. 25 maart 2025, 20:00 uur. Stand: 6e       | Wentges - Lopes Varela, Payne (46' Sarigül), Heesen (62' Özen), Boakye - Brandt , Lourens (46' Haas), Van Houwelingen - Imade (85' Gomes Landim), Houwaart, Geoffery (85' Van der Schee) | Goals: 1-0 Houwaart (2'), 2-0 Geoffery (30'), 3-0 Van Houwelingen (52'), 4-0 Houwaart (Haas 89') Kaarten: Brandt (48') |
| Comp. 7      | Sportcomplex De Aftrap, verslag, S: Luc Tissingh |                                               | Wentges - Lopes Varela, Payne (46' Sarigül), Heesen (62' Özen), Boakye - Brandt , Lourens (46' Haas), Van Houwelingen - Imade (85' Gomes Landim), Houwaart, Geoffery (85' Van der Schee) | Goals: 1-0 Houwaart (2'), 2-0 Geoffery (30'), 3-0 Van Houwelingen (52'), 4-0 Houwaart (Haas 89') Kaarten: Brandt (48') |
| Comp. 8      | SC Cambuur O21 - ADO Den Haag O21 | SC Cambuur O21 - ADO Den Haag O21             | De Koning - Lopes Varela, Payne, Özen (46' Haas), Boakye (75' Does) - Brandt , Van Houwelingen (61' Deri), Bode (61' Bodo) - Imade, Özcan, Mohammad (46' Sarigül) | Goals: 1-0 Veldhuis (v.t. 5'), 2-0 Van der Veen (19'), 3-0 Veldhuis (49'), 4-0 Bakkati (73'), 5-0 Payne (e.g. 90') Kaarten: Bode (24'), Van Houwelingen (51'), Boakye (65'), Brandt (65'), Van den Bulk (staf), Lopes Varela (87')                                                                         |
| Comp. 8      | 5 - 0 | Za. 5 april 2025, 13:30 uur. Stand: 7e        | De Koning - Lopes Varela, Payne, Özen (46' Haas), Boakye (75' Does) - Brandt , Van Houwelingen (61' Deri), Bode (61' Bodo) - Imade, Özcan, Mohammad (46' Sarigül) | Goals: 1-0 Veldhuis (v.t. 5'), 2-0 Van der Veen (19'), 3-0 Veldhuis (49'), 4-0 Bakkati (73'), 5-0 Payne (e.g. 90') Kaarten: Bode (24'), Van Houwelingen (51'), Boakye (65'), Brandt (65'), Van den Bulk (staf), Lopes Varela (87')                                                                         |
| Comp. 8      | Cambuurstadion, verslag, S: Peter de Waard |                                               | De Koning - Lopes Varela, Payne, Özen (46' Haas), Boakye (75' Does) - Brandt , Van Houwelingen (61' Deri), Bode (61' Bodo) - Imade, Özcan, Mohammad (46' Sarigül) | Goals: 1-0 Veldhuis (v.t. 5'), 2-0 Van der Veen (19'), 3-0 Veldhuis (49'), 4-0 Bakkati (73'), 5-0 Payne (e.g. 90') Kaarten: Bode (24'), Van Houwelingen (51'), Boakye (65'), Brandt (65'), Van den Bulk (staf), Lopes Varela (87')                                                                         |
| Oefen        | ADO Den Haag O21 - Excelsior Rotterdam O21 | ADO Den Haag O21 - Excelsior Rotterdam O21    | Kaijim (62' Radford) - Does (46' Van Roekel), Payne (62' Boakye), Hokke (62' Lopes Varela), Özen - Karijowidjojo (46' Brandt / 86' Van der Schee), Haas, Van der Schee (62' Van Houwelingen) - Gomes Landim (62' Imade), Bode, Sarigül                                                                             | Goals: 0-1 Sousa Monte (15') |
| Oefen        | 0 - 1 | Di. 8 april 2025, 12:00 uur                   | Kaijim (62' Radford) - Does (46' Van Roekel), Payne (62' Boakye), Hokke (62' Lopes Varela), Özen - Karijowidjojo (46' Brandt / 86' Van der Schee), Haas, Van der Schee (62' Van Houwelingen) - Gomes Landim (62' Imade), Bode, Sarigül                                                                             | Goals: 0-1 Sousa Monte (15') |
| Oefen        | Sportcomplex De Aftrap, verslag |                                               | Kaijim (62' Radford) - Does (46' Van Roekel), Payne (62' Boakye), Hokke (62' Lopes Varela), Özen - Karijowidjojo (46' Brandt / 86' Van der Schee), Haas, Van der Schee (62' Van Houwelingen) - Gomes Landim (62' Imade), Bode, Sarigül                                                                             | Goals: 0-1 Sousa Monte (15') |
| Comp. 9      | ADO Den Haag O21 - FC Twente / Heracles O21 | ADO Den Haag O21 - FC Twente / Heracles O21   | Wentges - Payne, Heesen (87' Bodo), Hokke (62' Does), Özen - El Harchaoui (77' Imade), Lourens, Haas - Bode , Houwaart, Geoffery (87' Van der Schee) | Goals: 1-0 Lourens (v.t. 41'), 2-0 Houwaart (50'), 2-1 Baafi (Bultman 82'), 2-2 Sybrandy (Baafi 84'), 2-3 Martina (90+1'), 3-3 Lourens (90+7') Kaarten: Heesen (36'), Bode (90+5') |
| Comp. 9      | 3 - 3 | Za. 12 april 2025, 15:00 uur. Stand: 7e       | Wentges - Payne, Heesen (87' Bodo), Hokke (62' Does), Özen - El Harchaoui (77' Imade), Lourens, Haas - Bode , Houwaart, Geoffery (87' Van der Schee) | Goals: 1-0 Lourens (v.t. 41'), 2-0 Houwaart (50'), 2-1 Baafi (Bultman 82'), 2-2 Sybrandy (Baafi 84'), 2-3 Martina (90+1'), 3-3 Lourens (90+7') Kaarten: Heesen (36'), Bode (90+5') |
| Comp. 9      | Sportcomplex De Aftrap, verslag, S: Kenneth van Dijk |                                               | Wentges - Payne, Heesen (87' Bodo), Hokke (62' Does), Özen - El Harchaoui (77' Imade), Lourens, Haas - Bode , Houwaart, Geoffery (87' Van der Schee) | Goals: 1-0 Lourens (v.t. 41'), 2-0 Houwaart (50'), 2-1 Baafi (Bultman 82'), 2-2 Sybrandy (Baafi 84'), 2-3 Martina (90+1'), 3-3 Lourens (90+7') Kaarten: Heesen (36'), Bode (90+5') |
| Comp. 10     | PEC Zwolle O21 - ADO Den Haag O21 | PEC Zwolle O21 - ADO Den Haag O21             | Van de Riet - Van Roekel, Payne (68' Gomes Landim), Özen (83' Van der Schee), Boakye - Haas, Van Houwelingen , El Harchaoui (83' Sarigül) - Imade (68' Does), Houwaart (58' Geoffery), Bode | Goals: 0-1 Houwaart (pen. 19'), 1-1 Ruward (v.t. 21'), 1-2 Bode (Houwaart 24'), 2-2 Delianidis (67'), 3-2 Reiziger (74'), 4-2 Voute (79'), 5-2 Reiziger (90+1'), 6-2 Delianidis (90+4') Kaarten: Haas (48'), Boakye (62')                                                                                  |
| Comp. 10     | 6 - 2 | Za. 19 april 2025, 14:30 uur. Stand: 7e       | Van de Riet - Van Roekel, Payne (68' Gomes Landim), Özen (83' Van der Schee), Boakye - Haas, Van Houwelingen , El Harchaoui (83' Sarigül) - Imade (68' Does), Houwaart (58' Geoffery), Bode | Goals: 0-1 Houwaart (pen. 19'), 1-1 Ruward (v.t. 21'), 1-2 Bode (Houwaart 24'), 2-2 Delianidis (67'), 3-2 Reiziger (74'), 4-2 Voute (79'), 5-2 Reiziger (90+1'), 6-2 Delianidis (90+4') Kaarten: Haas (48'), Boakye (62')                                                                                  |
| Comp. 10     | Sportpark 't Achterveen, verslag, S: Teun van der Velden |                                               | Van de Riet - Van Roekel, Payne (68' Gomes Landim), Özen (83' Van der Schee), Boakye - Haas, Van Houwelingen , El Harchaoui (83' Sarigül) - Imade (68' Does), Houwaart (58' Geoffery), Bode | Goals: 0-1 Houwaart (pen. 19'), 1-1 Ruward (v.t. 21'), 1-2 Bode (Houwaart 24'), 2-2 Delianidis (67'), 3-2 Reiziger (74'), 4-2 Voute (79'), 5-2 Reiziger (90+1'), 6-2 Delianidis (90+4') Kaarten: Haas (48'), Boakye (62')                                                                                  |
| Comp. 11     | Vitesse O21 - ADO Den Haag O21 | Vitesse O21 - ADO Den Haag O21                | De Koning - Lopes Varela (82' Payne), Heesen (63' Does), Hokke, Boakye - Brandt , Lourens, De Bruin - Geoffery (82' Van Houwelingen), Houwaart, Mohammad (63' Sarigül) | Goals: 0-1 Houwaart (72'), 1-1 Hoogewerf (90+6') Kaarten: Does (75'), Houwaart (90+7') |
| Comp. 11     | 1 - 1 | Za. 3 mei 2025, 15:30 uur. Stand: 7e          | De Koning - Lopes Varela (82' Payne), Heesen (63' Does), Hokke, Boakye - Brandt , Lourens, De Bruin - Geoffery (82' Van Houwelingen), Houwaart, Mohammad (63' Sarigül) | Goals: 0-1 Houwaart (72'), 1-1 Hoogewerf (90+6') Kaarten: Does (75'), Houwaart (90+7') |
| Comp. 11     | Sportcentrum Papendal, verslag, S: Arthur Midden |                                               | De Koning - Lopes Varela (82' Payne), Heesen (63' Does), Hokke, Boakye - Brandt , Lourens, De Bruin - Geoffery (82' Van Houwelingen), Houwaart, Mohammad (63' Sarigül) | Goals: 0-1 Houwaart (72'), 1-1 Hoogewerf (90+6') Kaarten: Does (75'), Houwaart (90+7') |
| Comp. 12     | FC Groningen O21 - ADO Den Haag O21 | FC Groningen O21 - ADO Den Haag O21           | Kramer - Brandt ( 61' Bodo), Heesen, Payne ( 53' Does), Boakye ( 48' Özen) - Bode, Van Houwelingen ( 46' Karijowidjojo), Haas - Imade (53' Geoffery), Houwaart, Sarigül | Goals: 0-1 Houwaart (15'), 0-2 Houwaart (30'), 1-2 Van der Werff (v.t. 60'), 2-2 Mortensen (66'), 3-2 Dikoš (73'), 3-3 Sarigül (77') Kaarten: Boakye (22') |
| Comp. 12     | 3 - 3 | Za. 10 mei 2025, 14:00 uur. Stand: 7e         | Kramer - Brandt ( 61' Bodo), Heesen, Payne ( 53' Does), Boakye ( 48' Özen) - Bode, Van Houwelingen ( 46' Karijowidjojo), Haas - Imade (53' Geoffery), Houwaart, Sarigül | Goals: 0-1 Houwaart (15'), 0-2 Houwaart (30'), 1-2 Van der Werff (v.t. 60'), 2-2 Mortensen (66'), 3-2 Dikoš (73'), 3-3 Sarigül (77') Kaarten: Boakye (22') |
| Comp. 12     | Sportpark Corpus den Hoorn, verslag, S: Dennis Smit |                                               | Kramer - Brandt ( 61' Bodo), Heesen, Payne ( 53' Does), Boakye ( 48' Özen) - Bode, Van Houwelingen ( 46' Karijowidjojo), Haas - Imade (53' Geoffery), Houwaart, Sarigül | Goals: 0-1 Houwaart (15'), 0-2 Houwaart (30'), 1-2 Van der Werff (v.t. 60'), 2-2 Mortensen (66'), 3-2 Dikoš (73'), 3-3 Sarigül (77') Kaarten: Boakye (22') |
| Comp. 13     | ADO Den Haag O21 - Feyenoord O21 | ADO Den Haag O21 - Feyenoord O21              | De Koning - Van Roekel, Heesen (63' Karijowidjojo), Does, Boakye (86' Özen) - Brandt , Lourens, Haas (75' Imade) - Bode, Houwaart, Sarigül (63' Geoffery) | Goals: 0-1 De Bie (35'), 0-2 Zinhagel (45'), 1-2 Houwaart (90+3') Kaarten: Bode (29') |
| Comp. 13     | 1 - 2 | Za. 24 mei 2025, 15:00 uur. Stand: 7e         | De Koning - Van Roekel, Heesen (63' Karijowidjojo), Does, Boakye (86' Özen) - Brandt , Lourens, Haas (75' Imade) - Bode, Houwaart, Sarigül (63' Geoffery) | Goals: 0-1 De Bie (35'), 0-2 Zinhagel (45'), 1-2 Houwaart (90+3') Kaarten: Bode (29') |
| Comp. 13     | Sportcomplex De Aftrap, verslag, S: Youri Kuipers |                                               | De Koning - Van Roekel, Heesen (63' Karijowidjojo), Does, Boakye (86' Özen) - Brandt , Lourens, Haas (75' Imade) - Bode, Houwaart, Sarigül (63' Geoffery) | Goals: 0-1 De Bie (35'), 0-2 Zinhagel (45'), 1-2 Houwaart (90+3') Kaarten: Bode (29') |
| Comp. 14     | Go Ahead Eagles O21 - ADO Den Haag O21 | Go Ahead Eagles O21 - ADO Den Haag O21        | Kramer - Does, Heesen, Özen, Boakye (46' Bodo) - Brandt , Karijowidjojo (77' Van Roekel), Haas (60' Özcan) - Van Loenen (77' Geoffery), Houwaart, Bode (77' Imade) | Goals: 0-1 Haas (Houwaart 16'), 1-1 Auahrani (17'), 1-2 Houwaart (Bode 23'), 1-3 Van Loenen (Does 26'), 1-4 Houwaart (pen. 23'), 2-4 Opdam (47'), 3-4 Koné (52'), 4-4 Askamp (69'), 5-4 Auahrani (pen. 74'), 6-4 Aspinsa (90+1')                                                                           |
| Comp. 14     | 1 - 2 | Di. 27 mei 2025, 18:30 uur. Stand: 8e         | Kramer - Does, Heesen, Özen, Boakye (46' Bodo) - Brandt , Karijowidjojo (77' Van Roekel), Haas (60' Özcan) - Van Loenen (77' Geoffery), Houwaart, Bode (77' Imade) | Goals: 0-1 Haas (Houwaart 16'), 1-1 Auahrani (17'), 1-2 Houwaart (Bode 23'), 1-3 Van Loenen (Does 26'), 1-4 Houwaart (pen. 23'), 2-4 Opdam (47'), 3-4 Koné (52'), 4-4 Askamp (69'), 5-4 Auahrani (pen. 74'), 6-4 Aspinsa (90+1')                                                                           |
| Comp. 14     | Sportpark Zuiderlaan, verslag, S: Teun van der Velden |                                               | Kramer - Does, Heesen, Özen, Boakye (46' Bodo) - Brandt , Karijowidjojo (77' Van Roekel), Haas (60' Özcan) - Van Loenen (77' Geoffery), Houwaart, Bode (77' Imade) | Goals: 0-1 Haas (Houwaart 16'), 1-1 Auahrani (17'), 1-2 Houwaart (Bode 23'), 1-3 Van Loenen (Does 26'), 1-4 Houwaart (pen. 23'), 2-4 Opdam (47'), 3-4 Koné (52'), 4-4 Askamp (69'), 5-4 Auahrani (pen. 74'), 6-4 Aspinsa (90+1')                                                                           |
|              | Na de zevende nederlaag in dertien wedstrijden wist ADO Den Haag O21 dat het zou degraderen naar 'Divisie 2'. Door de nederlaag tegen Go Ahead Eagles O21 in de laatste speelronde strandden de Hagenezen zelfs op de laatste plaats van de competitie. Trainer Ervin Lee vertrok. ADO Den Haag O19 wist juist het kampioenschap te behalen in hun 'Divisie 2' en promoveerde naar 'Divisie 1'. |                                               | | |

### Jeugdtrainers
| Team | Trainer            | Assistent                                     |
| ---- | ------------------ | --------------------------------------------- |
| O19  | Henk de Zeeuw      | Ryan Koolwijk                                 |
| O17  | Frans Danen        | Fernando Derveld                              |
| O16  | Sharan Gayadien    | Mike Spin                                     |
| O15  | Arie van der Padt  | Erbim Fagu                                    |
| O14  | Jorik van Adrichem | Patrick van Nijnatten                         |
| O13  | Dillon Bijlsma     | Scott Luiten & Ricardo Kip                    |
| O12  | Robbert Renirie    | Sunny Dihal, Justin Compier & Sander Veldhoen |
| O11  | Randy de Jong      | Reinier van Loon                              |

## Voetnoten
ADO Den Haag ·
SC Cambuur ·
FC Den Bosch ·
FC Dordrecht ·
FC Eindhoven ·
FC Emmen ·
De Graafschap ·
Excelsior ·
Helmond Sport ·
Jong Ajax ·
Jong AZ ·
Jong PSV ·
Jong FC Utrecht ·
MVV Maastricht ·
Roda JC Kerkrade ·
Telstar ·
TOP Oss ·
Vitesse ·
FC Volendam ·
VVV-Venlo